# 데이비드 베컴
데이비드 로버트 조지프 베컴 경(영어: Sir David Robert Joseph Beckham ˈbɛkəm[*], 1975년 5월 2일 ~) 은 잉글랜드의 은퇴한 축구 선수이다. 그는 맨체스터 유나이티드, 프레스턴 노스 엔드, 레알 마드리드, 밀란, 로스앤젤레스 갤럭시, 파리 생제르맹, 그리고 잉글랜드 국가대표팀에서 활약하였고, 국가대표팀에서는 2016년에 웨인 루니가 기록을 경신하기 전까지 공격수 선수로는 최다 출전 기록을 보유했었다. 그는 4개국에서 리그 우승을 거둔 최초의 잉글랜드 선수로, 잉글랜드, 스페인, 미국, 그리고 프랑스에서 우승을 거두었다. 그는 2013년 5월에 은퇴를 선언해 20년의 현역 생활에 마침표를 찍었고, 그 전까지 19개의 주요 대회 우승을 거두었다.
패스, 크로스, 그리고 감기는 프리킥으로 알려진 우측 미드필더로, 베컴은 발롱도르 2위를 두 차례 차지했고, FIFA 올해의 선수도 2위를 두 차례 차지했으며, 펠레는 2004년에 살아있는 세계 최고의 축구 선수 목록인 FIFA 100에 그의 이름을 올렸다. 2008년, 그는 잉글랜드 축구 명예의 전당에 이름이 올라갔다. 체육계의 범세계적 홍보 인사로, 베컴은 영국 문화의 상징으로 평가된다.
베컴의 현역 경력은 1992년, 17세의 나이로 맨체스터 유나이티드 1군 신고식을 치르며 시작되었다. 유나이티드 소속으로, 그는 프리미어리그를 6번, FA컵을 2번, 그리고 1998-99 시즌의 UEFA 챔피언스리그를 우승했다. 그는 이후 레알 마드리드에서 4시즌 활약해, 마드리드에서의 마지막 시즌인 2006-07 시즌에 라 리가 우승을 차지했다. 2007년 7월, 베컴은 메이저 리그 사커의 로스앤젤레스 갤럭시와 5년 계약을 체결했다. 갤럭시 선수로, 그는 이탈리아의 밀란으로 2008-09 시즌과 2009-10 시즌 후반에 2차례 임대를 갔었다. 그는 UEFA 챔피언스리그 100경기를 뛴 최초의 영국 선수였다.
국가대항전에서, 베컴은 1996년 9월 1일, 21세의 나이로 잉글랜드 국가대표팀 첫 경기를 뛰었다. 그는 6년 동안 주장을 역임해 이 기간 동안 58경기를 소화했다. 그는 총 115번의 국가대표팀 경기에 출전해, 1998년, 2002년, 그리고 2006년에 3번의 FIFA 월드컵에 참가했고, 2000년과 2004년에 2번의 UEFA 유럽 축구 선수권 대회에도 나갔다.
베컴은 꾸준히 축구계에서 가장 높은 수익을 올리는 인물로 이름을 올렸고, 2013년에는 12달 간 $50M을 벌어들여 세계 최고 급여를 받는 선수로 기록되었다. 그는 1999년에 빅토리아 애덤스을 배우자로 맞이해 슬하에 4명의 자식을 두었다. 그는 2005년을 기점으로 UNICEF의 글로벌 홍보 대사로, 2015년에는 7: 데이비드 베컴 UNICEF 재단을 출범했다. 2020년 메이저 리그 사커 합류할 예정인 인터 마이애미 CF의 구단주이다.

## 유년 시절
베컴은 잉글랜드 런던 레이턴스톤의 휩스 크로스 대학 병원에서 출생했다. 그는 미용사 산드라 조지나 웨스트(1949년 출생)와 배관기술자 데이비드 에드워드 앨런 "테드" 베컴(1948년 7월과 9월 사이 런던 에드먼턴에서 출생) 사이에서 난 아들로, 그의 부모는 1969년 런던 해크니 구에서 결혼했다. 그는 누나 린 조지나와 여동생 조안 루이즈를 두고 있다. 그는 유년 시절 칭포드의 리지웨이 파크에서 축구를 하곤 했고, 체이스 레인 초등학교와 칭포드 군 고등학교를 다녔다. 베컴은 2007년 기자 회견에서, "학창 시절에 선생님의 '나중에 성장해서 무엇을 하고 싶니?'라는 질문에 '저는 축구 선수가 되고 싶습니다.'라고 답하자, '아니, 너가 생계로 진짜 하고 싶은 일이 무엇이야?'라고 다시 질문하셨을 때 그것만이 제가 진심으로 하고 싶은 일이라고 말했습니다."라고 말했다. 베컴의 외할아버지는 유대인인데, 이로 인해 베컴은 자신을 "유대인 혼혈"로 지칭했고, 자서전에도 "저는 다른 종교보다도 유대교에 조예가 깊은 것 같습니다."라고 적었다. 그의 자서전 경기장 위에 양발을에 자신이 소속단에서 축구를 하기 위해 매주 부모님과 교회를 나갔다고 적었다.
그의 부모님은 열광적인 맨체스터 유나이티드의 지지자로 런던에서 올드 트래퍼드까지 자주 왕복해 선수단의 안방 경기를 보곤 했다. 데이비드는 부모님의 맨체스터 유나이티드에 대한 애정을 빼닮았고, 그가 가장 열광한 스포츠 종목은 축구였다. 그는 보비 찰튼이 설립한 맨체스터의 축구 학교 한 곳을 다니다가 재능 대회를 위해 바르셀로나와의 훈련 기회를 잡았다. 그는 인근 유소년 구단이자 부친이 스튜어트 언더우드와 스티브 커비가 공동으로 감독을 맡은 리지웨이 로버스에서 축구를 했다. 베컴은 1986년 웨스트햄 유나이티드와의 경기에서 맨체스터 유나이티드의 마스코트였다. 어린 베컴은 인근 구단 레이턴 오리엔트와 노리치 시티에서 시험 훈련을 받았고, 이후 토트넘 홋스퍼의 유소년 학교를 다녔다. 토트넘 홋스퍼는 그가 처음으로 활약한 구단이었다. 2년의 기간에 걸쳐 베컴은 브림스던 로버스 유소년부 소속으로 1990년에 U-15 올해의 선수로 선정되었었다. 그는 브래든턴 대입 준비학원도 다녔지만, 14세의 나이에 학생 전형으로 맨체스터 유나이티드에 입단했고, 1991년 7월 8일에 청소년 직업 훈련 계획에 따라 계약을 체결했다.

## 클럽 경력

### 맨체스터 유나이티드

#### 유소년부 및 초기 경력
1991년 7월 8일, 맨체스터 유나이티드에 훈련생으로 입단한 베컴은 라이언 긱스, 게리 네빌, 필 네빌, 니키 버트, 그리고 폴 스콜스와 함께 에리크 해리슨의 지도를 받은 신인들로, 1992년 5월, 구단의 FA 유스컵 우승 주역이다. 베컴은 1992년 4월 14일, 크리스털 팰리스와의 1차전에서 30분, 맨체스터 유나이티드의 두 번째 골을 기록해 3-1 승리에 일조했다. 5월 15일에 열린 2차전에서, 베컴은 90분을 모두 소화해 맨체스터 유나이티드의 3-2 승리, 합계 6-3의 우승을 공헌했다. 베컴은 이 활약을 계기로 1992년 9월 23일에 브라이턴 & 호브 앨비언과의 리그컵 경기에서 안드레이 칸첼스키스와 교체되어 들어가 1군 신고식을 치렀다. 이후, 1993년 1월 23일, 베컴은 프로 계약을 맺었다.
맨체스터 유나이티드는 이 시즌에도 FA 유스컵 결승전에 올랐고, 리즈 유나이티드를 상대했다. 1차전은 1993년 5월 10일에 치렀는데, 베컴은 0-2로 안방에서 패한 맨체스터 유나이티드의 선발로 출전했지만 로비 새비지와 교체되어 나갔다. 1993년 5월 13일, 베컴은 2차전에서 90분을 뛰었지만, 맨체스터 유나이티드는 1-2로 패해 리즈 유나이티드가 4-1 우위로 우승을 가져갔다. 베컴은 유소년부에서 한 번 더 우승을 거두었는데, 1994년에 리그 우승을 거두었다. 1994년 9월, 베컴은 포트 베일과의 리그 컵 경기에서 처음으로 1군 경기를 90분 출전했다. 1994년 12월 7일, 베컴은 안방에서 벌어진 갈라타사라이와의 조별 리그 최종전에서 UEFA 챔피언스리그에 데뷔해 득점도 올려 4-0 승리를 공헌했다. 이 경기 대승에도 불구하고, 맨체스터 유나이티드는 예테보리와 바르셀로나에 밀려 조별 리그의 4개 구단 중 3위를 차지해 탈락의 고배를 들이켰다.

#### 프레스턴 노스 엔드 임대
이후, 베컴은 1군 경험을 쌓으러 프레스턴 노스 엔드로 1994-95 시즌 말까지 임대로 떠났다. 그는 5경기에서 2골을 넣고 인상적인 활약을 펼쳤는데, 코너킥을 직접 득점으로 연결하기도 했다.

#### 맨체스터 유나이티드 복귀
베컴은 맨체스터로 복귀해 1995년 4월 2일, 득점 없이 비긴 리즈 유나이티드와의 경기에서 프리미어리그 데뷔전을 치렀다. 그는 4차례 유나이티드 소속으로 리그 경기를 치렀고, 소속 구단은 블랙번 로버스에 이어 준우승으로 마쳐 1점차로 프리미어리그 3연패가 무산되었다. 그는 5월 20일, 에버턴과의 FA컵 결승전에서 명단에 제외되었고, 이 경기에서 0-1로 진 유나이티드는 1989년 이래 처음으로 주요 대회 우승 없이 시즌을 마무리했다.
알렉스 퍼거슨 맨체스터 유나이티드 감독은 신예들로 구성된 선수단에 큰 자신감을 드러냈다. 베컴은 1990년대에 퍼거슨이 유나이티드 선수단에 합류시킨 신예들 ("퍼거슨의 풋내기들"로 수식) 중 한 명으로, 니키 버트, 게리와 필 네빌 등도 여기에 분류되었다. 폴 인스, 마크 휴스, 그리고 안드레이 칸첼스키스와 같은 노련한 선수들이 1994-95 시즌이 끝나고 떠나자, 퍼거슨은 거물급 선수들을 타 구단에서 사들이기 보다 (유나이티드에 대런 앤더튼, 마르크 오버르마르스, 그리고 로베르토 바조 등의 영입설이 돌았지만, 그 해 여름에 대형 영입을 한 건도 성사시키지 못했다) 유소년부 출신이 이들을 대신하기로 결단하면서 바난의 화살을 맞았다. 이 비난은 유나이티드가 애스턴 빌라와의 원정 경기에서 1-3으로 패하면서 가중되었고, 베컴이 이 경기의 유일한 득점자였다. 그러나, 유나이티드는 시즌 초의 부진을 털어내면서 신예들이 선전해 나갔다.
베컴은 빠르게 유나이티드의 우측 미드필더의 자리를 꿰찼고 (그의 우측 미드필더 선배인 안드레이 칸첼스키스와는 경기 방식과는 다르게) 소속 구단이 그 시즌 프리미어리그와 FA컵 2관왕을 차지하는데 공헌했는데, 그는 첼시와의 준결승전에서 결승골을 기록했고, 결승전에서는 코너킥으로 에리크 캉토나의 골을 도왔다. 베컴의 첫 우승은 처음에 아득히 멀리 있어 잡지 못할 것으로 보였었는데, 신년이 밝았을 때 유나이티드는 선두 뉴캐슬 유나이티드에 10점 차로 밀렸었지만, 베컴과 동료들은 타인 연고의 구단을 3월 중순에 선두에서 밀어냈고, 시즌 말까지 그 자리를 지켰다. 맨체스터 유나이티드 주전으로 뛰었으나, (최상급 활약도 유지하며) 베컴은 UEFA 유로 1996의 잉글랜드 선수단에 들지 못했다.
"제 인생이 역전되었습니다. 공은 몇 시간동안 공중에 떠 있는 것처럼 보였고 주변이 잠잠한 듯했습니다. 그 후, 공이 들어가고 발산했습니다. 하늘로 붕 뜬 느낌이었습니다. 저는 바로 모두와 악수를 나누고 싶었고, 한 시간 정도 경기장을 나가 있고 싶었습니다."
1996-97 시즌 초, 베컴은 종전까지 마크 휴스가 사용하던 등번호 10번을 받았다. 1996년 8월 17일, (프리미어리그 시즌 1라운드 경기날) 베컴은 윔블던과의 경기에서 명성을 얻게 해준 환상적인 골을 넣었다. 유나이티드가 2-0으로 이기던 와중에 베컴은 닐 설리번 윔블던 수문장이 문전에서 멀리 나온 것을 확인하고 중앙선에서 차 골키퍼를 넘겨 골망을 갈랐다.
베컴이 이 두고두고 회자되는 골을 넣었을 때, 찰리 밀러를 위해 제작된 맞춤형 아디다스 프레데터 (축구화에도 "찰리"로 수가 놓여 있었다.)를 착용했는데, 이 축구화는 베컴에게 실수로 지급되었다. 2002년, 영국의 채널 4가 실시한 투표에서 체육계 최고의 순간 100선의 18위에 이 골을 올렸다. 1996-97 시즌, 베컴은 맨체스터 유나이티드의 부동의 주전으로 활약해 그의 소속 구단이 프리미어리그 정상을 방어하는데 큰 공을 세웠고, 동료에 의해 PFA 올해의 신인 선수로 선정되었다. 맨체스터 유나이티드는 1997-98 시즌도 훌륭히 시작했지만, 후반기에 들어 들쭉날쭉한 활약으로 유나이티드는 시즌을 2위로 마무리하고 정상을 아스널에 내주었다.

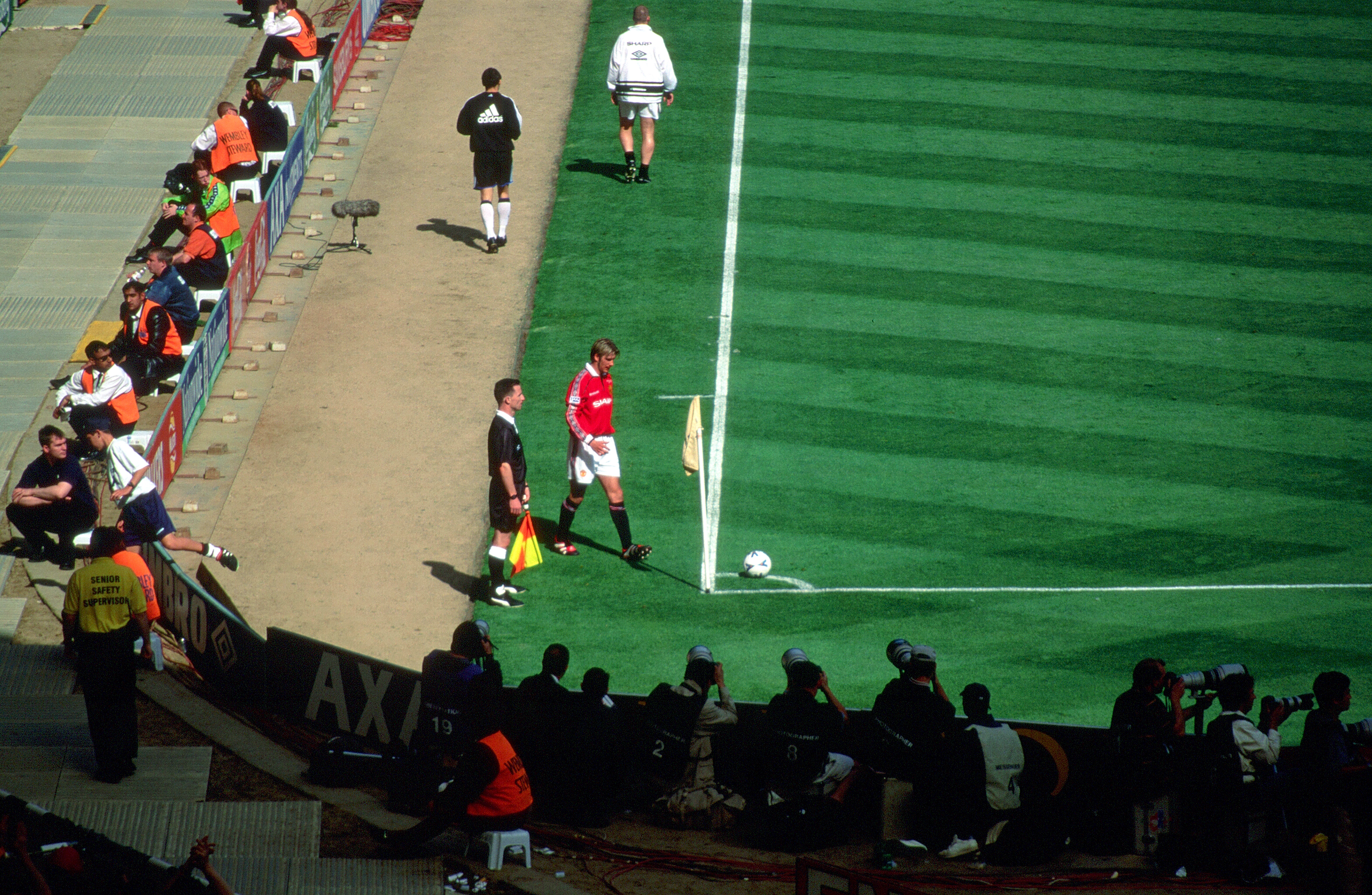
웸블리에서 벌어진 1999 FA컵 결승전에서 맨체스터 유나이티드의 코너킥을 준비하는 베컴

1998-99 시즌, 그는 현재까지 잉글랜드 축구의 유일한 프리미어리그, FA컵, UEFA 챔피언스리그 3관왕을 달성한 유나이티드 선수단의 일원이었다. 베컴은 FIFA 월드컵에서 퇴장당하면서 잉글랜드를 떠날 것이라는 추측과 비난이 있었지만, 맨체스터 유나이티드 잔류를 결정했다.
프리미어리그 우승을 확정시키기 위해, 유나이티드는 안방에서 토트넘을 넘어서야 했고, (앙숙인 인근의 숙적 아스널이 정상 방어하지 못하게 상대가 쉽게 져주는 조작을 할 것이라는 보도가 있었다.) 토트넘은 예상 외로 초반에 경기를 앞서나갔다. 베컴은 이후 22미터 지점에서 감기는 프리킥으로 골망 상단 왼쪽을 흔들어 동점골을 기록했고, 유나이티드는 경기에서 승리에 리그 우승을 거두었다.
베컴은 바이에른 뮌헨과의 1999 UEFA 챔피언스리그 결승전에서 주전 중앙 미드필더인 폴 스콜스와 로이 킨이 모두 출장 징계로 결장하면서 그들을 대신해 중원 보직을 맡았다. 유나이티드는 정규 시간이 끝날 때까지 0-1로 끌려갔지만, 추가 시간에 2골을 기록해 우승을 차지했다. 두 골 모두 베컴의 코너킥이 시발점이 되었다. 이 두 차례 절호의 도움과 시즌 남은 기간 동안 보인 훌륭한 활약으로 히바우두에 이어 1999년 발롱도르와 FIFA 올해의 선수에서 모두 2위를 차지했다.
비록 1998-99 시즌에 많은 성과를 내고도, 그는 상대 지지자들과 언론인들의 반감을 샀는데, 특히 맨체스터 유나이티드와 네칵사와의 FIFA 클럽 월드컵 경기에서 고의 반칙을 저질러 퇴장당하자 맹비난을 받았다. 언론에 따르면 그의 아내가 그에게 악영향을 끼치고 있으며, 이를 빌미로 삼아 유나이티드가 그를 매각하는데 관심을 가지고 있는 것으로 추측되었지만, 감독은 이를 부인했고 그도 구단에 남았다. 1999-2000 시즌 도중, 베컴이 이탈리아의 유벤투스로 이적할 것이라는 소문이 돌았지만, 성사되지 않았다. 베컴은 1999-2000 시즌에 18점 차로 추격하는 아스널과 리즈 유나이티드를 거의 시즌 내내 따돌리고 프리미어리그 정상을 방어했다. 유나이티드는 시즌 막판 11경기를 연속으로 이겼고, 베컴은 이 기간 동안에 5골을 넣었으며, 마지막 득점은 토트넘 홋스퍼와의 마지막 안방 경기에서 기록했는데, 페널티 구역 외곽에서 감기게 차넣었다.
2000년대 초, 퍼거슨과 베컴 사이의 관계는 베컴의 명성과 축구 외 영역에서의 활동으로 악화되었다. 2000년, 베컴은 장염을 앓던 아들 브루클린을 돌보기 위해 훈련에서 빠질 수 있게 허락을 받았지만, 퍼거슨은 그날 저녁 빅토리아 애덤스가 런던 패션의 주 행사에서 촬영된 것을 보고 노했고, 빅토리아가 그날 브루클린을 돌봤다면 베컴이 훈련에 참가할 수 있었을 것이라고 주장했다. 퍼거슨 감독은 베컴에 허용할 수 있는 최고액의 벌금 (당시 2주치 주급에 해당하는 £50,000) 을 부과하고 유나이티드의 숙적 리즈 유나이티드와의 중요한 경기에 결장시켜 응수했다. 퍼거슨 감독은 자서전에 "그의 동료에 공평하지 못했었다"라고 주장하며 베컴을 비난했다. 이에도 불구하고 베컴은 유나이티드의 프리미어리그 역대 최다 승점차 우승을 이룩해내며 소속 구단에서 훌륭한 한 해를 보냈다.

"그는 결혼하기 전까지 문제를 일으키지 않았습니다. 그는 자주 유소년부 감독과 밤새 동업하던 훌륭한 젊은이였습니다. 연예 현장에서 결혼한 일을 저에게 매우 용납하기 힙든 일이었습니다 - 그 때부터, 그의 삶은 앞으로 똑같이 않게 된 것이었습니다. 그는 유명 인사이고, 축구는 그의 삶에 불과 일부만을 차지합니다." – 알렉스 퍼거슨, 2007년에 베컴의 결혼에 입을 열며.

그는 2000-01 시즌 유나이티드의 리그 3연패에 일조했고, 모든 구단을 통틀어 이 업적을 달성한 사례는 4번밖에 없었다. 그는 이 시즌에 도합 9골을 기록했는데, 모두 프리미어리그에서 기록했다.
2002년 4월 10일, 베컴은 데포르티보와의 UEFA 챔피언스리그 경기에서 왼발의 제2 중족골 부상을 당했다. 베컴에 부상을 입힌 가해자가 아르헨티나인 알도 두스체르였기에 나중에 아르헨티나와 잉글랜드가 그 해 FIFA 월드컵에서 맞대결을 펼칠 예정이기에 고의로 부상을 입혔다고 영국 언론으로부터 의혹이 제기되었다. 이 부상으로 베컴은 시즌 남은 기간 동안 유나이티드 소속으로 경기를 치르지 못했고, 프리미어리그를 아스널에게 내주었지만, (UEFA 챔피언스리그도 레버쿠젠과의 준결승전에서 원정 다득점으로 탈락했다.) 추가 급여와 초상권 등과 관련해 구단과의 몇 달에 걸친 협상 끝에 5월에 3년 연장 계약을 맺었다. 새 계약을 맺어 다수의 협찬 계약으로 벌어들이는 수입과 합쳐, 그는 세계에서 최고 급여를 받는 선수로 등극했다. 부상에도 불구하고, 2001-02 시즌은 베컴이 유나이티드 선수로 치른 최고의 시즌이었다. 그는 28경기를 치러 11골을 넣었고, 모든 경기를 통틀어 42경기에서 16골을 넣었는데, 이는 개인 최고 기록이다.
2002-03 시즌 초에 부상을 당한 후, 베컴은 맨체스터 유나이티드에서 그의 입지를 유지하기 힙들었고, 올레 군나르 솔셰르가 그를 대신해 우측 미드필더 보직을 꿰찼다. 2003년 2월 15일, 아스널과의 FA컵 경기에서 패한 후 탈의실에서 분개한 알렉스 퍼거슨 감독이 그에게 축구화를 던진 것이 베컴의 눈두덩이를 찢어 꿰멜 필요가 있게 되었고, 그와 감독과의 관계가 훨씬 악화되었다. 이 사건을 계기로 베컴과 관련된 많은 이적에 대한 추측이 나왔고, 마권업자들은 그나 퍼거슨 중 누가 먼저 구단을 떠날 것인가를 두고 노름판을 벌였다. 비록 소속 구단은 시즌을 부진하게 시작했지만, 12월을 기점으로 성적이 점차 나아져 결국 리그 정상을 탈환했고, 베컴은 모든 대회를 통틀어 52경기에 출전해 11골을 기록했다. 그는 여전히 잉글랜드의 주전 현역 선수였지만, 축구에 대한 공로로 2003년 6월 13일에 영국 제국 금강 기사단 장교 훈장 (OBE) 을 받았다.
베컴은 유나이티드 소속으로 265번의 프리미어리그 경기에 출전해 61골을 넣었다. 그는 81번의 UEFA 챔피언스리그 경기에도 출전해 15골을 기록했다. 베컴은 12년의 기간 동안 프리미어리그를 6번, FA컵을 2번, UEFA 챔피언스리그를 1번, 인터콘티넨털컵을 1번, 그리고 FA 유스컵을 1번 우승했다. 이 시기에, 그는 라이언 긱스에 이어 (니키 버트, 게리 네빌, 그리고 폴 스콜스와 함께) 두 번째로 최장 기간 활약한 선수였다.

### 레알 마드리드
"그는 구단의 위대한 역사의 일부가 될 위대한 선수입니다. 그는 우리 세대의 인물이자 현대 거목으로서의 상징이며, 확실한 것은 베컴이 위대한 축구인이며 매우 헌신적인 사람이기에 레알 마드리드가 영입했다는 것입니다. 그의 결속 정신은 독보적고 그는 역대 최고의 잉글랜드 선수들 중 한 명이며, 그가 우리와 동행하는 명분은 그 외에는 없습니다."
2003년 여름 이적 시장이 다가오면서, 맨체스터 유나이티드는 베컴을 바르셀로나로 매각할 것이 유력해 보였고, 두 구단은 베컴의 이적을 놓고 합의를 본 것으로 발표까지 했지만, 대신에 스페인 라 리가 정상에 오른 레알 마드리드와 €35M에 4년 계약을 맺고 둥지로 옮겼다. 베컴은 은하 군단 시대에 플로렌티노 페레스가 매 년 여름마다 영입한 세계구급 거물들 중 한 명이었다. 이 소식은 바르셀로나 회장으로 새로 당선되었으며, 베컴 영입을 선거의 주 공약으로 내놓은 주안 라포르타에게 씁쓸하게 큰 타격을 입혔다. 비록 6월 중순에 발표가 났지만, 이적은 2003년 7월 1일에 완료되었고, 그는 로리 커닝엄과 스티브 맥매너먼에 이어 바이킹 군단의 일원이 된 세 번째 잉글랜드 선수였다. 7월 2일에 의료 검진을 통과하면서, 베컴은 레알 마드리드의 농구장에서 25개국 출신의 500명의 언론인들 앞에 공개되었고, 구단의 전설 알프레도 디 스테파노로부터 상징적인 백색 유니폼을 받았다. 비록 베컴은 맨체스터 유나이티드와 잉글랜드 국가대표팀 소속으로 등번호 7번을 사용했지만, 마드리드에서 그 등번호를 구단의 신임 주장으로 취임한 라울이 이미 쓰고 있었다. 그는 대신해 등번호 23번을 사용하기로 결정했는데, 등번호 23번을 쓰는 농구 선수 마이클 조던에 대한 존경을 담아 결정했다고 밝혔다.

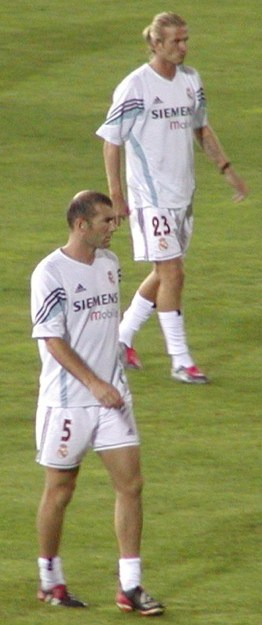
2003년 8월, 레알 마드리드의 베컴 (위쪽) 과 지네딘 지단

베컴의 입단식 1주 전, 레알 마드리드는 카를루스 케이로스를 신임 감독으로 임명했고, 그에 따라 베컴은 마드리드 입단과 동시에 익숙한 자와 재회한 것이 되었는데, 케이로스는 전 시즌에 맨체스터 유나이티드에서 알렉스 퍼거슨의 수석 코치를 역임했었다. 2003년 7월 말, 구단은 정규 시즌을 앞두고 몸상태를 끌어올리는 것 외에도 베컴의 아시아 시장 공략을 목적으로 극동으로 전지 훈련을 떠났다. 레알 마드리드의 상표 가치는 세계 시장에서 경쟁력이 증명되었는데, 구단은 시즌을 앞둔 아시아 전지 훈련을 성공리에 마무리했다. 특히, 베컴과 같은 세계구급 시장 공략의 상징의 존재는 머랭 군단의 전지 훈련에 재정적인 대박을 낸 요소였다.
레알 마드리드에 입단하고 얼마 지나지 않아 베컴은 그를 맨체스터에서 마드리드로 이사할 수 있게 만드는 것을 포함해 이 시점까지 도와준 SFX 유럽 소속의 토니 스티븐스와 결별했다. 베컴은 빅토리아의 관리자로 있던 사이먼 풀러와 그의 소속사 19 엔터테인먼트와 계약했다. 베컴은 친한 친구 테리 비른을 자신의 관리자로 계약했다.
2003년 8월 말, 레알 마드리드는 마요르카와의 2경기를 통해 수페르코파 데 에스파냐 우승을 차지했고, 베컴은 안방에서 벌어진 2차전에서 쐐기골을 기록해 3-0 승리를 도와 정규 시즌을 앞두고 안정적으로 시작할 무대를 마련했다. 거물들이 즐비한 선수단의 일원으로, 3명의 FIFA 올해의 선수로 지목된 지네딘 지단, 호나우두, 그리고 루이스 피구가 있었고, 그들 말고도 호베르투 카를루스, 라울, 그리고 이케르 카시야스가 포진해 있었지만, 베컴은 적응에 긴 시간을 필요로 하지 않았고, 그가 출전한 처음의 16경기에서 5골을 기록했다. (라 리가 신고식을 치른 경기에서는 3분도 안 되어서 득점을 올리기도 했다.) 케이로스 감독은 5-3-2 배치 형태를 선호했는데, 두 명의 측면 수비수 미첼 살가도와 호베르투 카를루스가 측면을 통해 공격을 가담했고, 베컴은 3인으로 구성된 중원에 지단과 피구와 함께 배치되었다.
레알 마드리드는 코파 델 레이 준우승을 거두었고, UEFA 챔피언스리그에서는 8강에 진출했으며, 라 리가는 4위로 마무리해 페레스 회장의 임기에 기대에 걸맞게 라 리가나 챔피언스리그를 하나씩 우승했던 지난 3시즌과 달리 빈손으로 마치는 실망스러운 결과를 냈다. 2004년 7월, 베컴은 스페인의 시즌 전 훈련에 임하는 와중에 불청객이 휘발유 캔을 들고 베컴의 자택 벽을 기어 올라갔다. 빅토리아와 아들들이 당시 집에 머무르고 있었는데, 경비원이 집에 들이닥치기 전에 불청객을 잡아들였다.
그 다음 시즌 리그는 호세 안토니오 카마초가 지휘봉을 잡고 시작했지만, 카마초 감독의 임기는 3경기 만에 끝났고, 레알 마드리드의 라 리가 순위가 8위로 떨어지면서 카마초가 사표를 냈다. 카마초의 수석 코치였던 마리아노 가르시아 레몬이 감독 대행을 맡았고 그 와중에 레알 마드리드 경영진은 정식 감독을 물색했다. 2004년 10월 9일, 베컴은 경고를 받기 위해 웨일스와의 잉글랜드 국가대표 경기에서 밴 새처에게 고의로 반칙을 저질러 더 많은 기삿거리를 제공했다. 베컴은 한 번 더 경고를 받을 경우 1경기 출장 정지로 결장할 예정이었고, 부상을 당했기에, 잉글랜드 국가대표팀의 다음 경기에 결장이 확실했기에 고의로 새처에 반칙을 저질러 출장 정지로 다음 경기를 결장했다. 잉글랜드 축구 협회는 베컴의 행동에 해명을 요구했고, 자신이 "실수를 저질렀다"는 점을 인정해 사과했다. 얼마 후, 그는 발렌시아와의 레알 마드리드 리그 경기에서 퇴장을 당했다. 이미 반칙으로 경고를 받은 그는 비꼬면서 주심에 박수를 친 것으로 판단되어 두 번째 경고를 받아 즉시 경기장을 나갔지만, 나중에 항소를 통해 징계가 철회되었다.
2004년 성탄절까지, 레알 마드리드는 리그 2위를 차지했는데, 가르시아 레몬이 떠나고 반데를레이 루솀부르구가 후임 감독으로 부임했다. 그러나, 방방곡곡을 누빈 브라질인 감독은 선수단을 반전시키지 못했고, 레알 마드리드는 시즌을 준우승으로 마무리했다. 2005년 12월 3일, 베컴은 헤타페와의 리그 경기에서 시즌 3호 퇴장을 당했다. 이튿날, 루솀부르구 감독은 해고장을 받았고, 지휘봉은 후안 라몬 로페스 카로가 쥐었다. 베컴은 시즌 말에 라 리가 최다 도움을 기록했다.

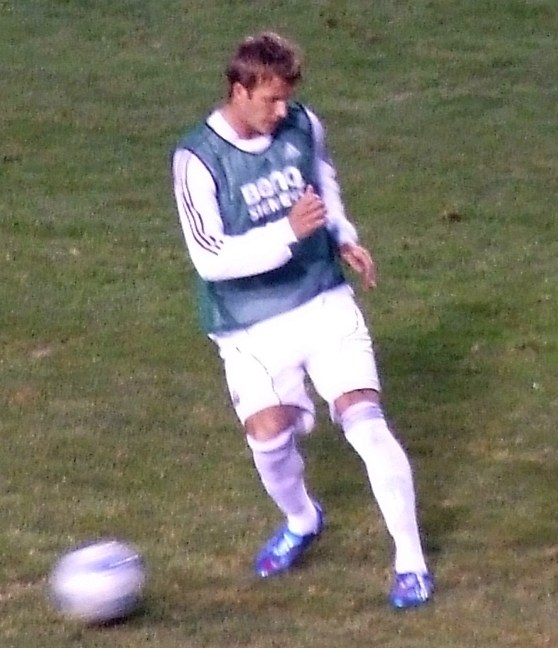
2006년 8월, 몸을 푸는 레알 마드리드의 베컴

시즌 도중, 베컴은 로스앤젤레스와 동런던에 축구 교실을 열었고, 2006년 영국 도서상의 심사위원으로 명명되었다. 레알 마드리드는 바르셀로나에 12점의 큰 승점 차로 2005-06 시즌 라 리가에서 준우승을 차지했고, UEFA 챔피언스리그에서는 아스널에 패해 16강에 머물렀다. 이 시즌은 페레스 회장의 임기 종료로도 회자되는데 그는 2006년 1월에 회장직을 내려놓았고, 비센테 볼루다가 그를 대신해 시즌 말까지 임시 회장을 맡았다.
2006년 여름 시즌을 앞두고 격동이 발생했는데 구단 회장 선거가 열렸다. 라몬 칼데론이 레알 마드리드의 신임 감독으로 취임되었다. 예상 대로, 로페스 카로 1군 감독을 포함한 전임 회장 시절에 요직에서 활동하던 구단 관계자들 중 남은 사람이 단 한 명도 없었다. 처음에 파비오 카펠로 신임 감독의 계획에서 제외되었던 베컴은 시즌 초에 출전 기회를 그다지 많이 잡지 못했고, 더 빠른 호세 안토니오 레예스가 우측 미드필더로 자주 기용되었다. 베컴이 선발로 출전한 처음 9번의 경기 중 레알 마드리드는 7번의 경기에서 패했다. 2007년 1월 10일, 오랜 계약 협상 끝에 프레드라그 미야토비치 레알 마드리드 단장은 베컴이 시즌이 끝나면 구단을 떠날 것이라고 발표했다. 그러나, 미야토비치 단장은 나중에 오해가 있었으며 실제 발표하고 싶은 내용은 베컴이 재계약에 합의하지 않았다는 것이었다.
2007년 1월 11일, 베컴은 2007년 7월 1일을 기점으로 유효한 로스앤젤레스 갤럭시와의 5년 계약을 맺었다고 발표했다. 2007년 1월 13일, 베컴이 선수단 일원으로 훈련을 계속할 의사를 밝혔지만, 카펠로 감독은 베컴이 레알 마드리드에서의 마지막 경기를 치렀다고 말했다. 며칠 후, 마드리드의 비야누에바 대학교 회관에서 발표하는 도중, 칼데론 회장은 베컴이 "헐리우드로 가 영화 배우로서의 삶도 살 것"이라고 말했고 "우리 기술진들이 그의 계약을 연장하지 않은 것이 옳은 선택이었고, 로스앤젤레스를 제외한 다른 세계의 기술진이 그를 원하지 않는 다는 점으로 증명된다."라고 덧붙였다.
그러나, 한 달 후, 카펠로 감독은 종전의 주장을 철회해, 레알 소시에다드와의 2007년 2월 10일자 경기를 앞두고 베컴의 재합류를 허락했다. 그는 24미터 프리킥으로 동점골을 넣어 감독의 신뢰에 보답했고, 경기는 2-1 승리로 끝났다. 2007년 3월 7일, 그는 바이에른 뮌헨을 상대로 레알 마드리드 소속으로 UEFA 챔피언스리그 마지막 경기를 치렀지만, 마드리드는 원정 다득점 원칙에 밀려 또 대회 16강을 넘지 못했다. 베컴은 마드리드의 안방 경기에서 세 골에 모두 관여했고, 올리버 칸 바이에른 골키퍼는 그의 활약이 "세계구급"이었다고 칭찬했다.

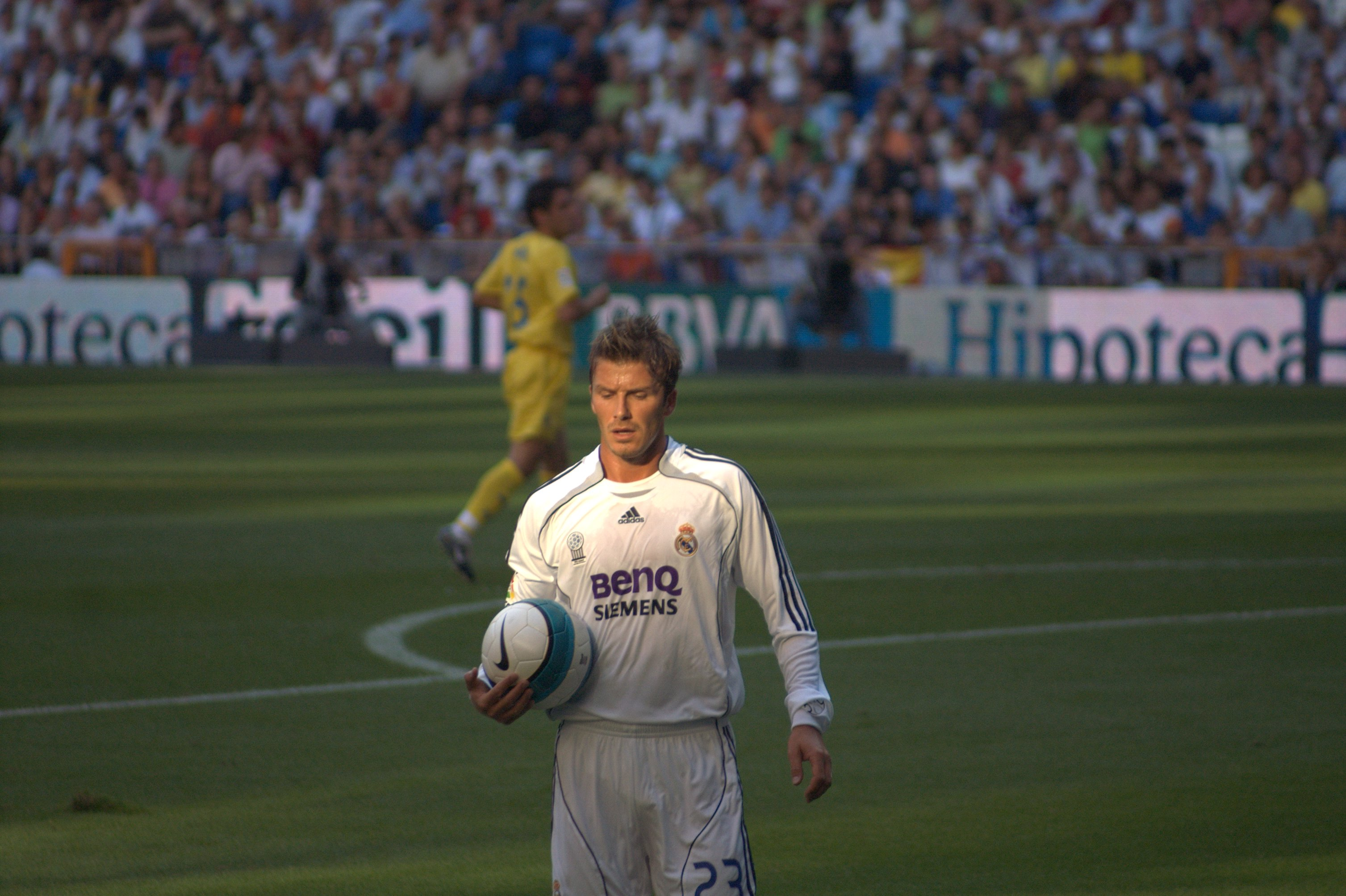
2007년, 레알 마드리드의 베컴

2007년 6월 17일, 라 리가 최종전에서 베컴은 고별전에 선발로 나서 마요르카전 3-1 승리를 도왔고, 마드리드는 극적으로 바르셀로나를 제치고 우승을 거두었다. 레알 마드리드가 0-1로 밀리는 와중에 베컴은 경기장을 절뚝거리며 나가 호세 안토니오 레예스와 교체되었고, 레예스가 2골을 넣어 레알 마드리드의 라 리가 우승을 선사했는데, 이는 베컴의 합류 이후로는 처음이자 구단 통산 30번째 리그 우승이었다. 그의 아내와 아들들 외에도 유명인사 친구인 톰 크루즈와 케이티 홈즈가 산티아고 베르나베우의 요인 관중석에서 관전했다. 이 라 리가 우승은 합류 초기에 획득한 수페르코파 데 에스파냐와 더불어 베컴이 레알 마드리드에 합류해서 거둔 유이한 우승이었다.
시즌 종료를 앞두고, 베컴은 카펠로와의 좋은 관계를 회복해 1군 지위를 탈환해 나갔고, 레알 마드리드는 로스앤젤레스 갤럭시로의 이적을 철회하기 위해 노력하고 있다고 발표했지만, 그 노력은 수포로 돌아갔다. 베컴의 예상된 미국 도착 몇 주를 앞두고, 레알 마드리드의 수뇌부는 로스앤젤레스 갤럭시의 소유 주주들과 만나 선수의 재영입을 협상했지만, 그 제안은 바로 기각되었다.
베컴의 레알 마드리드 선수로의 신분이 끝나기 몇 달 전, 포브스지는 베컴이 구단에서 4년을 활약하며 선수단의 상품 판매에 $600M 정도의 큰 이윤을 남겨 최고 수입을 내는 축구인들 중 한 명으로 분류되었다고 구술했다.

### 로스앤젤레스 갤럭시
저는 초거물이 되기 위해 거기로 오는 것이 아닙니다. 저는 선수단의 일원이 되어, 근면히 노력해 우승하기 위해 오는 것입니다. 저에겐, 축구와 관련된 일입니다. 저는 변화를 만들기 위해 거기로 갑니다. 저는 축구를 하러 갑니다 ... 저는 미주지역에 축구를 미국 최고의 종목으로 만들기 위해 옵니다. 그 일은 어려운 일일 것입니다. 야구, 농구, 미식축구, 이들이 오랜 기간 지분을 차지했습니다. 저는 제가 변화를 만들어 내지 못할 것이라 예상했다면 거기로 가지 않았을 것입니다.
베컴은 레알 마드리드 선수 신분이었을 때 메이저 리그 사커 (MLS) 활동에 대해 언급했고, 2007년 1월 11일, 그가 6달 후에 마드리드를 떠나 로스앤젤레스 갤럭시로 이적할 것임이 확인되었다. 베컴의 마드리드와의 재계약에 대한 의문은 그가 MLS 슈퍼드래프트 2007와 연계된 공식 기자 회견 이튿날에 종지부가 찍혔다.

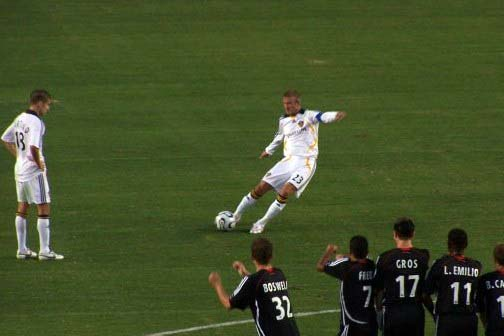
전매특허 프리킥으로 로스앤젤레스 갤럭시 1호골을 득점하는 베컴.

이 발표는 전세계적인 화제의 소식으로 다루어졌다. 비록 다수의 세계 언론 보도에 따르면 협상액이 $250M 보도되었지만, 천문학적인 수치는 베컴의 매체 관계자 (영국 대표 요원사 19 엔터테인먼트) 가 벌인 떠들썩한 선전으로 밝혀졌다. 이 수치는 매체의 효과를 극대화하기 위해, 언론 보도에서 갤럭시에서 받을 급여와 개인 협찬 계약액을 포함한 베컴이 모든 소득원을 통해 5년에 걸쳐 벌어들일 수 있는 잠재적인 경제효과의 수치를 종합한 목록을 공개하기로 결정하고 보인 수치이다. 베컴의 실제 계약은 5년 계약으로 $32.5M, 연간 $6.5M인 것으로 발표되었다.
이 큰 주목을 받은 영입은 베컴이 합류하기 훨씬 전에 갤럭시의 재정적 대주주들에게 지불되었다. 계약과 매체의 광풍이 일으킨 큰 영향으로, 구단은 건강기능식품 제조사 허벌라이프와 $20M의 계약을 체결할 수 있게 되었다. 입장료 매출액이 최고를 달성했고, 11,000장의 새 시즌 시즌권이 팔렸고, VIP석 (안방 홈디포 센터의 42개소 각각) 이 매진되었다. 로스앤젤레스 갤럭시 구단주인 안슈츠 엔터테인먼트 그룹 (AEG) 도 사업에서 대박을 냈다. 전세계 다수의 사업에 뛰어든 AEG는 벌써 기존에 경기장과 실내 체육관을 짓기 위해 상하이와 베이징에서 적극적으로 활동하던 중국에서 베컴측으로부터 자본을 유입했다. 팀 레이위크 AEG 사장은 다음과 같이 입을 열었다: "갑자기 우리 회사가 데이비드 베컴이 합류하기로 밝힌 구단을 소유하고 있기에 알려지게 되었고, 우리의 인생이 역전되었습니다."
몇 달 후의 발표에서, 베컴의 계약의 추가 조항이 대중에 공개되었다. 한 특이한 계약 조항에 따르면, 은퇴 후 $25M의 고정된 금액에 뉴욕 시를 제외한 어느 지역에서든지 MLS 신생 구단을 인수할 권한을 주는 것이었는데, 이 급여는 예전에 리그 내 어느 구단주도 선수에게 주지 못했다. 또다른 조항으로는 2009 시즌 종료 후 자유롭게 구단을 떠날 수 있도록 하는 조항인데, 글자 그대로 베컴은 5년의 계약 기간 중 3년을 마치면 자유롭게 구단을 떠날 수 있는 것이었다. 2007년 4월, 그와 배우자 빅토리아는 베벌리 힐스 산이시드로 길의 저택을 $18.2M에 구매했다.
베컴의 로스앤젤레스 갤럭시 계약 기간은 7월 11일에 시작되었고, 7월 13일, 유명 잉글랜드인은 홈디포 센터에서 갤럭시 선수로 공식 공개되었고, 5,000명 이상 웅집한 팬들과 700명 정도 되는 언론인들 앞에서 세계 매체의 관심을 받으며 입단했다. 베컴은 입단식에서 등번호 23번을 받았다. 갤럭시 구단에 따르면 공식 입단식 전에 벌써 250,000벌의 유니폼 판매 기록을 세운 것으로 밝혀졌다.
같은 시기에, 베컴의 19 엔터테인먼트 요원들은 자신이 차분히 제작한 자신의 상표를 미국에 홍보하기 위해 전례 없는 언론의 관심을 끌어내는데 성공했다. 그는 스포츠 일러스트레이티드의 표지를 장식했고, 몇 주 전에는 아디다스가 "축구, 미식축구를 만나다" 13부 광고 캠페인을 방영했는데, 베컴과 NFL의 러닝백 레기 부시와 협력했고, W지에는 스티븐 클라인이 데이비드 베컴과 빅토리아 애덤스가 촬영된 도발적인 사진이 인쇄되어 나왔다. 한편, ESPN 스포츠 매체는 베컴의 미국 데뷔전으로 예상되는 첼시와의 친선전을 앞두고 19 엔터테인먼트가 제작한 다큐멘터리 데이비드 베컴: 새로운 시작 홍보 캠페인을 방영하기로 합의했다. 축구를 대중화하는 것 외에도, 베컴의 합류는 엔터테인먼트 분야의 사업가들의 발판이 되기도 했다. 활동 분야가 자주 교차하는 베컴과 그의 배우자는 헐리우드의 가장 영향력 있는 재능 요원사인 창조적 예능인 요원사 (CAA) 와 사업 관계를 맺은 사이먼 풀러가 소유한 19 엔터테인먼트가 도왔는데, CAA 관점에서도 베컴 부부는 미국 도착과 함께 큰 주목을 받았기에 이 관계를 중요하게 보았다. 7월 16일, CAA는 데이비드를 8층짜리 $400M 값어치 센추리 시티의 본사에 환영하는 행사를 벌였고, CAA 고용인은 사전에 층계에 서서 베컴이 도착하면 박수갈채를 보내게 했다. 빅토리아의 재연 프로그램 특집 빅토리아 베컴: 미국에 오며가 NBC에 방영되지만, 부정적인 평가와 형편 없는 시청자 평점을 받았다.

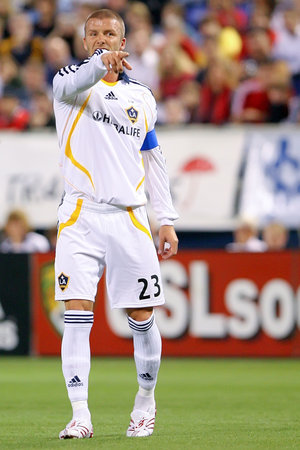
베컴은 로스앤젤레스 갤럭시 선수단에 합류하자마자 주장 완장을 받았다

7월 21일 토요일 오후, 아직 한 달 전에 라 리가 시즌 최종전에서 부상당한 왼쪽 무릎 재활에 들어간 와중에도, 베컴은 갤럭시 데뷔전을 치렀는데, 그는 0-1로 패한 첼시와의 월드 시리즈 오브 사커 친선 경기에서 78분에 앨런 고든과 교체되어 들어가 출전했다. 헐리우드 유명인사인 톰 크루즈, 케이티 홈즈, 에바 롱고리아, 아널드 슈워제네거 캘리포니아 주지사, 그리고 드루 케리 등을 포함한 홈디포 센터의 만원 관중 앞에서 경기는 ESPN 본방송으로 생중계되었다. 그러나, 세계구급 축구 거물들인 안드리 셰우첸코, 디디에 드로그바, 미하엘 발라크, 그리고 프랭크 램퍼드 등이 출전했지만, 미국 중계 카메라는 후보로 대부분 시간을 대기하던 베컴에 집중했고, 현장 중계는 뒷전이었다. 경기 추가 시간은 짧게 진행되었다, 이는 부상당한 베컴이 스티브 시드웰에게 걸려넘진 것으로 진행되었고, 시드웰의 축구화 징은 베컴의 오른쪽 발을 찍었고, 베컴은 공중에 중 떠 경기장 표면에 널부러졌다. 비록 전에 당한 부상은 크게 악화되지 않았지만, 베컴의 재활 기간은 1주 더 길어졌다. ESPN의 베컴 데뷔전은 1.0 TV 평점을 받았는데, 그 뜻은 평균 미국의 947,000가구가 텔레비전을 통해 시청했다는 것으로, 전국적으로 매체의 관심을 긁어모으고 ESPN의 2주에 걸쳐 심혈을 기울인 홍보에 비하면 실망스러운 수치였다. 미국의 타 종목 또한 그 주 주말에 중계되었기에, 베컴 경기의 시청률을 브리티시 오픈 골프 대회, 정규 시즌 전국 야구 경기, 그리고 인디 레이싱 리그의 혼다 200 자동차 경주보다 적은 시청율을 기록했다.
베컴의 데뷔전이 TV로 생중계된 이튿날에는 로스앤젤레스 현대 미술관에서 베컴의 환영식이 거행되었는데, 톰 크루즈, 케이티 홈스, 윌 스미스 제이다 핑킷 스미스가 투자하고 주최했지만 사실상 CAA가 조직한 행사였다. 다수의 헐리우드 A급 인사들이 참석했는데, 호화로운 행사는 미국 연예 소신문 매체의 관심을 끌었는데, 관심을 준 매체들 중에는 엔터테인먼트 TV지인 엔터테인먼트 투나잇과 액세스 할리우드가 있었다.
베컴은 이어지는 3번의 북아메리카 수페르리가 경기와 토론토 MLS 원정 경기, 총 4번의 로스앤젤레스 갤럭시 경기를 결장했지만 선수단 동료들을 따라갔고, 사복을 입고 후보 선수로 대기했다. 선수단이 베컴과 동행한다는 것이 무엇인지 느꼈을 때는 8월 5일자 토론토전 경기였다. 이 선수단은 안전 문제로, 원정 경기에 영리 비행사가 아닌 전세 비행기를 이용해 원정을 나간 첫 선수단이었다. (메이저 리그 사커는 빈익빈 부익부 현상을 우려해 원정 경기에 전용기 사용을 불허하지만, 베컴 광풍과 안전 문제 발생 우려로 인해 이례적으로 이 사례에 허용되었다) 또한, MLS 지정 호텔을 사용하는 대신 로스앤젤레스 갤럭시는 5성급인 토론토 도심의 (인근 토론토의 지원객으로부터 경기를 부담하는) 르 메리디앙 킹 에드워드 호텔에 묵었고, 울트라 서퍼 클럽의 벨벳 밧줄과 붉은 융단 연회에 베컴이 중앙 식탁을 사용해 이 면에서도 현란함과 화려함이 돋보였다.

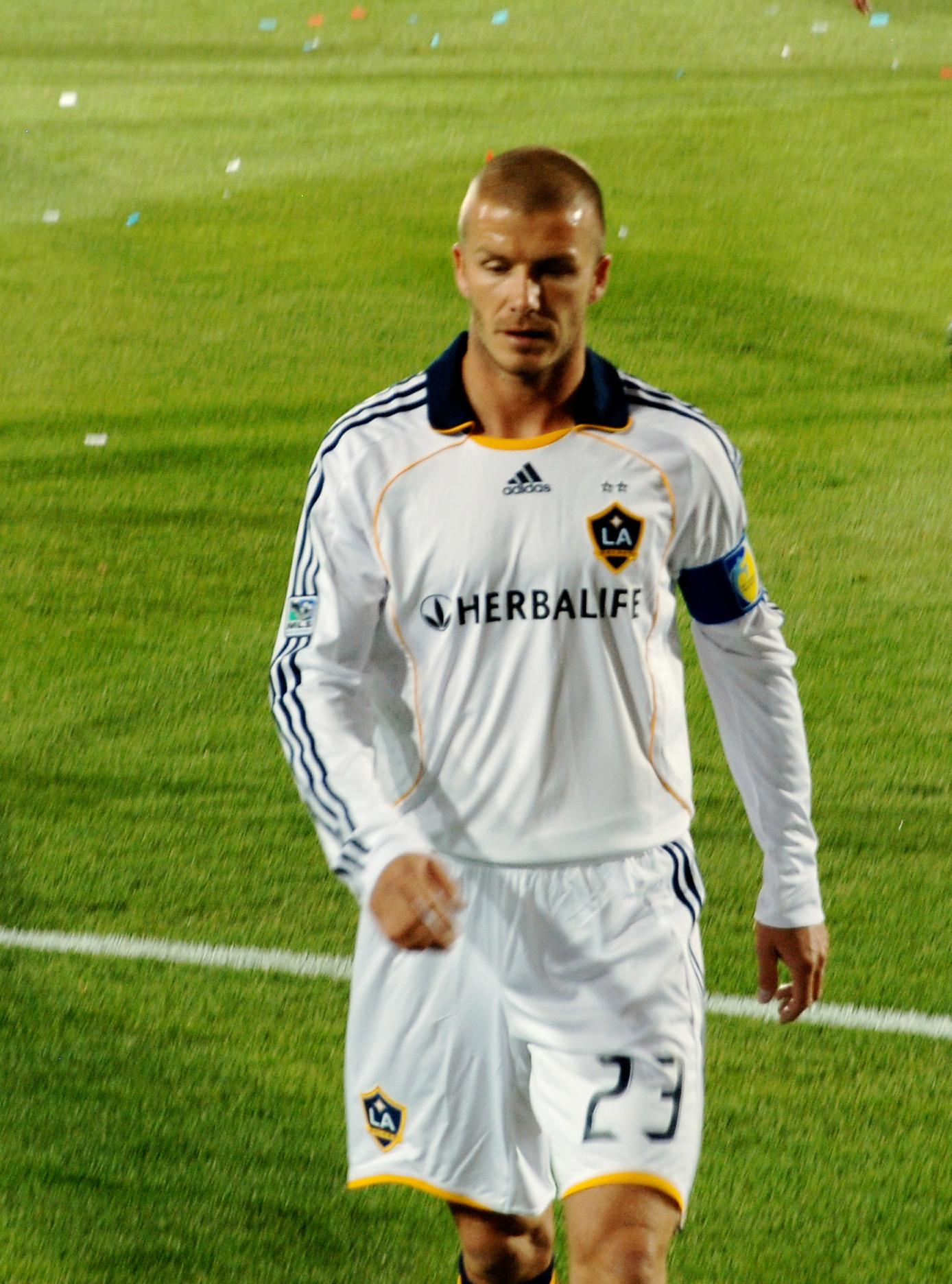
2008년 3월, 로스앤젤레스 갤럭시의 베컴

첼시전 12분 출전 2주 후인 8월 9일, 베컴은 71분에 콰바스 커크와 교체되어 들어가 46,686명 (D.C. 유나이티드의 평균 안방 관중의 세 배 가량에 육박하는 관중)의 만원 관중이 RFK 경기장에서 벌어진 D.C. 유나이티드와의 원정 경기에서 마침내 리그 데뷔전을 치렀다. ESPN을 통해 전국으로 중계된 이 경기에서 갤럭시는 폭우 속에서 수적 열세와 한 골 뒤쳐진 상황에 처해있었고, 베컴은 20분 넘게 남은 시간에 중요한 족적을 남겼다. 그는 길게 프리킥을 찔러넣었지만 카를로스 파본이 동점골로 마무리하지 못했고, 막판에 베컴이 다시 랜던 도너번의 경로로 공의 투입해 절호의 기회를 제공했지만, 유나이티드의 수문장이 트로이 퍼킨스가 막판에 선방해버려 갤럭시가 0-1로 패했다. 다음 원정 경기 상대는 뉴잉글랜드 레벌루션이었고, 베컴은 질레트 스타디움의 인조잔디가 발목 부상을 악화시킬까 우려를 표해 결장하기로 결정했다.
베컴이 출전한 다음 경기는 D.C. 유나이티드와의 8월 15일자 북아메리카 수페르리가 준결승전이었다. 경기에서, 그는 갤럭시 소속으로 다양한 일을 처음으로 행했다. 처음으로 선발 출전해, 첫 경고를 받았고, 처음으로 주장 완장을 찼다. 베컴은 로스앤젤레스 갤럭시 1호골을 프리킥으로 득점했는데, 첫 도움도 기록했고, 후반전에 그의 도움을 받은 랜던 도너먼이 득점에 성공했다. 이 두 골로 2-0 승리를 견인해 8월 29일에 열릴 북아메리카 수페르리가 결승전에서 파추카를 상대하게 되었다.
베컴은 파추카와의 수페르리가 결승전에서 오른쪽 무릎을 부상당했고, MRI 검사를 통해 그는 내측 측부 인대를 삐어 6주를 결장할 것으로 판단되었다.베컴은 시즌 최종전에 복귀했다. 갤럭시는 10월 21일 메이저 리그 사커 최종전에서 시카고 파이어에 0-1로 패해 플레이오프 진출 경쟁에서 탈락했다. 베컴은 이 경기에 교체로 출전해 이 시즌에 8경기를 뛰었고, (리그 5회) 1골을 기록했고, (리그 0회) 3번의 도움을 적립했다. (리그 2회)
2008년 1월 4일, 베컴은 갤럭시의 시즌 전 훈련을 시작하기에 앞서 3주 동안 아스널의 훈련에 동참했다. 베컴은 4월 3일, 산호세 어스퀘이크스와의 경기 9분에 갤럭시 리그 1호골을 기록했다. 2008년 5월 24일, 갤럭시는 캔자스시티 위저즈를 3-1로 이기고 2년만에 처음으로 승리를 쟁취해 소속 구단을 서부 지구의 선두로 올려놓았다. 경기에서, 베컴은 빈 골문에 63미터 거리에서 득점을 올렸다. 이 골은 베컴이 반대쪽 진영에서 올린 두 번째 골이었고, 그 전에 1996년 셀허스트 파크에서 열린 윔블던과의 경기에서 중앙선 득점을 기록했었다. 그러나, 최종적으로, 갤럭시는 실망적인 시즌을 보냈고, 또다시 시즌 말 플레이오프전 진출에 실패했다.

#### 밀란 임대

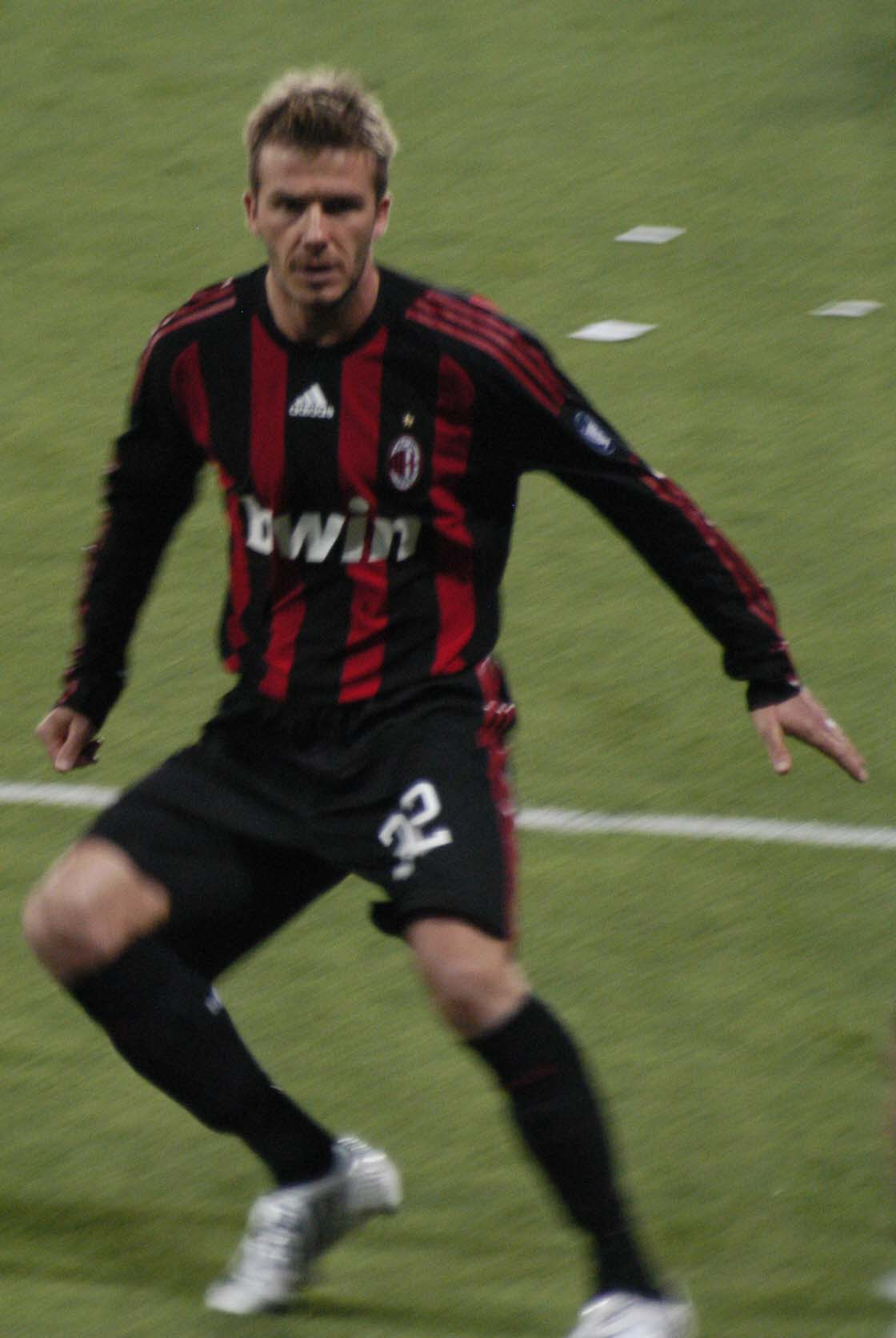
밀란의 베컴

2008년, 베컴은 파비오 카펠로 임기에 잉글랜드 국가대표팀에서 승승장구하면서 2009년에 FIFA 월드컵 예선전 경기에 몸상태를 끌어올리기 위해 유럽으로 복귀할 것이란 추측이 나돌았다. 2008년 10월 30일, 밀란은 베컴이 2009년 1월 7일에 임대로 합류할 것임을 발표했다. 이 외의 다른 추측이 난무하는 가운데, 베컴은 어디로 이적든지간에 메이저 리그 사커를 떠나기 위한 의도는 없다고 해명했고, 2009 시즌이 개막하는 시점인 3월에 갤럭시로 복귀할 의사를 추가로 밝혔다. 밀란의 구단 내부 인사와 외부인 모두 이 이적에 대해 일부 선수들이 시장 공략 목적 외엔 무인미한 이적으로 판단해 큰 의구심을 표했다.
2008년 12월 20일, 아드리아노 갈리아니 구단장은 밀란의 훈련장에서 베컴을 공개했다. 선수는 전에 크리스티안 비에리가 착용한 등번호 32번을 선택했는데, 당시 등번호 7번과 23번이 알레샨드리 파투와 밀란의 부주장 마시모 암브로시니의 것으로 각각 등록되었기 때문이었다. 의료 검진 후, 베컴은 구단 의료진으로부터 38세가 되는 5년 후까지는 더 축구를 할 수 있을 것이라는 평을 들었다. 입단식 이튿날, 베컴은 산 시로로 가 우디네세와의 리그 경기를 앞두고 경기장 안으로 걸어 들어가 안방의 지지자들의 환영을 받았고, 방송 설비를 통해 "가자 밀란"을 외쳤다. 그 후, 그와 배우자 빅토리아는 요인 관중석에서 밀란의 5-1 대승을 관전했다.
"경기장에서, 베컴은 누구보다 빨리 모든 것을 포착합니다. 그의 시야는 맨체스터 시절보다 훨씬 나아졌습니다. 그는 예전에 비해 속도를 잃었지만, 전술적으로나 기술적인 능력을 얻었습니다. 그는 지능적이며 많이 움직입니다."
26세의 거성 카카를 필두로 한 선수단은 한창 물이 올랐거나 전성기 근처의 다수의 세계구급 선수들로 구성되었는데, 28세의 호나우지뉴, 29세의 안드레아 피를로 외에도, 구단의 노장 파올로 말디니, 클라렌서 세이도르프, 마시모 암브로시니, 주세페 파발리, 잔루카 참브로타, 필리포 인차기, 그리고 안드리 셰우첸코도 있었고, 베컴은 2009년 1월 11일, 로마와의 세리에 A 경기에서 선발로 출전해 흑적 군단 공식 신고식을 치러 89분을 뛰었고, 밀란은 53,444명의 관중이 웅집한 올림피코에서 2-2 무승부를 거두었다. 거의 세 달 만에 처음으로 공식전을 치른 베컴은 피를로와 우측 증원을 맡아 준수한 활약을 펼쳤다. 비록 경기 적응력이 떨어지는 모습을 보여 빠르게 진행되는 경기를 따라잡는데 애로를 겪는 모습을 보였으나, 베컴은 측면과 구석에서 공을 예리하게 건내 카를로 안첼로티 감독이 그를 선발로 기용하기로 결정한 데에 보답했다. 1주 후, 베컴은 안방 데뷔전 상대로 피오렌티나를 맞이했고, 카카가 £100M의 맨체스터 시티행 제의에 대한 말이 오갔다. 베컴은 우측 중원에서 또다시 기대이하의 활약을 펼쳤고, 후반전에 세이도르프가 교체로 나간 후 중원으로 이동해 네덜란드인을 대신했고, 더 적극적인 활약을 펼쳤다. 밀란은 파투의 결승골로 1-0으로 이겼지만, 65,000명 이상 웅집한 산 시로의 군중들은 카카에 더 주목하며 그의 잔류를 희망했다.
상대적으로 노쇠한 안첼로티 체제의 밀란은 33세의 잉글랜드인에게 적합한 곳으로 증명되었다. 1월 25일, 그는 4-1로 이긴 볼로냐와의 경기에서 3번째 경기를 뛰었고, 세리에 A 1호골을 득점해 4-1 승리를 공헌했다. 비록 베컴은 3월에 로스앤젤레스로 복귀할 예정이었으나, 처음 4번의 경기에서 2골을 넣고 몇 번 더 골을 도우며 이탈리아 구단에서 인상적인 활약을 펼쳤고, 이탈리아 구단이 그의 영입에 거액을 제시하며 베컴이 밀란에 잔류할 것이라는 풍문이 돌았다. 이 소문은 2월 4일에 베컴이 잉글랜드 국가대표팀 일원으로 2010년 FIFA 월드컵에 또다시 참가하기 위해 밀란으로 완전 이적을 요구한다 밝히면서 사실로 드러났지만, 갤럭시가 제시한 $10M에서 $15M 정도의 베컴의 금액을 맞추는 데에 실패했다.
그 후에도, 의문이 제기되는 가운데 협상은 계속되었다. 3월 2일, 로스앤젤레스 타임스는 베컴의 임대 계약이 7월 중순까지 연장되었다고 보도했다. 이 사실은 베컴이 특이한 "공동 사용" 계약이라 밝히면서 나중에 확인시켰고, 그가 메이저 리그 사커 2009 시즌을 7월 중순부터 치르게 될 것이라는 말이었다.

#### 로스앤젤레스 갤럭시 복귀
밀란에서 복귀한 후, 다수의 로스앤젤레스 팬들은 시즌 전반을 통째로 날린 그에게 불쾌감과 분노를 드러냈다 일부는 "집에 돌아가 사기꾼아", "아르바이트 선수"라고 써진 표지판을 들었다. 그러나, 갤럭시 선수단은 전보다 훨씬 성공적인 한 해를 보냈는데, 서부 지구 성적이 베컴이 합류하면서 3위에서 1위로 상승했다. 그는 휴스턴 다이너모와 연장전 끝에 2-0으로 이겨 갤럭시가 2009년 서부 지구 결승전에 진출하는데 도움을 주었다. 2009년 11월 22일, 갤럭시는 레알 솔트레이크와의 결승전에서 1-1로 비긴 후 승부차기에서 4-5로 패했다. 베컴은 승부차기에서 주자로 나서서 골망을 흔들었다.

#### 밀란 재임대
2009년 11월, 메이저 리그 사커 2009 시즌이 종료된 후, 베컴이 2010년 1월부터 또다시 밀란으로 임대를 떠나는 것이 확정되었다. 2010년 1월 6일, 베컴은 밀란 복귀전에서 개선했는데, 제노아전에 75분 출전해 5-2 승리에 일조했다. 2010년 2월 16일, 베컴은 맨체스터 유나이티드를 2003년에 떠난 이래 처음으로 전 소속 구단을 상대로 경기를 치렀다. 그는 산 시로에서 벌어진 경기에 76분 출전해 클라렌서 세이도르프와 교체되어 나가기 전까지 뛰었고, 경기는 맨체스터 유나이티드에 2-3으로 패하는 것으로 끝났다. 2010년 3월 10일, 베컴은 2차전에서 올드 트래퍼드 복귀전을 치렀다. 그는 선발로 출전하지 않았지만, 64분에 이냐치오 아바테와 교체되어 들어갔고, 맨체스터 유나이티드 지지자들이 그를 긍정적으로 환영해주었다. 경기는 유나이티드에 0-3 완전히 밀린 가운데에 교체로 들어갔고, 승부는 이미 결정이 나 있었다. 이 경기는 베컴이 올드 트래퍼드에서 맨체스터 유나이티드를 상대로 치른 첫 경기로, 그는 수 차례 측면과 구석에서 득점 기회를 창출했지만, 맨체스터 유나이티드가 밀란을 완전히 제압하면서 0-4, 합계 2-7 완패를 당했다. 경기 종료를 알리는 호각 소리가 나고, 그는 맬컴 글레이저 구단주에 반대 시위를 벌이는 맨체스터 유나이티드 지지자들이 준 녹색과 금색으로 된 목도리를 목에 두르면서 사소한 논란의 대상이 되었다. 글레이저에 대항하는 팬들의 시위가 2010년에 맨체스터 유나이티드 지지자 조합으로 조직되어 힘이 실렸는데, 녹색과 금색으로 된 목도리가 반 글레이저의 상징물이었고, 베컴은 이 결정에 공개적으로 동행을 표의했다고 다수는 넘겨짚었다. 그러나, 베컴은 나중에 이 행동에 대해 질문을 받았을 때 시위는 자신과 관련이 없는 일이라고 대답했다.
베컴은 이어지는 키에보베로나와의 다음 경기에서 왼쪽 아킬레스건이 파열되는 부상을 당했고, 이번 부상으로 5달을 활동하지 못하게 되면서 FIFA 월드컵은 물론 메이저 리그 사커 시즌도 날려먹었다. 2010년 3월 15일, 사카리 오라바 박사가 핀란드의 투르쿠에서 베컴의 아킬레스건 수술을 집도했다. 수술 후, 오라바 박사는 "수술은 정상적으로 끝났습니다. 예후를 보아서 그는 몇 달의 재활 기관이 필요하고 6주에서 8주 정도는 깁스를 차야 할 것입니다. 제가 예상하기에 다시 달리려면 4달 정도 걸릴 것 같지만, 도약하고 공을 차려면 6달은 있어야 합니다."라고 설명했다.

#### 로스앤젤레스 갤럭시 재복귀

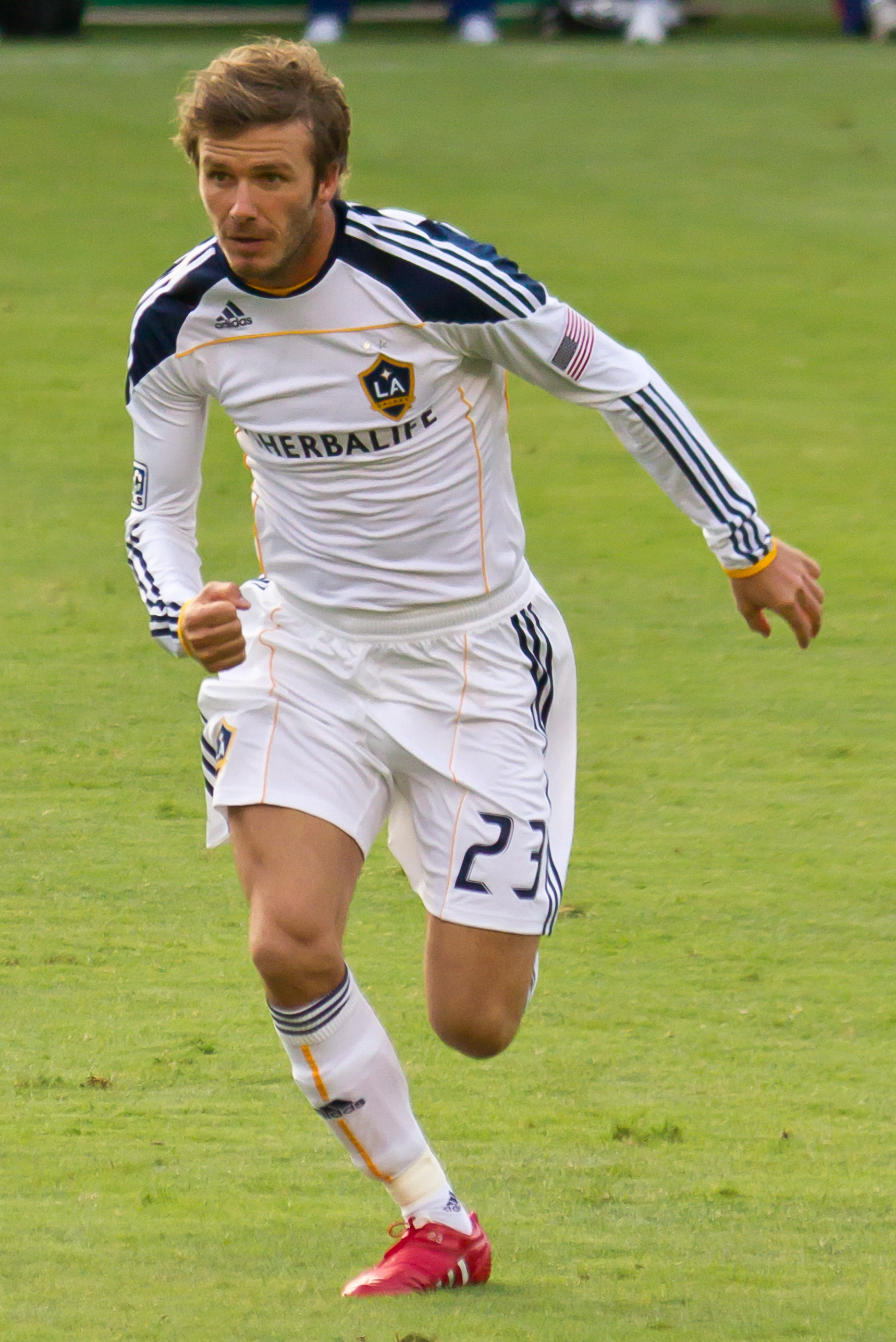
2010년, 로스앤젤레스 갤럭시의 베컴

2010년 9월 11일, 아킬레스건 부상에서 회복한 베컴은 3-1로 이긴 콜럼버스 크루와의 경기에서 70분에 교체로 들어가 갤럭시 재복귀전을 치렀다. 10월 4일, 베컴은 전매특허 프리킥으로 2010 시즌 1호골을 기록해 치바스 USA전 2-1 승리를 도왔다. 10월 24일, 베컴은 2-1로 이긴 댈러스전에서 시즌 2호골을 기록해 갤럭시의 2-1 승리에 일조했고, 소속 구단은 2년 연속 서부 지구 우승을 달성했고, 2002 시즌 이래 첫 MLS 서포터스 실드를 차지했다.
베컴은 2011년 1월부터 2월까지 메이저 리그 사커 2011 시즌을 앞두고 토트넘 홋스퍼의 훈련에 참가했다. 언론은 구단이 갤럭시와 임대 계약을 놓고 협상이 오갔다는 소문을 보도했지만, 해리 레드냅 토트넘 홋스퍼 감독에 의하면 갤럭시가 선수단의 23번 선수가 1년을 온전히 보내기를 원하면서 이적을 원천 봉쇄했다고 밝혔다. 그 결과 그는 3년 전에 아스널 훈련에 참가한 것과 마찬가지로 구단 훈련에 참가하는 한도에서 끝났다. 베컴은 중앙 미드필더를 맡아 2011 시즌 MLS컵의 우승의 주역이 되었다.

#### MLS컵 우승

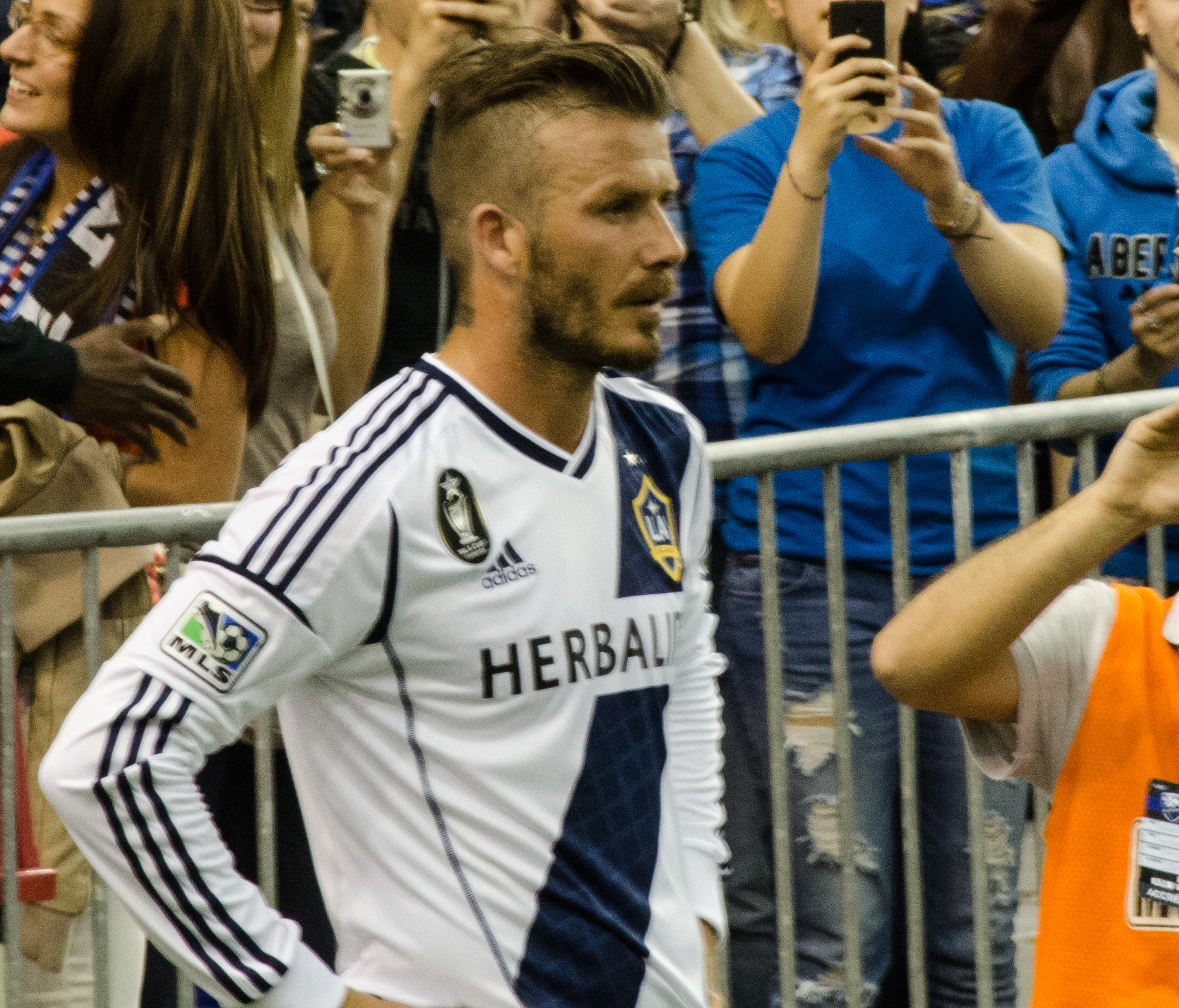
2012년, 로스앤젤레스 갤럭시의 베컴

5월 15일, 베컴은 4-1로 갤럭시가 이긴 스포팅 캔자스시티와의 경기에서 27미터 프리킥으로 시즌 1호골을 기록했다. 7월 9일, 베컴은 시카고 파이어와의 경기에서 코너킥을 직접 득점으로 연결해 프레스턴 노스 엔드 시절에 넣었던 골을 재현했고, 경기는 2-1 승리로 끝났다.
갤럭시 합류 이래 최고의 시즌을 보내고 리그 도움 2위를 기록한 베컴은 메이저 리그 사커 5년차를 최고의 한 해로 장식했다. 2011년 11월 20일, 그는 랜던 도너번 주장의 1-0 결승골로 이긴 휴스턴 다이너모와의 경기에서 또다른 지정 선수 로비 킨과 골을 도와 구단의 통산 3번째 MLS컵을 들어올렸고, 3개국에서 3개 리그에서 우승을 거둔 1류 선수들 중 한 명이 되었다. 베컴의 갤럭시 고별전이었을 경우, 베컴은 소속 구단 고별전에서 리그 우승을 거둔 세 번째 사례가 되었을 것인데, 그는 앞서 2003년에 맨체스터 유나이티드와 2007년 레알 마드리드에서 고별전에 리그 우승을 경험했다.
갤럭시가 MLS 서포터스 실드 2연패를 거둔 2011 시즌 종료 후, MLS 역사상 최다 승점 2위를 기록했고, 베컴의 갤럭시 5년 계약은 2011년 12월 31일에 만료되었다. 36세인데도 불구하고, 그는 곧 은퇴할 것 같지 않은 선수의 기록을 냈다. 베컴은 파리 생제르맹의 진지한 제의를 받았지만, 2012년 1월 18일, 갤럭시는 베컴이 로스앤젤레스 구단과 2년 연장 계약을 맺었다고 발표했다. 2012년 5월, 버락 오바마 미국 대통령은 우승 주역인 베컴과 선수단을 백악관에 초대했다.
베컴은 갤럭시의 메이저 리그 사커 2012 정규 시즌 서부 지구 4위를 도왔고, 이 과정에서 베컴은 7골 9도움을 올렸다. 갤럭시는 밴쿠버 화이트캡스, 산호세 어스퀘이크스, 시애틀 사운더스를 연파하고 휴스턴 다이너모를 3-1로 이겨 MLS컵 정상을 성공적으로 방어했다. 그는 89분에 마르셀루 사르바스와 교체되어 나갔고, 안방 관중의 기립 박수를 받았다. 베컴은 갤럭시와의 계약 기간이 1년 더 남았지만, 앞서 2012년 MLS컵 결승전이 고별 경기가 될 것임을 선언했다.

### 파리 생제르맹과 은퇴
2013년 1월 31일, 이적시장 마감이 임박한 와중에 베컴이 유력한 파리 생제르맹행을 엄두해 리그 1 구단의 의료 검진을 받을 것으로 발표되었다. 베컴은 당일 오후 구단과 5달 계약을 맺었고, 파리에 머무는 기간에 벌어들인 급여는 인근 어린이 재단에 전액 기부할 것임을 밝혔다. 2013년 2월 24일, 그는 마르세유와의 리그 1 안방 경기에서 76분에 교체로 들어가 파리 생제르맹 데뷔전을 치렀다. 그에 따라, 그는 구단의 400번째 출전 선수로 기록되었다. 2013년 5월 12일, 베컴은 파리 생제르맹이 리옹을 1-0으로 이기고 리그 1 우승을 확정지은 경기에서 4개국 1부 리그 우승을 경험하게 되었다.
2013년 5월 16일, 베컴은 그 해 프랑스 축구 시즌 종료와 함께 프로 축구 현역 은퇴를 선언했다. 2012-13 시즌 후 은퇴를 결정하면서, 베컴은 은퇴 경기에서 유니언 잭 색상의 특제 축구화를 착용했다. 이 축구화에 그의 배우자와 4명의 자녀 이름이 새겨져 있었다. 2013년 5월 18일, 베컴은 브레스투아와의 안방 최종전에서 주장 완장을 차고 경기를 뛰었다. 이 경기에서, 베컴은 마튀이디의 골을 코너킥으로 도왔다. 베컴은 80분을 출전한 후 교체되어 나갔는데, 그는 동료 선수들과 감독과 포옹했고, 지지자들의 기립 박수를 받았다. 파리 생제르맹은 이 경기에서 3-1로 이겼다.

## 국가대표팀 경력

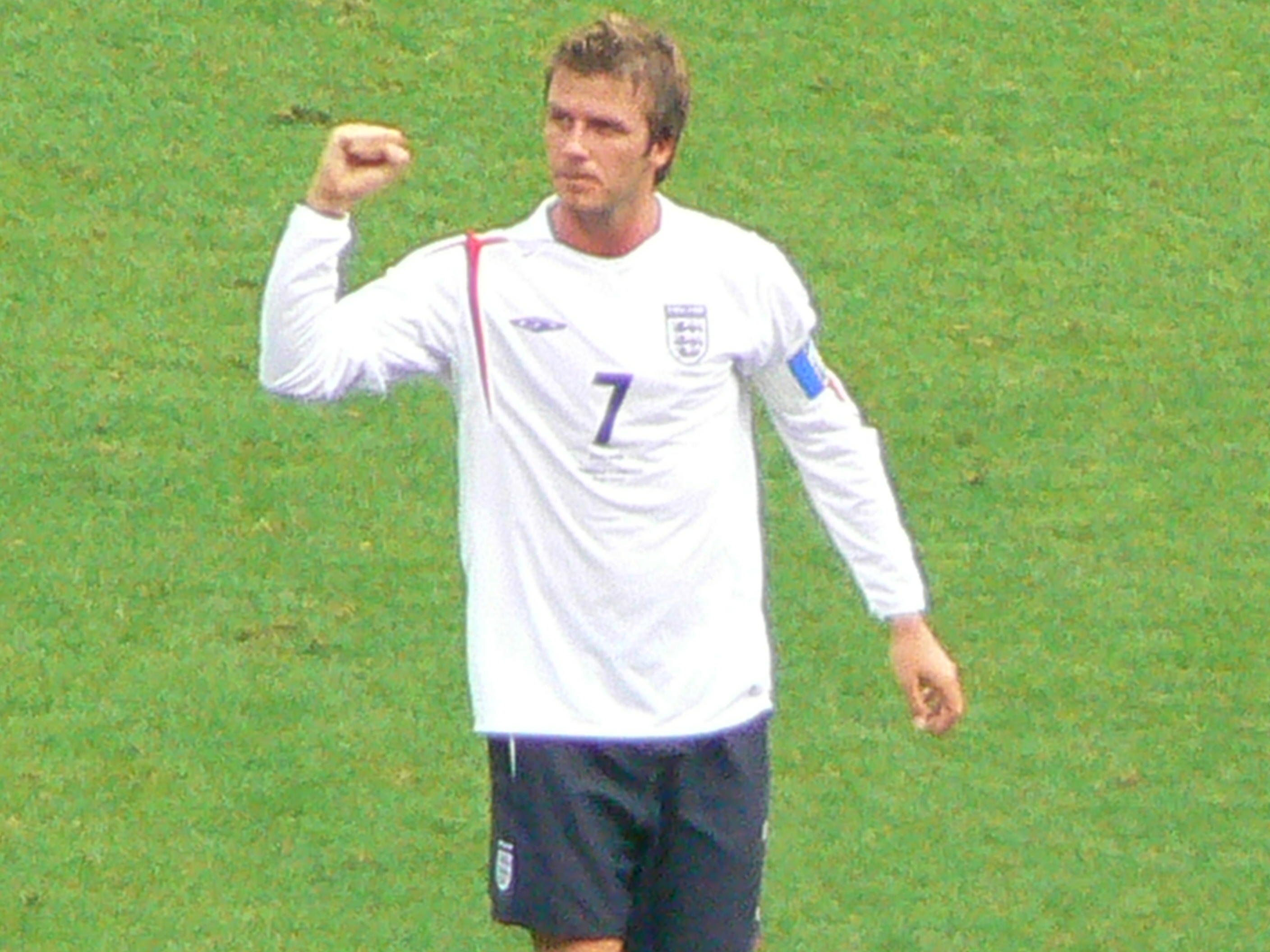
잉글랜드의 주장을 맡은 베컴

베컴은 1996년 9월 1일, 몰도바와의 FIFA 월드컵 예선전에서 잉글랜드 국가대표팀 경기에 처음 출전했다.
베컴은 잉글랜드의 1998년 FIFA 월드컵 예선전 경기에 전부 출전했고, 프랑스에서 열린 FIFA 월드컵 본선의 잉글랜드 선수단에 이름을 올렸지만, 그는 글렌 호들 잉글랜드 국가대표팀 감독으로부터 대회에 집중하지 않는다고 공개적으로 비난의 화살을 받았고, 잉글랜드가 치른 조별 리그 1, 2차전에 모두 선발로 출전하지 못했다. 그는 콜롬비아와의 경기에 출전해 27미터 지점에서 감기는 프리킥으로 득점을 올려 2-0 승리에 일조했고, 이는 잉글랜드 국가대표 선수로 기록한 그의 첫 골이었다.
같은 대회에 아르헨티나를 상대로 한 16강전에서, 베컴이 퇴장을 당해 잉글랜드는 수적 열세에 밀렸다. 베컴은 디에고 시메오네에 걸려 넘어진 후, 그 자리에서 시메오네를 걷어찼고, 시메오네는 종아리가 채였다. 스포츠 일러스트레이티드는 아르헨티나인의 연기 사건을 비판하였는데, 시메오네가 베컴에게 먼저 "깊은 태클"을 날려고, 이후 베컴이 보복하자 "1톤의 벽돌이 쏟아지듯" 무너졌다고 묘사하였다. 시메오네는 당시 베컴이 걷어찬 행동에 과잉반응해 퇴장을 유도하고, 다수의 국가대표팀 동료들과, 주심에 항의해 베컴에게 레드카드를 보이게 한 것이 고의적인 행동이었다고 나중에 인정했다. 경기는 무승부로 끝났고, 잉글랜드는 승부차기 끝에 패퇴했다.다수의 지지자들과 언론인은 베컴이 잉글랜드의 탈락의 전범이었다고 책망했고, 그는 비난과 괴롭힘의 대상이 되었는데, 한 런던의 주점 밖에는 그의 조상이 걸려 있었고, 데일리 미러지는 정중앙에 그의 사진이 붙은 다트판을 인쇄했다. 베컴은 FIFA 월드컵 이후 살해 위협의 대상이 되기도 했다.
포르투갈에 UEFA 유로 2000 A조 포르투갈vs잉글랜드가 2-3으로 패한UEFA 유로 2000 경기에서 베컴은 2골을 도왔지만, 잉글랜드 지지자들은 경기 내내 그를 조롱했고, 베컴이 잉글랜드 지지자들로부터 받는 시달림이 극에 달했다. 베컴은 지지자들에게 중지를 올려 응수했고, 이 행위는 비난의 대상이 되었는데, 그의 욕설을 옹호했던 다수의 언론은 독자들에게 그를 그만 괴롭힐 것을 부탁했다.
2000년 11월 15일, 케빈 키건이 10월에 잉글랜드 지휘봉을 내려놓은 후, 피터 테일러 대행 감독은 베컴을 국가대표팀 주장으로 임명했고, 스벤-예란 에릭손 후임 감독이 취임한 후에도 그 직위를 유지했다.
"2분 30초의 추가 시간이 지났습니다. 잉글랜드가 현재 1-2로 끌려가고 있습니다. 베컴이 골로 떠들썩하게 할 수 있겠습니다 ... 믿을 수가 없습니다! 데이비드 베컴이 골로 잉글랜드를 FIFA 월드컵 본선행에 올려놓았습니다! ... 그는 기사단 훈장을 받을 자격이 있습니다!"
베컴은 잉글랜드의 2002년 FIFA 월드컵 본선행에 큰 힘을 보탰는데, 뮌헨에서 독일을 상대로 5-1 대승을 거둔 선수단의 주역이었다. 베컴이 역적에서 국가적 영웅으로 평가가 바뀐 결정적인 계기는 2001년 10월 6일, 그리스와 치른 잉글랜드의 예선 최종전 경기였다. 잉글랜드는 FIFA 월드컵의 본선에 직행하기 위해 최소한 무승부가 필요했지만, 경기가 끝나갈 무렵에 1-2로 끌려가고 있었다. 테디 셰링엄이 그리스의 페널티 구역 7미터 앞에서 걸려넘어지면서, 잉글랜드는 프리킥 기회를 잡았고, 베컴이 전매특허로 평가받게 되는 감기는 프리킥으로 잉글랜드의 본선행을 견인했다. 베컴은 2001년 BBC 올해의 스포츠인으로 선정되었고, 포르투갈의 루이스 피구에 이어 FIFA 올해의 선수상에서 2위를 차지했다.
베컴은 대한민국과 일본에서 열릴 2002년 FIFA 월드컵을 앞두고 완전히 몸상태가 올라오지 않은 와중에 스웨덴과의 조별 리그 1차전을 뛰었다. 4년 전의 불명예스러운 상황에 휘말린 이래, 베컴은 아르헨티나를 상대로 결승골이 될 페널티킥을 성공해 아르헨티나에 조별 리그 탈락의 굴욕을 안기고, 어느정도 복수에 성공했다. 잉글랜드는 덴마크와의 16강전에서 3-0 대승을 거두는 와중에 베컴이 1도움을 올렸다. 잉글랜드는 8강전에서 이 대회 우승을 차지한 브라질에게 패했는데, 호나우지뉴에게 결승골을 헌납했다.
그 다음 달, 베컴은 맨체스터에서 벌어진 2002년 코먼웰스 게임 개막식에 참가해 커스티 하워드를 호위했고, 그녀와 여왕의 50주년 바통을 넘겼다. 베컴은 UEFA 유로 2004에서 잉글랜드가 참가한 4경기에 모두 출전했다. 그는 1-2로 진 프랑스와의 경기에서 페널티킥을 실축했고, 포르투갈과의 8강전에서도 승부차기 주자로 나서 또다시 실축했다. 승부차기에서 패한 잉글랜드는 그에 따라 대회에서 탈락했다.
2005년 1월, 베컴은 UNICEF 친선 홍보대사로 위촉되었고, 성공으로 마무리된 런던의 2012년 하계 올림픽 유치전에 동참했다. 2005년 10월, 베컴은 오스트리아전에서 퇴장당해 처음으로 퇴장을 당한 잉글랜드 국가대표팀 주장으로 기록되었고, 잉글랜드 국가대표팀 최초로 2차례 퇴장당한 선수로도 기록되었다. 그는 그 다음달, 아르헨티나와의 친선경기에서 주장으로서의 50번째 경기에 임했다.
2006년 6월 10일, 파라과이와의 2006년 FIFA 월드컵 1차전 경기에서, 베컴은 프리킥으로 카를로스 가마라의 자책골을 유도했고, 이 골은 잉글랜드의 1-0 결승골이 되었다. 2006년 6월 15일, 베컴은 트리니다드 토바고와의 잉글랜드 다음 경기에서도 83분에 피터 크라우치의 1-0 승리를 도왔다. 베컴은 스티븐 제라드의 쐐기골도 도와 경기를 2-0 승리로 이끌었다. 대회 협찬사 버드와이저는 그를 경기 최우수 선수로 선정했다.
잉글랜드와 에콰도르 간의 16강전 경기에서, 베컴은 59분에 프리킥으로 골을 넣어 3번의 FIFA 월드컵에서 득점을 기록한 최초의 잉글랜드인이 되었고, 잉글랜드는 1-0 신승으로 8강에 올랐다. 그는 경기 전에 몸 상태가 좋지 않았고, 잉글랜드의 결승골을 득점한 후 탈수와 좋지 않은 몸상태에 수 차례 구토하기도 했다. 포르투갈과의 8강전에서 베컴은 후반 시작 직후 부상으로 교체되어 나갔고, 잉글랜드는 연장전 끝에 0-0으로 비긴 후 승부차기에서 1-3으로 패해 탈락했다. 교체 후, 베컴은 경기를 더 출전할 수 없는 데에 눈에 뛰게 정신적으로 흔들렸고 감정적이었으며, 한 순간 눈물을 쏟기도 했다.
잉글랜드가 FIFA 월드컵에서 탈락한 다음날, 감정적인 베컴은 기자 회견에서 잉글랜드 주장직을 내려놓을 것이라는 선언을 했고, "우리나라의 95번 경기에 58경기에 완장을 차고 주장을 맡은 것은 영예였고 특혜였지만, 지금이 완장을 넘기고 스티브 매클래런 시대에 최적의 시기라고 생각합니다." (베컴은 당시 94번의 국가대표팀 경기에 출전했다.) 그의 국가대표팀 주장 후임으로 첼시 주장 존 테리가 선정되었다.
FIFA 월드컵 이후 주장직을 그만둔 베컴은 2006년 8월 11일에 스티브 매클래런 신임 잉글랜드 국가대표팀 감독에 의해 완전히 배제되었다. 매클래런 감독은 그가 국가대표팀과 "다른 방향으로 가려 한다"라고 주장했고, 베컴이 "그 사유로 제외되었다."라고 덧붙였다. 매클래런 감독은 베컴이 향후에 다시 차출될수도 있다고 언급했다. 숀 라이트-필립스, 키어런 리처드슨, 그리고 FIFA 월드컵 후 베컴의 대체자로 점찍힌 에런 레넌이 모두 승선했지만, 매클래런은 결국 이 자리에 스티븐 제라드를 기용하는 쪽으로 선회했다.

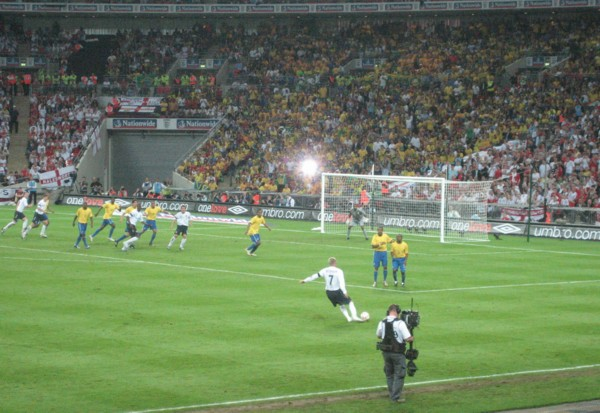
브라질과의 경기에서 존 테리의 골로 연결된 프리킥을 차는 베컴.

2007년 5월 26일, 매클래런 감독은 베컴을 주장직을 내려놓은 이래 처음으로 잉글랜드 국가대표팀에 다시 차출했다. 베컴은 브라질과의 경기에 선발로 출전해, 신 웸블리에서 열린 첫 경기를 훌륭히 치러냈다. 후반전에, 그는 존 테리 주장이 골로 연결하도록 공을 띄워주었다. 잉글랜드는 브라질을 상대로 승리의 문턱까지 가까이 갔지만, 신예 지에구가 막판 몇 초를 남기고 동점골을 기록했다. 이어지는 잉글랜드와 에스토니아 간의 UEFA 유로 2008 예선전 경기에서, 베컴은 날카롭게 마이클 오언과 피터 크라우치의 골을 한 번씩 도왔고, 잉글랜드는 3-0 완승을 거두었다. 베컴은 잉글랜드가 치른 2번의 경기를 통틀어 기록한 4골 중 3골에 관여했고, 메이저 리그 사커로 무대를 옮기고 나서도 잉글랜드 국가대표팀 일원으로 계속 활약할 의사를 드러냈다.
2007년 8월 22일, 베컴은 잉글랜드와 독일 간의 친선경기에 출전해 비유럽 구단 소속으로 잉글랜드 국가대표팀 경기를 치른 최초의 선수가 되었다. 2007년 11월 21일, 베컴은 크로아티아와의 경기에서 99번째 국가대표팀 경기에 출전해 2-2로 승부를 원점으로 돌리는 크라우치의 골을 도왔다. 이 경기에서 2-3으로 패한 잉글랜드는 UEFA 유로 2008 본선행에 실패했다. 이에도 불구하고, 베컴은 국가대표팀에서 아직 은퇴할 의사가 없음을 밝혔고, 국가대표팀 일원으로 계속 활약할 의지를 드러냈다. 잉글랜드 국가대표팀의 지휘봉이 베컴을 레알 마드리드 마지막 시즌에 지도했던 파비오 카펠로가 가져갔는데, 스위스와의 친선경기는 그의 100번째 국가대표팀 경기가 될 것으로 예상되었다. 베컴은 3달을 공식 경기에 출전하지 못했기에 자신이 당장 경기에 뛸 몸상태가 아님을 인정했다.
2008년 3월 20일, 카펠로 감독은 3월 26일 파리에서 치를 프랑스와의 친선경기를 앞두고 베컴을 다시 차출했다. 베컴은 불과 잉글랜드 국가대표팀 선수로 100경기 이상을 치른 5번째 선수가 되었다. 카펠로는 2008년 3월 25일에 베컴이 중대한 2010년 FIFA 월드컵 예선 경기를 앞두고 창대한 미래가 펼쳐저 있다고 언급했다. 2008년 5월 11일, 카펠로는 5월 28일에 웸블리에서 치를 미국전과 6월 1일 트리니다드 토바고전을 앞두고 잉글랜드의 31인 차출 명단에 베컴을 올렸다. 베컴은 경기 전에 보비 찰턴으로부터 100경기 출장 명예 기념패를 받았고, 관중들로부터 기립 박수를 받았다. 그는 선전했고, 존 테리의 결승골을 도왔다. 전반이 끝나고 데이비드 벤틀리와 교체되어 나갈때, 친 베컴 관중은 이 결정에 야유를 보냈다. 2008년 6월 1일, 이에 대한 반응으로 카펠로는 트리니다드 토바고와의 친선전에서 베컴에게 잉글랜드 주장 완장을 넘겼다. 이 경기는 베컴이 2006년 FIFA 월드컵 이래 처음으로 잉글랜드 주장을 맡은 경기로 베컴이 극적인 반전을 이룩한 상징적인 순간이었다. 2년에 걸쳐서 베컴은 잉글랜드 국가대표팀에서 완전히 배제되기도 했지만, 잉글랜드 주장으로 (임시) 재선임되었다.
잉글랜드가 민스크에서 3-1로 이긴 벨라루스와의 2010년 FIFA 월드컵 예선전에서, 베컴은 87분에 교체로 들어가 잉글랜드 국가대표팀 107번째 경기를 치렀고, 그는 보비 찰턴을 넘어 잉글랜드 국가대표팀 최다 출전 3위에 올랐다. 2009년 2월 11일, 베컴은 스페인과의 친선경기에서 스튜어트 다우닝과 교체되어 들어가 108번째 국가대표팀 경기를 치러 보비 무어와 잉글랜드 비 골키퍼 선수 최다 출장 기록으로 어깨를 나란히했다. 2009년 3월 28일, 베컴은 슬로바키아와의 친선경기에 교체로 출전해 무어의 기록을 깼고, 같은 경기에서 웨인 루니의 골을 돕기도 했다. 베컴은 2010년 3월 아킬레스건 부상으로 남아프리카 공화국에서 열린 2010년 FIFA 월드컵 참가가 좌절되기 전까지 도합하여 카펠로의 임기에 출전할 수 있는 20경기 중 16번의 경기에서 뛰었다. 그가 부상을 당하기 전에 치른 마지막 잉글랜드 국가대표팀 경기는 2009년 10월 14일, 잉글랜드의 마지막 FIFA 월드컵 예선전 경기로, 결과는 벨라루스에 3-0 완승을 거두는 것으로 끝났다.
잉글랜드가 FIFA 월드컵 본선에서 형편 없는 성적을 거둔 후에도 카펠로는 감독직을 유임했지만, UEFA 유로 2012 예선전이 임박하면서 잉글랜드 국가대표팀의 세대 교체 압박을 받았다. 그는 다음 잉글랜드 경기인 헝가리와의 2010년 8월 11일 안방 친선전에서 새 선수단을 꾸려나갔는데, 아직 차출이 불가능했던 베컴은 다음달 메이저 리그 사커 복귀전을 노리고 있었다. 경기 후 기자회견에서, 카펠로는 35세인 베컴이 향후 잉글랜드 국가대표팀 공식전 출전 기회에 대해 "선수단을 바꿀 필요가 있습니다. 데이비드는 환상적인 선수지만 미래를 위해 신예 선수들이 필요하다고 생각합니다."라고 언급하며, 시오 월컷이나 애덤 존슨과 같이 베컴의 우측 미드필더 자리에서 활약할 수 있는 선수를 짚었고, "그가 몸상태가 좋아지면, 저는 여기 웸블리에서 한 경기를 더 치르고 지지자들이 그와 작별할 수 있을 것이라 믿습니다."라고 덧붙였다. 이 기자 회견에 베컴의 요원은 베컴을 대변해 국가대표팀에서 은퇴할 의사가 없으며, 몸상태가 오르고 필요할 때마다 잉글랜드 국가대표팀에 늘 차출되고 싶다는 주장을 반복한 설명문을 기재하며 응수했다. 그는 125경기로 잉글랜드 국가대표팀 경기에 최다 출전한 골키퍼 피터 실튼보다 10경기 출장한 선수로, 실튼은 모든 선수를 통틀어 최다 출전을 기록했다.
베컴은 2012년 하계 올림픽에서 영국 올림픽 국가대표팀의 예비 선수 명단에 이름을 올렸다. 그러나, 그는 스튜어트 피어스 감독의 최종 명단에 이름을 올리지 못했다.

## 행정가 경력

### 데이비드 베컴 축구 아카데미

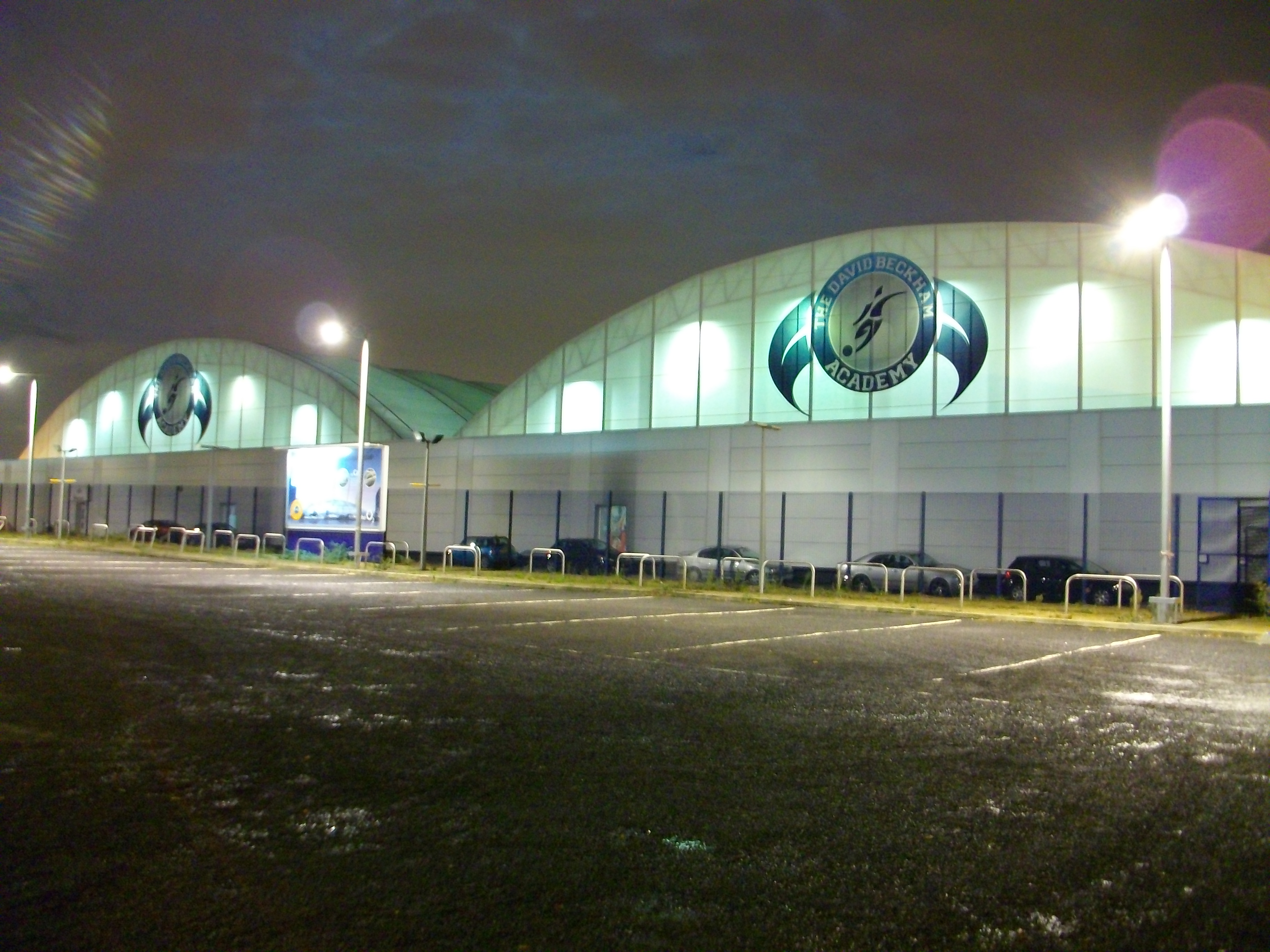
런던의 베컴 축구 아카데미

2005년, 베컴은 런던과 로스앤젤레스 두 대도시에 데이비드 베컴 축구 아카데미를 설립했다. 그러나, 2010년 말, 두 곳 모두 문을 닫을 것으로 발표되었다. 베컴은 영국과 먼 지역을 순회할 이동식 축구 아카데미의 설립을 목표로 하고 있다.

### 마이애미의 메이저 리그 사커 구단
2014년 2월 5일 메이저 리그 사커는 2007년 로스앤젤레스 갤럭시에 입단할 당시 서명했던 계약서의 조항에 따라 메이저 리그 사커의 확장을 $25M에 인수했다고 발표했다. 이 마이애미를 연고로 한 구단은 구장이 완공된다는 가정 하에 2020년에 설립될 예정이다.

## 경력 통계

### 클럽 기록
| 클럽                      | 시즌                     | 단계                     | 리그 | 리그 | 컵   | 컵 | 리그 컵 | 리그 컵 | 대륙 | 대륙 | 기타 | 기타 | 기타 | 기타 |
| 클럽                      | 시즌                     | 단계                     | 출장 | 골   | 출장 | 골 | 출장    | 골      | 출장 | 골   | 출장 | 골   | 출장 | 골   |
| ------------------------- | ------------------------ | ------------------------ | ---- | ---- | ---- | -- | ------- | ------- | ---- | ---- | ---- | ---- | ---- | ---- |
| 맨체스터 유나이티드       | 1992–93                  | 프리미어리그             | 0    | 0    | 0    | 0  | 1       | 0       | 0    | 0    | 0    | 0    | 1    | 0    |
| 맨체스터 유나이티드       | 1993–94                  | 프리미어리그             | 0    | 0    | 0    | 0  | 0       | 0       | 0    | 0    | 0    | 0    | 0    | 0    |
| 프레스턴 노스 엔드 (임대) | 1994–95                  | 서드 디비시온            | 5    | 2    | 0    | 0  | 0       | 0       | –    | –    | 0    | 0    | 5    | 2    |
| 맨체스터 유나이티드       | 1994–95                  | 프리미어리그             | 4    | 0    | 2    | 0  | 3       | 0       | 1    | 1    | 0    | 0    | 10   | 1    |
| 맨체스터 유나이티드       | 1995–96                  | 프리미어리그             | 33   | 7    | 3    | 1  | 2       | 0       | 2    | 0    | 0    | 0    | 40   | 8    |
| 맨체스터 유나이티드       | 1996–97                  | 프리미어리그             | 36   | 8    | 2    | 1  | 0       | 0       | 10   | 2    | 1    | 1    | 49   | 12   |
| 맨체스터 유나이티드       | 1997–98                  | 프리미어리그             | 37   | 9    | 4    | 2  | 0       | 0       | 8    | 0    | 1    | 0    | 50   | 11   |
| 맨체스터 유나이티드       | 1998–99                  | 프리미어리그             | 34   | 6    | 7    | 1  | 1       | 0       | 12   | 2    | 1    | 0    | 55   | 9    |
| 맨체스터 유나이티드       | 1999–2000                | 프리미어리그             | 31   | 6    | –    | –  | 0       | 0       | 12   | 2    | 5    | 0    | 48   | 8    |
| 맨체스터 유나이티드       | 2000–01                  | 프리미어리그             | 31   | 9    | 2    | 0  | 0       | 0       | 12   | 0    | 1    | 0    | 46   | 9    |
| 맨체스터 유나이티드       | 2001–02                  | 프리미어리그             | 28   | 11   | 1    | 0  | 0       | 0       | 13   | 5    | 1    | 0    | 43   | 16   |
| 맨체스터 유나이티드       | 2002–03                  | 프리미어리그             | 31   | 6    | 3    | 1  | 5       | 1       | 13   | 3    | 0    | 0    | 52   | 11   |
| 맨체스터 유나이티드       | 맨체스터 유나이티드 합계 | 맨체스터 유나이티드 합계 | 265  | 62   | 24   | 6  | 12      | 1       | 83   | 15   | 10   | 1    | 394  | 85   |
| 레알 마드리드             | 2003–04                  | 라 리가                  | 32   | 3    | 4    | 2  | –       | –       | 7    | 1    | 2    | 1    | 45   | 7    |
| 레알 마드리드             | 2004–05                  | 라 리가                  | 30   | 4    | 0    | 0  | –       | –       | 8    | 0    | 0    | 0    | 38   | 4    |
| 레알 마드리드             | 2005–06                  | 라 리가                  | 31   | 3    | 3    | 1  | –       | –       | 7    | 1    | 0    | 0    | 41   | 5    |
| 레알 마드리드             | 2006–07                  | 라 리가                  | 23   | 3    | 2    | 1  | –       | –       | 6    | 0    | 0    | 0    | 31   | 4    |
| 레알 마드리드             | 레알 마드리드 합계       | 레알 마드리드 합계       | 116  | 13   | 9    | 4  | –       | –       | 28   | 2    | 2    | 1    | 155  | 20   |
| 로스앤젤레스 갤럭시       | 2007                     | 메이저 리그 사커         | 5    | 0    | 0    | 0  | –       | –       | –    | –    | 2    | 1    | 7    | 1    |
| 로스앤젤레스 갤럭시       | 2008                     | 메이저 리그 사커         | 25   | 5    | 0    | 0  | –       | –       | –    | –    | 0    | 0    | 25   | 5    |
| 밀란 (임대)               | 2008–09                  | 세리에 A                 | 18   | 2    | 0    | 0  | –       | –       | 2    | 0    | 0    | 0    | 20   | 2    |
| 로스앤젤레스 갤럭시       | 2009                     | 메이저 리그 사커         | 11   | 2    | 0    | 0  | –       | –       | –    | –    | 4    | 0    | 15   | 2    |
| 밀란 (임대)               | 2009–10                  | 세리에 A                 | 11   | 0    | 0    | 0  | –       | –       | 2    | 0    | 0    | 0    | 13   | 0    |
| 밀란 (임대)               | 밀란 합계                | 밀란 합계                | 29   | 2    | 0    | 0  | –       | –       | 4    | 0    | 0    | 0    | 33   | 2    |
| 로스앤젤레스 갤럭시       | 2010                     | 메이저 리그 사커         | 7    | 2    | 0    | 0  | –       | –       | –    | –    | 3    | 0    | 10   | 2    |
| 로스앤젤레스 갤럭시       | 2011                     | 메이저 리그 사커         | 26   | 2    | 0    | 0  | –       | –       | –    | –    | 4    | 0    | 30   | 2    |
| 로스앤젤레스 갤럭시       | 2012                     | 메이저 리그 사커         | 24   | 7    | 0    | 0  | –       | –       | 1    | 1    | 6    | 0    | 31   | 8    |
| 로스앤젤레스 갤럭시       | 로스앤젤레스 갤럭시 합계 | 로스앤젤레스 갤럭시 합계 | 98   | 18   | 0    | 0  | –       | –       | 1    | 1    | 19   | 1    | 118  | 20   |
| 파리 생제르맹             | 2012–13                  | 리그 1                   | 10   | 0    | 2    | 0  | –       | –       | 2    | 0    | 0    | 0    | 14   | 0    |
| 클럽 경력 통산            | 클럽 경력 통산           | 클럽 경력 통산           | 523  | 97   | 35   | 10 | 12      | 1       | 118  | 18   | 31   | 3    | 719  | 129  |

1. ↑  FA 커뮤니티 실드, UEFA 슈퍼컵, 인터콘티넨털컵, FIFA 클럽 월드컵, 수페르코파 데 에스파냐, 수페르리가, 그리고 MLS컵 플레이오프전 등의 기타 대회 출전 기록 포함

### 국가대표팀 출장 기록
| 잉글랜드 국가대표팀 | 잉글랜드 국가대표팀 | 잉글랜드 국가대표팀 |
| 연도                | 출장                | 골                  |
| ------------------- | ------------------- | ------------------- |
| 1996                | 3                   | 0                   |
| 1997                | 9                   | 0                   |
| 1998                | 8                   | 1                   |
| 1999                | 7                   | 0                   |
| 2000                | 10                  | 0                   |
| 2001                | 10                  | 5                   |
| 2002                | 9                   | 3                   |
| 2003                | 9                   | 4                   |
| 2004                | 12                  | 2                   |
| 2005                | 9                   | 1                   |
| 2006                | 8                   | 1                   |
| 2007                | 5                   | 0                   |
| 2008                | 8                   | 0                   |
| 2009                | 8                   | 0                   |
| 국가대표팀 통산     | 115                 | 17                  |

### 개인 기록
베컴은 59경기로 각각 90경기의 보비 무어와 빌리 라이트, 65경기의 브라이언 롭슨에 이어 4번째로 가장 많은 경기에 주장 완장을 차고 경기에 임한 잉글랜드 국가대표팀 주장이다. 그는 에콰도르와의 2006년 FIFA 월드컵 16강전에서 기록한 프리킥 결승골로, 축구계에 두 부문에서 최고와 어깨를 나누었다. 그는 잉글랜드에서 유일하며 세계에서 21번째로 3번의 FIFA 월드컵에 득점을 기록한 유일한 선수가 되었다. 레알 마드리드 동료 라울도 이 업적을 며칠 전에 달성했다. 그는 펠레, 호베르투 히벨리누, 테오필로 쿠비야스, 그리고 베르나르 장기니에 이어 FIFA 월드컵에서 프리킥으로 2골을 넣은 5번째 선수가 되었다. (베컴은 1998년 FIFA 월드컵 조별 리그 경기에서 콜롬비아를 상대로 프리킥 골을 넣었었다.) 베컴은 3골 모두 남아메리카 국가를 상대로 기록했는데, (콜롬비아, 아르헨티나, 그리고 에콰도르) 모두 정지 상황에서 기록했다. (2골은 프리킥으로, 1골은 아르헨티나와의 경기에서 페널티킥으로 넣었다.)
그 밖에 개인 기록은 다음과 같다.
- 4개국 리그 (잉글랜드, 스페인, 미국, 프랑스) 우승을 거둔 최초의 잉글랜드 선수[203]
- 3회의 FIFA 월드컵 본선에서 득점을 기록한 최초의 잉글랜드 선수[203]
- UEFA 챔피언스리그에 100경기 출전한 최초의 영국 선수[203]
- 프리미어리그 최다 도움 7위 (265경기 출전 80도움)[204][205]

### 징계 기록
베컴은 잉글랜드 국가대표팀 역사상 최초로 두 번 퇴장을 당한 선수로, 최초로 퇴장을 당한 잉글랜드 국가대표팀 주장이기도 했다. 베컴의 가장 불명예스러운 퇴장은 1998년 FIFA 월드컵 아르헨티나전 당시로, 그는 디에고 시메오네에 걸려 넘어졌다: 베컴은 얼굴을 바닥에 댄 채 아르헨티나의 미드필더를 걷어찼고, 시메오네는 극적으로 넘어졌다.
그는 레알 마드리드에서 41번의 경고를 받고 4번 퇴장을 당했다: 4번의 퇴장은 모두 라 리가 경기에서 당한 것이었다. 그는 파리 생제르맹에서도 퇴장을 당했었는데, 2013년 4월 28일 에비앙전 추가 시간에 레드카드를 받았다. 2000년과 2013년 사이, 베컴은 잉글랜드, 밀란, 로스앤젤레스 갤럭시, 맨체스터 유나이티드, 레알 마드리드, 그리고 파리 생제르맹 소속으로 420번의 공식 경기에 출전해 7번 퇴장당했는데, 이는 60경기에 1번꼴의 기록이었다.

## 훈련과 감독의 찬사
"데이비드 베컴은 신이 내린 재능이어서가 아니라 쉴 새 없이 매우 많은 다수의 재능이 덜한 선수들이 발상해내지 못하는 응용력을 가지고 연습하기에 영국의 최고 공격 자원입니다."
베컴은 맨체스터 유나이티드의 "알렉스 퍼거슨 감독의 큰 노고의 학교에서 난 산물"이다. 긴 패스, 공 배급, 그리고 감기는 프리킥으로 알려진 우측 미드필더로, 퍼거슨은 베컴이 "다른 선수들이 걱정할 필요가 없을 정도로 정확하기 위해 절제력을 가지고 연습을 했다"고 밝혔다. 베컴은 훈련 시간이 끝나고 나서도 몇 시간 프리킥 연습을 한 것으로 알려졌다.
베컴은 레알 마드리드에서도 2007년 초 감독과 불화를 겪는 중에도 정기 훈련 시간에 근면한 모습을 계속해서 보여왔고, 라몬 칼데론 레알 마드리드 회장과 파비오 카펠로 감독은 구단에 대한 직업정신과 헌신적인 태도를 유지해 칭찬을 받았다.
베컴의 레알 마드리드 동료 호베르투 카를루스는 베컴을 자신이 본 동료들 중 가장 프리킥을 잘 차는 사람으로 인지했다. 두 선수는 모두 동세대 최고로 프리킥을 잘 차는 선수로, 호베르투 카를루스는 마드리드가 페널티 구역 외곽에서 프리킥 기회를 잡았을 때 누가 프리킥을 찰 지를 놓고 고민이 컸었다고 회고했다: "제가 한 쪽에 서고 베컴이 반대쪽에 섰지만, 저는 베컴이 공을 찬 궤적이 아름다웠기에 베컴이 차기는 모습을 보고 싶었습니다."
2013년 5월, 베컴은 은퇴 석상에서 어떻게 기억되기를 바라는가에 대한 질문에, "저는 사람들이 저를 매번 경기장을 밟을 때마다 경기에 열정적이며 근면한 축구인으로 평가했으면 좋겠습니다. 저는 제가 느끼는 바와 같이 최선을 다했습니다. 저는 제 자신을 그렇게 회자하고 있고, 사람들이 그리 바라봐 주셨으면 좋겠습니다."라고 답했다.

## 사생활

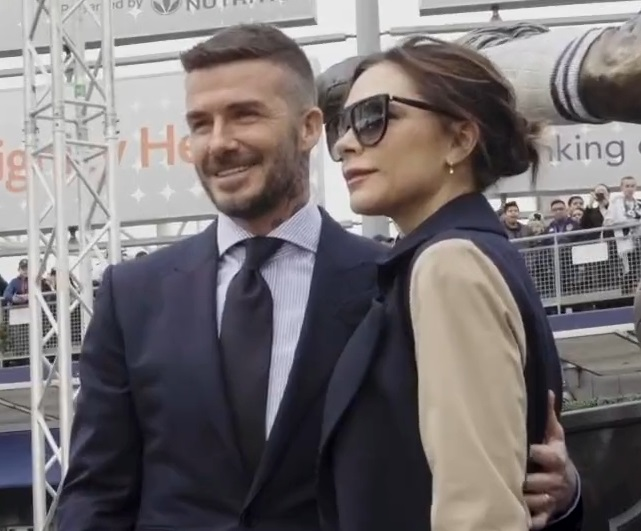
2019년 아내 빅토리아 애덤스와 함께

1997년, 베컴은 맨체스터 유나이티드 경기를 관전한 빅토리아 애덤스와 경기 후부터 교제하기 시작했다. 그녀는 당대 최고 가수단들 중 하나로 알려진 스파이스 걸스의 "포시 스파이스"라는 예명으로 알려져 있었고, 베컴의 선수단도 큰 성공을 거두고 있었다. 그에 따라, 둘 간의 관계는 즉시 대중매체의 큰 관심을 끌었다. 둘은 대중매체에서 "포시와 벡스"로 수식되었다. 1998년 1월 24일, 배컴은 잉글랜드 체전트의 식당에서 애덤스에게 청혼했다.
1999년 7월 4일, 둘은 아일랜드 루트를스턴 성에서 결혼식을 열었다. 베컴의 동료 게리 네빌이 베컴측을 도왔고, 부부의 신생 아들 브루클린이 반지를 가져왔다. 대중매체는 결혼식 출입이 제한되었는데, 이는 베컴이 OK! 매거진과 독점 계약을 맺은 데에 있었지만, 신문사는 황금 옥좌에 앉은 부부의 사진을 확보할 수 있었다. 437명의 인력이 결혼식에 동원되었고, 약 £500,000의 경비가 든 것으로 보도되었다.
데이비드 베컴과 빅토리아 애덤스는 슬하에 네 자녀를 두고 있다: 세 아들 브루클린 조지프, (1999년 3월 4일, 런던 웨스트민스터 출생) 로미오 제임스, (2002년 9월 1일, 런던 웨스트민스터 출생) 크루스 다비드, (2005년 2월 20일, 스페인 마드리드 지방 마드리드 출생) 그리고 딸 하퍼 세븐 (2011년 7월 10일, 미국 캘리포니아주 로스앤젤레스 출생) 이 그들이다. 엘튼 존과 엘리자베스 헐리가 그들의 대부모를 맡았다. 베컴의 세 아들 모두 아스널 유소년부에서 축구를 했다. 부친과 마찬가지로, 브루클린과 로미오 모두 모델일을 한 적이 있고, GQ에 영국의 가장 옷을 잘 입는 남자들로 명명되기도 했다. 브루클린은 아스널 U-16부에서 축구를 한 경력이 있지만, 2014-15 시즌 이후에 방출되었다.
맨체스터 유나이티드 초창기, 베컴은 월시의 침실 4개짜리 주택에 거주했는데, 그는 1995년, 20세때 이 주택을 직접 사들였다.
베컴은 강박 장애(OCD)를 앓는 것으로 밝혀졌는데, 자신은 "모든게 일렬로 정렬되거나 한 쌍을 이루어야 불안하지 않습니다."라고 말했다. 빅토리아 애덤스의 말에 따르면 다음과 같다: "냉장고를 열면, 모든것이 양쪽에 각각 정렬되어 있습니다. 우리 집에 냉장고 3개가 있는데, 1개는 식품을, 다른 1개에는 샐러드를, 그리고 3번째 냉장고는 음료로 차 있습니다. 이건 음료 냉장고이고, 모든 것이 대칭 형태로 정렬되어 있습니다. 만약 캔이 3개 나와 있으면, 그는 1개를 버려서 짝수를 맞추려고 합니다."

### 염문설
2004년 4월, 영국 타블로이드지 세계의 뉴스는 베컴이 전 개인 비서인 레베카 루스의 주장을 실었는데, 루스가 베컴과 혼외 교제를 했다는 것이었다. 1주일 후, 말레이시아 태생의 오스트레일리아 태생 모델인 사라 마베크도 두 차례 베컴과 동침했다는 주장을 했다. 베컴은 두 주장을 모두 "터무니없다"고 부인했다.
2010년 9월 10일, 베컴은 그와의 성관계를 주장한 매춘부 이르마 니시를 비롯한 다수의 인 터치 잡지에 수록된 주장에 대항해 소송을 준비하고 있다고 발표했다. 비록 잡지사는 베컴에 대한 주장이 거짓이었다는 것을 인정했지만, 베컴의 소송은 미국의 언론 자유법에 의거해 기각되었다.

## 축구 외

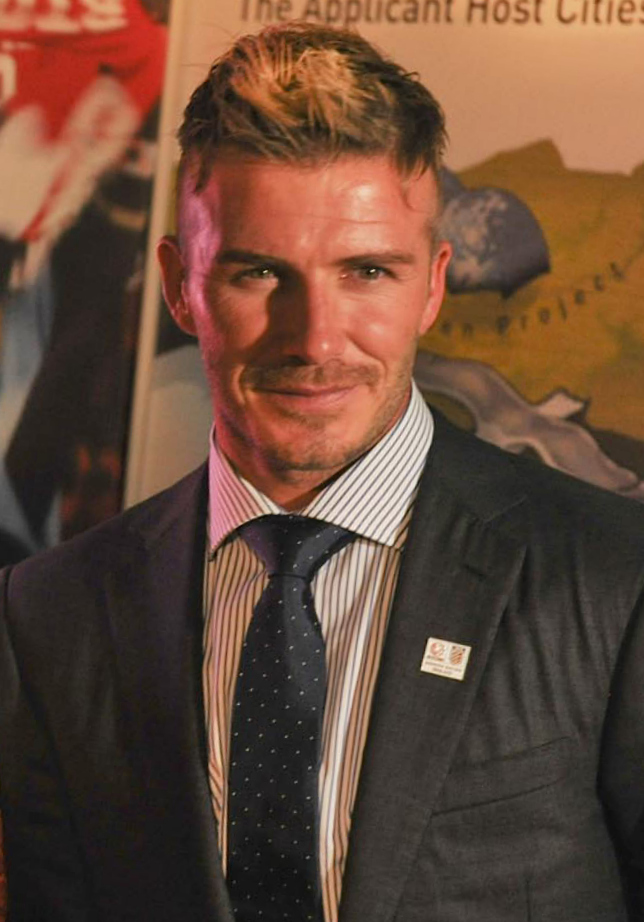
2009년 12월, 남아프리카 공화국 케이프타운의 베컴

베컴의 유명세는 축구장 밖으로도 뻗어 있다. 전세계적으로 그는 "코카콜라나 IBM같은 다국적 기업같이 즉시 인지할 수 있는 존재"로 지칭된다. 베컴이 스파이스 걸스 활동으로 유명세를 떨친 빅토리아를 배우자로 맞이한 일은축구 외 영역에서도 유명세를 타는데 큰 역할을 한 것으로 평가된다.
베컴은 빅토리아와 함께 의류산업의 상징적인 존재로도 알려졌는데, 부부는 의류 디자이너, 건강 및 신체 단련 전문가, 의류업 잡지 발행가, 향수 및 화장품 제조사, 미용사, 체육 진흥가, 그리고 스파 및 레크리에이션 사업가들이 추종하는 수익성 있는 대변인이 되었다. 예를 들어 데이비드 베컴 직감과 같은 면도 화장수와 방향 제품계열을 들 수 있다. 2002년, 베컴은 궁극의 "메트로섹슈얼"적인 인물로 평가되었는데, 그는 이 신조어를 만든 인물로, 이후에도 다수의 기사에서 그를 이 단어로 수식했다.
베컴은 미국에 방향 제품 계열을 출시해 2007년 한 해에 $13.7M을 벌어들였다. 의류업계에서, 데이비드 베컴은 이미 다수의 잡지의 표지를 장식했었다. 남성 잡지 디테일스 미국판은 표지에 그를 넣었고, W지는 그와 빅토리아를 2007년 8월호 표지로 장식했다. 구글에 따르면, "데이비드 베컴"은 2003년과 2004년 사이 스포츠계에서 가장 많이 검색된 주제였다. 애스크 지브스에 따르면, 베컴은 브리트니 스피어스와 오사마 빈 라덴에 이어 3번째로 2000년대 초반에 영국 인터넷 사용자들이 가장 많이 검색한 주제였다.
2007년 7월 12일 로스앤젤레스로 입국한 베컴의 공식 입단 전야에 로스앤젤레스 국제공항은 파파라치와 신문 기자들로 북새통을 이루었다. 이튿날 밤, 빅토리아는 더 투나잇 쇼에 출연했고, 제이 레노가 가족의 로스앤젤레스 이주에 대한 몇 가지 질문을 던졌고, 레노에게 자신의 이름이 새겨진 등번호 23번의 갤럭시 유니폼을 건냈다. 빅토리아는 NBC에 방영된 자신의 프로그램 빅토리아 베컴: 미국에 오며에 대해서도 대화를 나누었다. 7월 22일, 로스앤젤레스 현대 미술관에서 사적인 환영 행사를 벌였다. 스티븐 스필버그, 짐 캐리, 조지 클루니, 톰 크루즈, 케이티 홈즈, 윌 스미스, 제이다 핑킷 스미스, 그리고 오프라 윈프리 등의 A급 유명인사들이 이 행사에 참가했다.
베컴은 다수의 협찬 계약으로 세계에서 가장 인지되는 선수들 중 하나로 떠올랐다. 초창기부터 아디다스 축구화 (특히 아디다스 프레데터)를 신었던 베컴은 2003년에 아디다스와 $160M의 종신계약을 맺었고, 수익을 거의 반 가까이 올렸고, 자신의 상표가 붙은 아디다스 제품에서 나오는 이윤의 지분으로 수익을 올릴 예정이다. 그는 계약이 만료되는 2009년까지 10년에 걸쳐 펩시 사의 광고에 출연했었다. 그는 월트 디즈니 사의 테마 파크를 홍보하기도 했다.

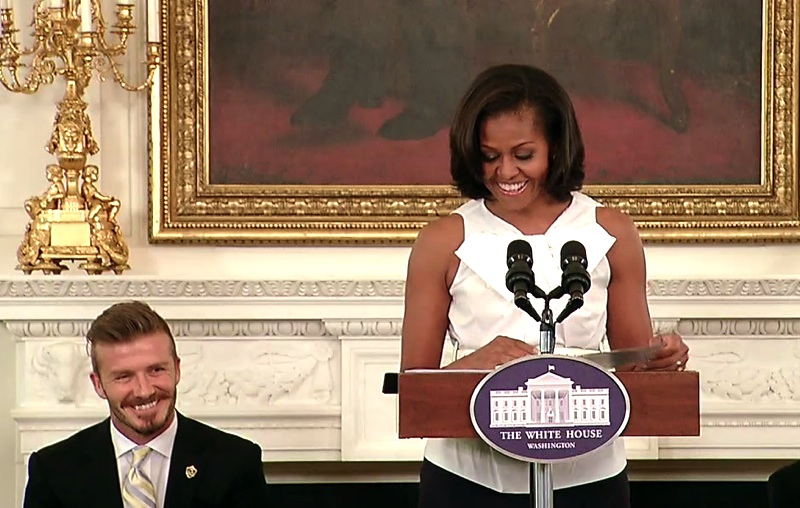
2012년 3월, 베컴과 미국 영부인 미셸 라본 로빈슨

베컴의 이름을 딴 전자 오락도 있는데, 게임보이 어드밴스로 출시된 플랫폼 게임 고!고! 베컴! 축구섬 모험, 다양한 플랫폼으로 출시된 축구 게임 데이비드 베컴 사커를 예로 들을 수 있고, 그는 운동 전자 오락 EA 스포츠 액티브 2의 상표 홍보대사가 되었다. 베컴은 EA 스포츠의 FIFA 전자 오락 시리즈를 홍보하기도 했다. 그는 FIFA 98의 국제판 표지를 장식했다.
현역 시절, (2013년 5월까지) 베컴은 유니폼과 축구화 판매로 £1B의 매출을 올렸다. 2006년, 런던의 요이즈 보험사는 당시 레알 마드리드에서 활약하던 그의 다리에 £100M의 보험을 들였다. 2015년 3월, 베컴은 SNS에서 체육계 3위를 기록했는데, 크리스티아누 호날두와 리오넬 메시에 이어 52M명의 페이스북 추종자를 거느렸다.
2010년 5월, 베컴은 아프가니스탄을 방문해 탈리반의 난을 진압하러간 영국군의 사기를 북돋아주었다. 베컴과 윌리엄 헤이그 영국 외무장관, 리암 폭스 국방장관은 탈리반의 칸다하르 비행장 공격을 야기한 것으로 추측되었다.
2013년 3월, 중국 당국은 베컴을 중화인민공화국 축구 국제 홍보대사로 위촉했다. 다수의 심판진이 승부조작으로 제명된 후, 중국 슈퍼리그는 유명한 국가대표 선수들이 역할을 내려놓게 만들었고, 베컴의 홍보대사 위촉은 경기의 인상을 개선하고 중화인민공화국 내외의 위상을 드높이기 위함이었다.
2013년 7월 14일, 베컴은 스카이 스포츠의 스카이 고 스마트폰 프로그램을 홍보하기 위한 B스카이B 광고에 출연했다. 2014년 1월, 베컴은 미국 NBC의 지미 팰런과 심야에 프로그램에 출연했고, 3월에는 BBC의 스포츠 릴리프 스페셜의 바보와 말만에 깜짝 출연했다. 그는 GQ지의 2015년 영국에서 옷을 가장 잘 입는 남자 50인 중 한 명으로 선정되었다.

## 자선 활동
베컴은 맨체스터 유나이티드 시절부터 UNICEF 자원활동을 했고, 2005년 1월, 잉글랜드 국가대표팀 주장은 UNICEF의 스포츠 발전 프로그램에 특별히 집중하는 친선 대사로 위촉되었다. 2012년, 그는 다우닝 가 10번지에서 데이비드 캐머런 영국 총리를 만나 전세계 영양실조로 고역을 겪는 어린이를 도울 활동을 촉구했다. UNICEF 친선 대사로 위촉된 10주년인 2015년, 베컴은 위기에 처한 어린이를 보호하기 위해 7: 데이비드 베컴 UNICEF 재단을 출범했다. 2015년 1월, 그는 캄보디아의 시엠 레아프를 방문해 아동폭력의 피해자들을 만났다. 베컴은 어린이를 위해 단합을, 에이즈에 대항해 단합을 캠페인 지원을 약속했다. 그는 엘튼 존 에이즈 재단의 후원자이기도 하다.
2007년 1월 27일, 캐나다 온타리오 주 해밀턴의 19세 암환자인 레베카 존스턴이 베컴의 깜짝 전화를 받았다. 통화 후, 베컴은 자신의 서명이 붙은 레알 마드리드 유나폼을 그녀에게 보냈다. 레베카는 2007년 1월 29일에 사망했다. 2007년 7월 1일, 베컴은 다이애나 태자비 추모 10주년을 위해 열린 웸블리의 다이애나를 위한 콘서트에 사회자로 등장했다. 콘서트의 수익금은 다이애나 태자비의 자선단체와 그녀의 소생들인 윌리엄 태손과 해리 왕자가 후원하는 자선단체로 갔다.
베컴은 영국 말라리아 노 모어 수뇌부의 원년 일원으로, 웸블리에서 앤디 머리와 2009년에 자선 단체 출범에 힘을 보탰다. 베컴은 말라리아 노 모어의 미국 공익광고를 통해 저렴한 모기장의 필요성을 역설했다. 이 공익광고는 미국 폭스 사커를 비롯한 폭스 네트워크에 방영되었고, 유튜브로 시청 가능하다.
메이저 리그 사커 합류 후, 베컴은 "MLS W.O.R.K.S."를 비롯한 미국의 관련 자선단체를 지원했다. 2007년 8월 17일, 그는 전현직 메이저 리그 사커의 선수들과 할렘의 유소년 축구 강좌를 지원했다. 이 행사는 뉴욕 레드불스와의 첫 뉴욕 도시권 경기 이튿날에 진행되었다. 레드 불스의 조지 앨티도어와 후안 파블로 앙헬도 베컴과 할렘 라이언스 자선협회의 불우한 청소년들을 대상으로 축구 기술을 가르쳤다.

## 영화 출연
베컴 본인은 2002년작 베컴처럼 감아라에서 보존 영상을 제외하고 직접 출연한 적은 없었다. 데이비드와 빅토리아는 깜짝 출연을 희망했지만, 일정 문제로 불발되었고, 감독은 그와 닮은 앤디 하머를 출연했다.
베컴은 지네딘 지단과 라울과 함께 2005년작 골!에 출연했다. 여기서도 하머가 잔치 장면에 대역을 맡았다. 베컴은 후속작 골 II: 꿈을 향해 뛰어라에서 더 자주 출연했는데, 작품의 주인공인 레알 마드리드로 이적한 데에 있었다. 이번에, 줄거리는 레알 마드리드에 조명되는데, 베컴 외에도, 레알 마드리드의 실제 선수들이 경기장 내외에 출연하며, 몇몇 작품내 인물들도 같이 출연한다. 2006년 FIFA 월드컵의 녹음 영상에만 등장하지만, 베컴은 2009년 6월 15일에 DVD 전용으로 개봉한 골 III: 세계를 접수하라에도 출연한다. 캘리포니아주 로스앤젤레스로 이주한 후, "뻣뻣하다"는 혹평을 들은 베컴은 출연할 의사가 없음을 밝혔다.
그러나, 가까이 지내는 가이 리치를 통해 그는 리치가 출연한 두 작품에 깜짝 등장했다: U.N.C.L.E.의 남자 (1964년 MGM의 동명의 드라마를 기반으로 한 작품) 와 아서왕: 제왕의 검에 단역으로 출연했다.

## 문신
2016년까지, 베컴은 40가지 이상의 문신을 했다. 그가 한 문신 중에는 아들들 이름인 로미오, 크루스, 그리고 브루클린과 배우자 이름인 빅토리아가 있다. 그의 배우자의 이름은 왼팔 앞쪽에 새겨져 있는데, 그는 이것을 로마자로 쓰면 "싼티"가 날 것 같아 힌디어 문자로 새겼다. 불행히도, 이름이 잘못 써져 "비흐크토리아" (Vihctoria) 로 읽히게 되었다. 자서전 데이비드 베컴: 우리편에 문신을 새기자는 생각을 1999년에 장남 브루클린의 출생을 보고서 생각했는데, 멜 B와 당시 그녀의 배우자 지미 굴저와의 상의 끝에 결심한 것이었다. 베컴은: "저는 지미에 문신을 새긴 네덜란드인을 찾아가기로 결심했습니다. 저는 제 자신을 대표할 문신을 무엇으로 할 것인가 결심했습니다. 제 문신은 제 인생의 사람들이자 제가 항상 같이 있고 싶은 제 배우자와 아들들입니다. 저를 본다면, 문신을 볼 것입니다. 여러분은 제가 빅토리아와 아들들에게 어떤 감정을 느낄 것인지 알 것입니다. 그들은 저와 하나입니다."

## 기타
- 아르헨티나의 축구 선수인 로드리고 데 폴이 베컴과 똑같이 생겨서 화제가 되었다. 또한 이 두 사람은 리오넬 메시의 소개로 미국에서 만난 적이 있다.

## 수상 내역

### 클럽
맨체스터 유나이티드
토트넘 핫스퍼
- 프리미어리그: 1995–96, 1996–97, 1998–99, 1999–2000, 2000–01, 2002–03
- FA컵: 1995–96, 1998–99
- FA 커뮤니티 실드: 1996, 1997
- FA 유스컵: 1991–92
- UEFA 챔피언스리그: 1998–99
- 인터콘티넨털컵: 1999

레알 마드리드
- 라 리가: 2006–07
- 수페르코파 데 에스파냐: 2003

로스앤젤레스 갤럭시
- MLS컵: 2011, 2012
- MLS 서포터스 실드: 2010, 2011
- MLS 서부 지구
  - 정규시즌: 2009, 2010, 2011
  - 플레이오프: 2009, 2011, 2012

파리 생제르맹
- 리그 1: 2012–13

### 국가대표팀
잉글랜드
- 투르누아 드 프랑스 (1997)
- FA 서머 토너먼트 (2004)

### 개인

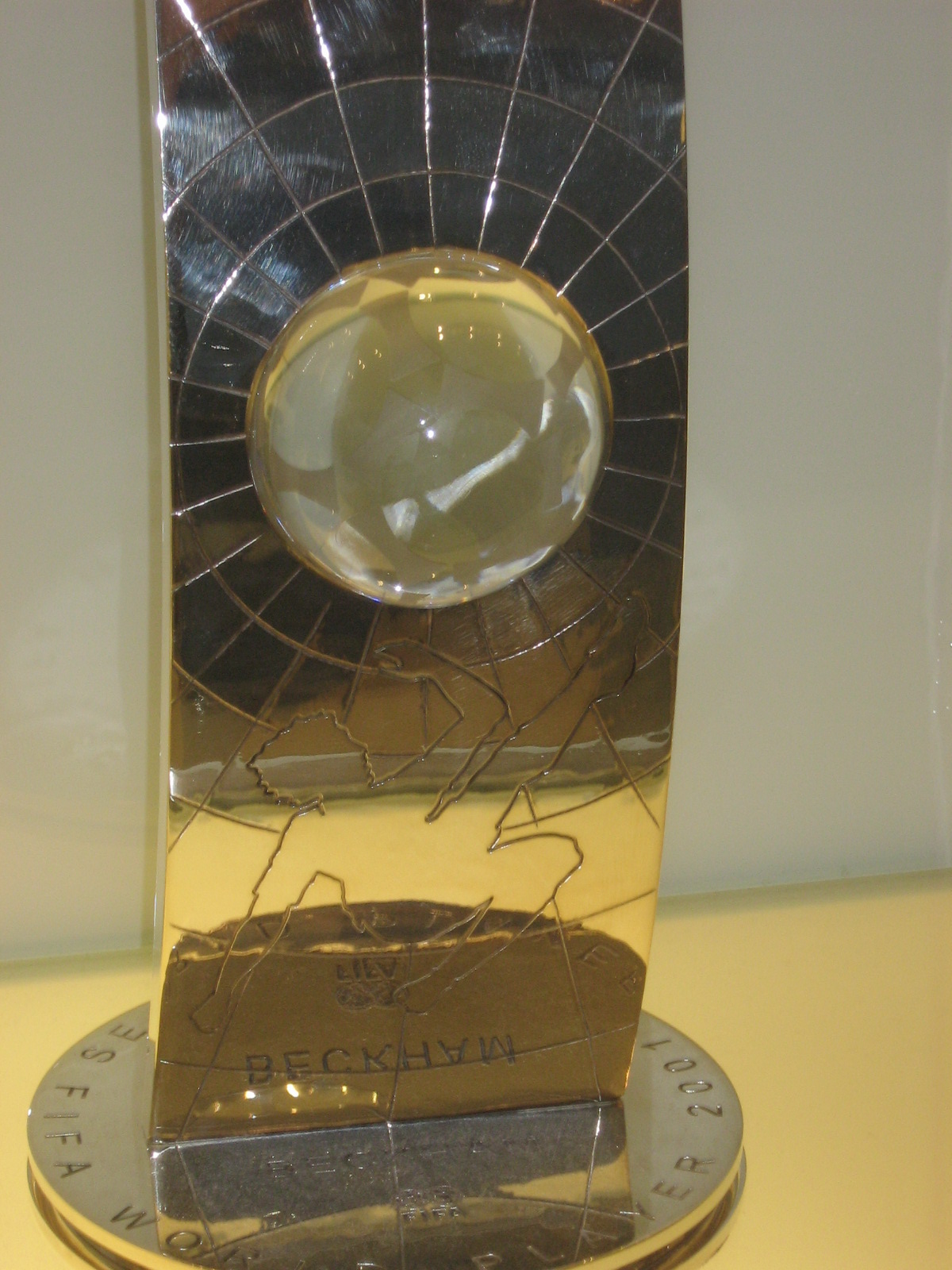
베컴의 2001년 FIFA 올해의 선수 2위 상패

- 발롱도르 2위: 1999[281] , 4위 2001
- FIFA 올해의 선수 2위: 1999, 2001[282] 4위 2003
- 프리미어리그 이달의 선수상: 1996년 8월[283]
- 프리미어리그 도움왕: 1997–98,[284] 1999–2000,[285] 2000–01[286]
- PFA 올해의 신인 선수: 1996–97[287]
- FWA 공로상: 2008[288]
- 맷 버즈비 경 올해의 선수: 1996–97[289]
- 잉글랜드 올해의 선수: 2003[290]
- ESM 올해의 팀: 1998–99
- UEFA 올해의 클럽 축구 선수: 1998–99[291]
- UEFA 올해의 클럽 미드필더: 1998–99[291]
- UEFA 올해의 팀: 2001, 2003[291]
- 프리미어리그 10주년 시상식 (1992-93 시즌부터 2001-02 시즌까지):
  - 국내 및 전체 당년대의 팀[292]
  - 당년대의 골: (1996년 8월 17일, 윔블던 전)[292]
- BBC 올해의 스포츠인: 2001[293]
- BBC 올해의 스포츠인 공로상: 2010[293]
- 레알 마드리드 올해의 선수: 2005–06
- 프리미어리그 PFA 올해의 팀: 1996–97,[294] 1997–98,[295] 1998–99,[296] 1999–2000[297]
- FIFA 100[298]
- ESPY 시상식:
  - 최우수 남자 축구 선수: 2004[299]
  - 최우수 메이저 리그 사커 선수: 2008, 2012[300]
- 잉글랜드 축구 명예의 전당: 2008[301]
- MLS 올해의 진보 선수: 2011[302]
- PFA 세기의 팀 (1997–2007): 2007[303]
- 2006년 FIFA 월드컵 맨 오브 더 매치 : vs. 트리니다드 토바고 (조별리그)

#### 발롱도르
- 1997 - 19
- 1998 - 28
- 1999 - 2
- 2000 - 10
- 2001 - 4
- 2003 - 10

#### 훈장 및 특별상
- 엘리자베스 2세로부터 장군 계급의 대영 제국 훈장 수여: 2003[203]
- 국제 연합 아동 기금 (UNICEF) 친선 대사 (2005년-현재)
- "위대한 영국인 홍보대사" - 위대한 영국인 100명상[304]
- 유명인사 100인, 15번 - 포브스, 2007[305]
- 40세 이하 가장 영향력 있는 영국 남성 40인, 1번[306] – Arena, 2007
- 타임 100: 2008[307]
- 블루 피터 배지 금상, 2001
- 두 섬싱 체육인상, 2011[308]
- 밀란 명예의 전당[309]

### 기타
| 연도 | 상                 | 부문        | 결과 |
| ---- | ------------------ | ----------- | ---- |
| 2006 | 틴 초이스 어워드   | 남자 체육인 | 수상 |
| 2008 | 틴 초이스 어워드   | 남자 체육인 | 수상 |
| 2009 | 틴 초이스 어워드   | 남자 체육인 | 수상 |
| 2010 | 틴 초이스 어워드   | 남자 체육인 | 수상 |
| 2012 | 틴 초이스 어워드   | 남자 체육인 | 수상 |
| 2013 | 틴 초이스 어워드   | 남자 체육인 | 수상 |
| 2014 | 키즈 초이스 어워드 | 전설상      | 수상 |

## 같이 보기
- A매치 100경기 이상 출전한 축구 선수 명단

### 서적
- Beckham, David (2002). 《David Beckham: My Side》. HarperCollinsWillow. ISBN 0-00-715732-0.
- Beckham, David; Freeman, Dean (2001). 《Beckham: My World》. Hodder & Stoughton. ISBN 978-0-340-79270-4.
- Beckham, David; Watt, Tom (2003). 《Beckham: Both Feet on the Ground》. HarperCollins. ISBN 978-0-06-057093-4.
- Crick, Michael (2003). 《The Boss – The Many Sides of Alex Ferguson》. Pocket Books. ISBN 978-0-7434-2991-7.
- Ferguson, Alex; McIlvanney, Hugh (1999). 《Managing My Life – My Autobiography》. Hodder & Stoughton. ISBN 978-0-340-72855-0.
- Wahl, Grant (2009). 《The Beckham Experiment: How the World's Most Famous Athlete Tried to Conquer America》. Crown. ISBN 978-0-307-40859-4.

### 웹
1. 1 2  Hugman, Barry J., 편집. (2003). 《The PFA Footballers' Who's Who 2003/2004》. Harpenden: Queen Anne Press. 42쪽. ISBN 9-781852-916510.
2. ↑  “David Beckham Net Worth”. 《The Richest》. 2015년 3월 26일에 원본 문서에서 보존된 문서. 2015년 3월 31일에 확인함.
3. ↑  “David Beckham Net Worth”. 《The Richest》. 2015년 3월 26일에 원본 문서에서 보존된 문서. 2015년 3월 31일에 확인함.
4. ↑  “David Beckham wears captain's armband, adds assist for PSG in likely career finale – Yahoo! Sports”. Sports.yahoo.com. 2013년 5월 18일. 2013년 6월 9일에 원본 문서에서 보존된 문서. 2013년 10월에 확인함.
5. ↑  "David Beckham: his club and international career in stats". The Guardian. 2015년 9월 20일 확인
6. ↑  Daniel, Taylor. “David Beckham exits as gracefully as one of his arcing crosses”. The Guardian. 2014년 12월 18일에 확인함.
7. ↑  “Pele's list of the greatest”. BBC Sport. 2004년 3월 4일. 2013년 11월 13일에 확인함.
8. ↑  “David Beckham, Great Britain”. 《ESPN.co.uk》. 2014년 11월 4일에 원본 문서에서 보존된 문서. 2014년 9월 12일에 확인함.
9. ↑  “Shakespeare 'a cultural icon' abroad”. BBC. 2016년 11월 14일.
10. ↑  Savell Reavis, Tracey (2014). 《The Life and Career of David Beckham: Football Legend, Cultural Icon》. Rowman & Littlefield. 158, 175쪽.
11. 1 2 3  “Los Angeles Galaxy: Player bio”. Los Angeles Galaxy. 2008년 9월 9일. 2008년 10월 28일에 원본 문서에서 보존된 문서. 2008년 9월 9일에 확인함.
12. ↑  “Beckham joins Real Madrid”. BBC Sport. 2004년 9월 18일. 2008년 9월 9일에 확인함.
13. ↑  “Beckham bows out with Liga title”. BBC Sport. 2007년 6월 17일. 2008년 9월 9일에 확인함.
14. ↑  Bandini, Paolo (2007년 1월 11일). “Beckham confirms LA Galaxy move”. 《The Guardian》 (London). 2007년 5월 10일에 확인함.
15. ↑  “Beckham's England dream realised”. BBC Sport. 2000년 11월 10일. 2008년 9월 9일에 확인함.
16. ↑  “Beckham quits as England captain”. BBC Sport. 2006년 7월 2일. 2008년 9월 9일에 확인함.
17. ↑  “The World's Best-Paid Soccer Players”. 《Forbes》. 2013년 4월 17일. 2014년 9월 12일에 확인함.
18. ↑  “David Beckham kids named most stylish celebrity children in the world – BelfastTelegraph.co.uk”. 《Belfast Telegraph》. 2014년 4월 9일. 2014년 7월 6일에 확인함.
19. 1 2 3 4  “DAVID BECKHAM OBE, GOODWILL AMBASSADOR”. UNICEF. 2015년 9월 16일.
20. 1 2  Mazzei, Patricia (2014년 2월 5일). “Soccer star David Beckham to bring MLS team to Miami”. 《Miami Herald》.
21. ↑  Culpepper, Chuck (2007년 7월 9일). “BECKHAM – Working-class boy to Man U”. 《Los Angeles Times》. 2008년 9월 9일에 확인함.
22. ↑  Julie Burchill (2012). On Beckham". Random House,
23. ↑  Arts Council England, School puts the arts at the heart of learning, 2008년 10월 21일
24. ↑  “American Idols”. 《W magazine》. 2007년 8월 1일. 2009년 2월 14일에 원본 문서에서 보존된 문서. 2009년 2월 24일에 확인함.
25. ↑  “Beckhams 'to send son to LA Jewish nursery'”. 《The Jewish Chronicle》. 2008년 4월 18일. 2009년 4월 24일에 원본 문서에서 보존된 문서. 2009년 1월 7일에 확인함.
26. ↑  Fifield, Dominic (2007년 7월 14일). “Beckham launches into the Galaxy”. 《The Guardian》 (London). 2007년 7월 14일에 확인함.
27. ↑  Jewish funeral for Beckham's grandfather, By Jessica Elgot, 2009년 12월 10일
28. ↑  Beckham, David; Watt, Tom (2004년 10월 21일). 《Beckham: Both Feet on the Ground》. ISBN 978-0-06-057094-1.
29. ↑  “Becks' Brimsdown boost, article from 24 September 2004”. 《TheFA.com》. 2004년 10월 11일에 원본 문서에서 보존된 문서. 2007년 7월 7일에 확인함.
30. ↑  “David Beckham – Rise of a Footballer”. 2014년 7월 21일에 원본 문서에서 보존된 문서. 2014년 9월 12일에 확인함.
31. 1 2  “David Beckham – Rise of a Footballer”. 《The Hitchhiker's Guide to the Galaxy: Earth Edition》. Not Panicking. 2016년 5월 14일에 확인함.
32. ↑  “Champions League 1994/95 Standings”. 《UEFA.com》. 2014년 9월 12일에 확인함.
33. ↑  “Beckham's pride at OBE”. BBC Sport. 2003년 6월 13일. 2011년 3월 4일에 확인함.
34. ↑  Graham Hart (1995). "The Guinness football encyclopedia". p. 69. Guinness
35. ↑  이들 중에 가장 회자되는 비난은 앨런 핸슨이 "꼬맹이들로 아무것도 수확할 수 없다", 라고 한 것이었다. The Boss 405. 발췌. 베컴이 유나이티드의 유일한 득점자로, (이 골은 그의 리그 1호골이었다) 30미터 지점에서 집어넣었다.
36. ↑  “Man Utd season review 1995/96”. 2014년 5월 25일에 원본 문서에서 보존된 문서. 2014년 9월 12일에 확인함.
37. ↑  “Euro 96 stars going strong”. 《The Football Association》. 2005년 1월 21일. 2005년 3월 26일에 원본 문서에서 보존된 문서. 2007년 7월 16일에 확인함.
38. ↑  Gwen Russell (2011). "Arise Sir David Beckham: Footballer, Celebrity, Legend – The Biography of Britain's Best Loved Sporting Icon". John Blake Publishing,
39. ↑  마틴 타일러 스카이 스포츠 해설 위원은 "여러분은 두고두고 보게 될 것입니다."라고 평했고, 그의 예상대로 그의 골은 2003년에 프리미어리그 근래 10년 최고의 골로 선정되었다.
40. ↑  “Beckham's Golden Boots”. Rediff.com. 2004년 4월 27일.
41. ↑  “100 GREATEST SPORTING MOMENTS – RESULTS”. 2014년 9월 12일에 확인함.
42. ↑  “English PFA Young Player of the Year Award”. napit.co.uk. 2007년 7월 16일에 확인함.
43. ↑  “Fixture List for 1997/98 Season”. geocities.com. 2009년 7월 31일에 원본 문서에서 보존된 문서. 2007년 7월 16일에 확인함.
44. 1 2 3 4 5  “The Kings of Europe”. 2014년 9월 12일에 확인함.
45. ↑  “Manchester United Legends: David Beckham”. 2014년 10월 7일에 원본 문서에서 보존된 문서. 2014년 9월 12일에 확인함.
46. ↑  “Rivaldo on top of the world”. 《FIFA.com》. 2014년 9월 16일에 원본 문서에서 보존된 문서. 2014년 9월 12일에 확인함.
47. ↑  “Man Utd's flawed genius?”. BBC News. 2000년 1월 7일. 2005년 10월 6일에 확인함.
48. ↑  “Man Utd celebrate in style”. 2014년 9월 12일에 확인함.
49. ↑  The Boss 469.
50. ↑  Harris, Nick (2007년 9월 6일). “Ferguson will never talk to the BBC again”. 《The Independent》 (UK). 2009년 4월 30일에 확인함.
51. ↑  “Did 'hatchet man' target Beckham?”. ESPN Socernet. 2002년 4월 2일. 2006년 7월 16일에 원본 문서에서 보존된 문서. 2005년 10월 7일에 확인함.
52. ↑  “Beckham signs new contract”. BBC Sport. 2002년 5월 12일. 2005년 10월 7일에 확인함.
53. ↑  “Man Utd play down Arsenal rift”. BBC Sport. 2003년 2월 19일.
54. ↑  “Matrix: Milan are favourites”. 《Football Italia》. channel4.com. 2007년 12월 24일에 원본 문서에서 보존된 문서. 2008년 12월 21일에 확인함.
55. ↑  “Silvestre Reminisces About Ferguson's Infamous Boot-Throwing at Beckham Incident”. Goal.com. 2009년 4월 28일. 2012년 6월 10일에 확인함.
56. ↑  “Revealed: What happened when Beckham was hit by a boot in the face”. 《Metro》. 2009년 4월 28일. 2012년 9월 3일에 원본 문서에서 보존된 문서. 2012년 6월 10일에 확인함.
57. ↑  “Silvestre relives Ferguson throwing boot at Beckham”. Sport.co.uk. 2009년 4월 28일. 2012년 6월 6일에 원본 문서에서 보존된 문서. 2012년 6월 10일에 확인함.
58. ↑  Bodinger, Katie. “Why Ryan Giggs is more scared of his mum than Fergie”. WalesOnline. 2012년 10월 13일에 원본 문서에서 보존된 문서. 2012년 6월 10일에 확인함.
59. ↑  Roach, Stuart (2003년 2월 18일). “Will Becks give Man Utd the boot?”. BBC Sport. 2005년 10월 6일에 확인함.
60. ↑  “Beckham's pride at OBE”. BBC Sport. 2003년 6월 13일. 2005년 10월 6일에 확인함.
61. ↑  “Real unveil Beckham”. 2014년 9월 12일에 확인함.
62. ↑  Taylor, Daniel (2003년 6월 11일). “Beckham to stay in Spain”. 《The Guardian》 (London). 2006년 5월 24일에 확인함.
63. ↑  Marcotti, Gabriele (2003년 6월 12일). “Barcelona's bid for Man Utd star begs questions”. CNNSI.com. 2004년 7월 9일에 원본 문서에서 보존된 문서. 2011년 3월 3일에 확인함.
64. ↑  당시 £25M이나 $41M에 맞먹는 금액이었다.
65. ↑  “2001 – present — Real Madrid surpasses the century mark”. Realmadrid.com. 2015년 11월 5일에 확인함.
66. ↑  “Beckham joins Real Madrid”. BBC Sport. 2003년 6월 18일. 2010년 7월 25일에 확인함.
67. ↑  “Real unveil Beckham”. BBC Sport. 2003년 7월 2일. 2010년 7월 25일에 확인함.
68. ↑  Bolton, Sally (2003년 6월 3일). “The number 23”. 《The Guardian》 (UK). 2007년 6월 9일에 확인함.
69. ↑  “What Did the Real Madrid Leave behind for Asia?”. 《China Daily》. 2003년 8월 21일. 2010년 7월 25일에 확인함.
70. ↑  The Beckham Experiment, Grant Wahl, Three Rivers Press, New York, 2010 paperback edition, p.77
71. 1 2  Wallace, Sam (2007년 1월 12일). “Beckham rejected Milan and Inter to take Galaxy millions”. 《The Independent》 (London). 2014년 3월 8일에 원본 문서에서 보존된 문서. 2008년 9월 9일에 확인함.
72. ↑  “Beckham bags Watford man”. BBC Sport. 2003년 10월 31일. 2010년 8월 13일에 확인함.
73. ↑  “2003–04 Real Madrid”. Bdfutbol.com. 2012년 6월 10일에 확인함.
74. ↑  “Intruder alert for Victoria Beckham”. Manchester Online. 2004년 7월 20일. 2006년 2월 22일에 원본 문서에서 보존된 문서. 2005년 10월 9일에 확인함.
75. ↑  “FA wants explanation from Beckham”. BBC Sport. 2004년 10월 14일. 2005년 10월 6일에 확인함.
76. ↑  Maul, Kimberly (2006년 1월 11일). “David Beckham: Soccer Star and Book Judge”. The Book Standard. 2007년 12월 12일에 원본 문서에서 보존된 문서.
77. ↑  “Uncertainty over Beckham's future at Real Madrid”. 《International Herald Tribune》. 2007년 1월 10일. 2008년 2월 20일에 원본 문서에서 보존된 문서. 2007년 5월 10일에 확인함.
78. ↑  “Real coach calls time on Beckham”. BBC Sport. 2007년 1월 13일. 2007년 1월 13일에 확인함.
79. ↑  Bell, Jack (2007년 2월 17일). “Real Madrid Club President Says a Mouthful”. 《The New York Times》. 2010년 8월 2일에 확인함.
80. ↑  “Beckham scores on Madrid return”. BBC Sport. 2007년 2월 10일. 2007년 2월 10일에 확인함.
81. ↑  Talbot, Simon. “Beckham shines to give Real a slight advantage”. 《The Guardian》. 2014년 9월 12일에 확인함.
82. 1 2  “Beckham bows out with Liga title”. 2014년 9월 12일에 확인함.
83. ↑  Millward, Robert (2007년 6월 10일). “Agent: Beckham Sticking to Galaxy Deal”. 《The Washington Post》. 2008년 8월 14일에 확인함.
84. ↑  The Beckham Experiment, Grant Wahl, Three Rivers Press, New York, 2010 paperback edition, p.36
85. ↑  Maidment, Paul (2007년 7월 7일). “Becks And Bucks”. 《Forbes》. 2008년 11월 1일에 원본 문서에서 보존된 문서. 2008년 8월 14일에 확인함.
86. ↑  “Beckham set to invade America”. Associated Press. 2007년 1월 12일.
87. ↑  Halpin, Jason (2007년 10월 1일). “Events surround MLS SuperDraft”. MLSnet.com. 2008년 5월 27일에 원본 문서에서 보존된 문서.
88. ↑  Beckham will play for MLS' L.A. Galaxy in $250M deal; Sports Illustrated, 2007년 1월 11일 보관됨 2013-07-25 - 웨이백 머신
89. ↑  The Beckham Experiment, Grant Wahl, Three Rivers Press, New York, 2010 paperback edition, p.43
90. ↑  The Beckham Experiment, Grant Wahl, Three Rivers Press, New York, 2010 paperback edition, p.42
91. 1 2  The Beckham Experiment, Grant Wahl, Three Rivers Press, New York, 2010 paperback edition, p.44
92. ↑  The Beckham Experiment, Grant Wahl, Three Rivers Press, New York, 2010 paperback edition, p.45
93. 1 2  Kennedy, Paul (2013년 5월 20일). “Beckham is MLS expansion story du jour”. 《Soccer Business Insider》.
94. 1 2 3  The Beckham Experiment, Grant Wahl, Three Rivers Press, New York, 2010 paperback edition, p.66
95. ↑  The Beckham Experiment, Grant Wahl, Three Rivers Press, New York, 2010 paperback edition, p.16
96. ↑  “The Beckham has Landed”. socceramerica.com. 2007년 7월 13일. 2007년 7월 14일에 확인함.[깨진 링크]
97. ↑  The Beckham Experiment, Grant Wahl, Three Rivers Press, New York, 2010 paperback edition, p.67
98. ↑  The Beckham Experiment, Grant Wahl, Three Rivers Press, New York, 2010 paperback edition, pp.69–70
99. ↑  “David Beckham's First Match in Major League Soccer Live on ESPN Saturday, 21 July”. ESPN. 2007년 7월 5일. 2008년 12월 24일에 원본 문서에서 보존된 문서. 2007년 7월 14일에 확인함.
100. ↑  The Beckham Experiment, Grant Wahl, Three Rivers Press, New York, 2010 paperback edition, Pp.68–70
101. ↑  The Beckham Experiment, Grant Wahl, Three Rivers Press, New York, 2010 paperback edition, Pp.85–87
102. ↑  Dure, Beau (2007년 8월 12일). “Beckham makes MLS debut but Galaxy stumbles in D.C.”. 《USA Today》. 2007년 8월 15일에 확인함.
103. ↑  “Beckham takes captain's armband to great effect”. ESPN. 2007년 8월 16일. 2011년 5월 10일에 원본 문서에서 보존된 문서. 2014년 6월 21일에 확인함.
104. ↑  “Beckham begins Arsenal training”. BBC Sport. 2008년 1월 4일. 2009년 5월 4일에 확인함.
105. ↑  “Beckham, Donovan propel L.A. past Quakes”. ESPN. 2008년 4월 4일. 2008년 4월 8일에 원본 문서에서 보존된 문서. 2008년 4월 4일에 확인함.
106. ↑  Canales, Andrea. “ESPNsoccernet – MLS – Canales: Beckham shows scoring touch against Wizards”. ESPN. 2009년 3월 17일에 원본 문서에서 보존된 문서. 2008년 11월 13일에 확인함.
107. ↑  “Beckham to join Milan in January”. BBC Sport. 2008년 10월 30일. 2008년 10월 30일에 확인함.
108. ↑  “Beckham Milan Update”. Major League Soccer. 2008년 10월 25일. 2008년 10월 28일에 원본 문서에서 보존된 문서. 2008년 10월 25일에 확인함.
109. ↑  Stevenson, Jonathan (2009년 2월 14일). “How Beckham Conquered Milan”. BBC Sport. 2009년 3월 10일에 확인함.
110. ↑  “Becks "can play until he is 38," says doc”. ESPN. 2008년 12월 30일. 2011년 5월 10일에 원본 문서에서 보존된 문서. 2009년 3월 8일에 확인함.
111. ↑  Bright, Richard (2008년 12월 22일). “David Beckham officially unveiled in Milan”. 《The Daily Telegraph》 (London). 2012년 12월 2일에 확인함.
112. ↑  “Intervista Sky Sport a Beckham all'intervallo di Milan-Udinese”. Sky Sport 24. 2008년 12월 21일. 2012년 12월 2일에 확인함.
113. ↑  “Milan never intended to play David Beckham”. 《Telegraph.co.uk》. 2009년 3월 3일. 2014년 9월 12일에 확인함.
114. ↑  “AS Roma 2–2 AC Milan”. ESPN. 2009년 1월 11일. 2011년 5월 10일에 원본 문서에서 보존된 문서. 2009년 1월 29일에 확인함.
115. ↑  Kington, Tom (2009년 1월 12일). “Beckham proves a big draw but fails to make major impression on debut for Milan”. 《The Guardian》 (London). 2012년 12월 2일에 확인함.
116. ↑  Herbert, Ian; Burt, Jason (2009년 1월 14일). “£100m: City in record bid for Milan's Kaka”. 《The Independent》 (London: Independent Print). 2012년 12월 2일에 확인함.
117. ↑  Kington, Tom (2009년 1월 18일). “Fans beg Kaka to stay but Pato is the hero in Milan victory”. 《The Guardian》 (London). 2012년 12월 2일에 확인함.
118. ↑  “Beckham scores first goal for AC Milan”. ESPN. 2009년 1월 25일. 2011년 5월 10일에 원본 문서에서 보존된 문서. 2009년 3월 8일에 확인함.
119. ↑  “Galaxy reject AC Milan's opening gambit for Becks”. ESPN. 2009년 2월 7일. 2011년 5월 10일에 원본 문서에서 보존된 문서. 2009년 3월 8일에 확인함.
120. ↑  “Beckham's future to be resolved on Friday?”. ESPN. 2009년 2월 17일. 2009년 2월 19일에 원본 문서에서 보존된 문서. 2009년 3월 8일에 확인함.
121. ↑  Jones, Grahame L. (2009년 3월 2일). “Beckham agrees to return to Galaxy in mid-July”. 《Los Angeles Times》. 2009년 3월 3일에 원본 문서에서 보존된 문서. 2009년 3월 8일에 확인함.
122. ↑  Szczepanik, Nick (2009년 3월 9일). “David Beckham 'dream' deal”. 《The Times》 (London). 2011년 5월 10일에 원본 문서에서 보존된 문서. 2009년 3월 9일에 확인함.
123. ↑  “Beckham booed by furious fans”. BBC Sport. 2009년 7월 20일. 2010년 1월 2일에 확인함.
124. ↑  “Two Blackouts and Two Goals Send Galaxy to M.L.S. Final”. 《The New York Times》. 2009년 11월 14일. 2009년 11월 17일에 확인함.
125. ↑  “Salt Lake beat L.A. Galaxy to MLS title”. ESPN. 2009년 11월 23일. 2012년 10월 20일에 원본 문서에서 보존된 문서. 2009년 11월 23일에 확인함.
126. ↑  “David Beckham's loan move to Milan from LA Galaxy is confirmed”. 《The Guardian》 (London). 2009년 11월 2일. 2010년 5월 1일에 확인함.
127. ↑  “David Beckham makes winning return for AC Milan”. BBC Sport. 2010년 1월 6일. 2010년 1월 6일에 확인함.
128. ↑  Lyon, Sam (2010년 2월 16일). “AC Milan 2–3 Man Utd”. BBC Sport. 2010년 3월 14일에 확인함.
129. ↑  McNulty, Phil (2010년 3월 10일). “Man Utd 4–0 AC Milan (agg 7–2)”. BBC Sport. 2010년 3월 14일에 확인함.
130. ↑  McNulty, Phil (2010년 3월 11일). “Beckham shows true colours”. BBC Sport. 2010년 3월 13일에 확인함.
131. ↑  “England's David Beckham is injured playing for AC Milan”. BBC Sport. 2010년 3월 14일. 2010년 3월 14일에 확인함.
132. ↑  “Beckham, stagione finita È sicuro: salta il Mondiale – Risultati e ultime notizie calcio e calciomercato”. 《La Gazzetta dello Sport》. 2010년 10월 13일. 2012년 6월 10일에 확인함.
133. ↑  “Dr Sakari Orava Confirms David Beckham Will Make A Full Recovery From Achilles Tendon Injury”. Goal.com. 2010년 3월 15일. 2012년 1월 21일에 확인함.
134. ↑  “David Beckham returns to action after Achilles injury”. BBC Sport. 2010년 9월 12일. 2010년 9월 12일에 확인함.
135. ↑  “Beckham goal sends Galaxy top of Western Conference”. ESPN Soccernet. 2010년 10월 4일. 2011년 2월 16일에 원본 문서에서 보존된 문서. 2010년 10월 4일에 확인함.
136. ↑  “David Beckham helps LA Galaxy win Supporters' Shield”. BBC Sport. 2010년 10월 25일. 2010년 10월 25일에 확인함.
137. ↑  “AEG blocked Becks switch”. 《Sky Sports》. 2011년 2월 9일.
138. 1 2 3  “MLS Cup – Landon Donovan's goal powers Galaxy to third MLS title”. ESPN. 2011년 11월 21일. 2012년 1월 21일에 확인함.
139. ↑  “Donovan, possession spark big win”. ESPN Los Angeles. 2011년 5월 15일. 2011년 5월 15일에 확인함.
140. ↑  “Beckham scores from corner to give Galaxy victory”. 《USA Today》. 2011년 7월 10일. 2011년 10월 2일에 확인함.
141. ↑  Wahl, Grant (2011년 11월 28일). “Hollywood Ending: If this was indeed David Beckham's final game in MLS, he went out in style, carrying the Galaxy to a championship and affirming the value of star power in America”. Sports Illustrated. 2011년 11월 25일에 원본 문서에서 보존된 문서. 2011년 11월 25일에 확인함.
142. ↑  “David Beckham re-signs with LA Galaxy, LA Galaxy official website”. Lagalaxy.com. 2012년 1월 18일. 2014년 2월 9일에 원본 문서에서 보존된 문서. 2012년 6월 10일에 확인함.
143. ↑  “CBBC Newsround – Beckham stays with LA Galaxy and signs two-year deal”. BBC. 2012년 1월 19일. 2012년 6월 10일에 확인함.
144. ↑  “Beckham Signs New 2-Year-Deal With LA Galaxy”. ABC News. 2012년 1월 22일에 원본 문서에서 보존된 문서. 2012년 6월 10일에 확인함.
145. ↑  Kay, Simon (2012년 1월 18일). “David Beckham signs new two-year LA Galaxy deal”. 《Metro》. 2012년 6월 10일에 확인함.
146. ↑  “President Obama teases David Beckham at White House”. 《BBC Sport》. 2014년 9월 12일에 확인함.
147. ↑  “L.A. Galaxy Win MLS Cup 2012: Landon Donovan, Robbie Keane Score Goals in Win Over Dynamo”. 《Huffington Post》. 2012년 12월 2일. 2012년 12월 3일에 확인함.
148. ↑  “David Beckham wins MLS Cup in final LA Galaxy match”. BBC Sport. 2012년 12월 2일. 2012년 12월 3일에 확인함.
149. ↑  “David Beckham says MLS Cup will be his last match with L.A. Galaxy”. 2012년 11월 20일에 확인함.
150. ↑  Christenson, Marcus (2012년 11월 20일). “David Beckham: MLS Cup final will be my last game for LA Galaxy”. 《The Guardian》 (London). 2012년 11월 22일에 확인함.
151. ↑  Smith, Ben (2013년 1월 31일). “David Beckham set for Paris St Germain move”. 《BBC Sport》. 2013년 10월 3일에 확인함.
152. ↑  “David Beckham joins Paris St-Germain and will play for free”. BBC. 2013년 1월 31일. 2013년 2월 1일에 확인함.
153. ↑  “David Beckham calls his Paris St Germain debut 'perfect' as he helps to set up their win over Marseille”. 《The Telegraph Sport》 (London). 2013년 2월 25일. 2013년 3월 3일에 확인함.
154. ↑  Brassell, Andy. “David Beckham's Paris St-Germain clinch French title”. 《BBC Sport》. 2014년 9월 12일에 확인함.
155. ↑  Chick, Alex (2013년 5월 16일). “Football – David Beckham retires from football”. Yahoo! Sport. 2013년 5월 16일에 원본 문서에서 보존된 문서. 2013년 5월 16일에 확인함.
156. ↑  “David Beckham to retire from football at end of season”. BBC Sport. 2013년 5월 16일. 2013년 5월 16일에 확인함.
157. 1 2 3  “David Beckham, PSG's captain for his final match, bows out as a winner”. 《Telegraph.co.uk》. 2013년 5월 19일. 2014년 9월 12일에 확인함.
158. ↑  “Moldova 0 – England 3”. englandstats.com. 2007년 6월 16일에 확인함.
159. ↑  “England in World Cup 1998 Squad Records”. englandfootballonline.com. 2007년 6월 10일에 확인함.
160. ↑  “Beckham Blasts Hoddle”. 《Daily Dispatch》. 1998년 6월 29일. 2009년 5월 14일에 원본 문서에서 보존된 문서. 2005년 10월 5일에 확인함.
161. 1 2  "England wins 2–0 to gain 2nd-round match with Argentina". Sports Illustrated. 2014년 5월 25일 확인 보관됨 2008-05-29 - 웨이백 머신
162. 1 2 3  “World Cup 1998; Argentina 2 England 2, Argentina win 4–3 on pens: match report”. 《Telegraph.co.uk》. 1998년 7월 1일. 2017년 12월 5일에 원본 문서에서 보존된 문서. 2014년 9월 12일에 확인함.
163. ↑  “CNN/SI – World Cup France '98 – The Netherlands pay back controversial loss to Argentina – Saturday July 04, 1998 03:33 PM”. 《Sports Illustrated》. 1998년 7월 4일. 2012년 1월 1일에 원본 문서에서 보존된 문서. 2012년 6월 9일에 확인함.
164. ↑  “Simeone admits trying to get Beckham sent off”. Rediff Sports. 2002년 5월 19일. 2005년 10월 26일에 확인함.
165. ↑  “Beckham's Darkest Hour”. Article on official UEFA website. 2006년 1월 12일에 원본 문서에서 보존된 문서. 2005년 10월 6일에 확인함.
166. ↑  A reference to Brooklyn “Leader – Play games behind closed doors”. 《New Statesman》. 2000년 6월 26일. 2011년 11월 27일에 원본 문서에서 보존된 문서. 2005년 10월 4일에 확인함.
167. ↑  “Media sympathy for Beckham's gesture”. BBC Sport. 2000년 6월 14일. 2005년 10월 4일에 확인함.
168. 1 2 3  “Beckham quits as England captain”. BBC Sport. 2006년 7월 2일. 2012년 6월 10일에 확인함.
169. ↑  "The Amazing David Beckham Goal That Sent England to the 2002 World Cup". The Atlantic. 2014년 5월 23일 확인
170. 1 2  “England reach World Cup finals”. 2014년 9월 12일에 확인함.
171. ↑  “Figo best in world”. 2014년 9월 12일에 확인함.
172. ↑  “England's revenge”. 2014년 9월 12일에 확인함.
173. ↑  “Brazil end England's dream”. 2014년 9월 12일에 확인함.
174. 1 2  “Portugal break England hearts”. 2014년 9월 12일에 확인함.
175. ↑  “David Beckham, Goodwill Ambassador”. UNICEF official website. 2010년 11월 1일에 원본 문서에서 보존된 문서. 2005년 10월 9일에 확인함.
176. 1 2 3  “England 1–0 Ecuador”. BBC Sport. 2006년 6월 25일. 2012년 6월 10일에 확인함.
177. ↑  “England 0–0 Portugal”. 2014년 9월 12일에 확인함.
178. ↑  “Portugal sink England on Penalties”. 2014년 9월 12일에 확인함.
179. ↑  베컴의 언급에 실수가 있었는데, 당시 그는 잉글랜드 대표로 94경기에 출전했다.
180. ↑  “Terry named new England skipper”. BBC Sport. 2006년 8월 10일. 2006년 8월 10일에 확인함.
181. ↑  “McLaren ends Beckham England era”. 2014년 9월 12일에 확인함.
182. ↑  “Three's the magic number”. The Football Association. 2007년 6월 6일. 2008년 5월 9일에 원본 문서에서 보존된 문서. 2007년 6월 9일에 확인함.
183. ↑  Insider, The (2007년 8월 22일). “Becks and England suffer Wembley woe”. ESPN Soccernet. 2012년 10월 23일에 원본 문서에서 보존된 문서. 2009년 5월 4일에 확인함.
184. ↑  “Beckham dismisses retirement talk”. BBC Sport. 2007년 11월 21일. 2012년 6월 10일에 확인함.
185. ↑  “Beckham acknowledges lack of fitness”. Fox Sports. 2008년 2월 28일. 2008년 3월 2일에 원본 문서에서 보존된 문서. 2008년 3월 1일에 확인함.
186. ↑  “Beckham to start in Paris for 100th cap”. CNN. 2008년 3월 26일. 2008년 3월 29일에 원본 문서에서 보존된 문서. 2008년 3월 26일에 확인함.
187. ↑  “Hart & Jagielka in England Squad”. BBC. 2008년 5월 11일. 2008년 5월 11일에 확인함.
188. ↑  “Capello names Beckham as captain for T&T friendly”. Fox Sports. 2008년 5월 31일. 2008년 7월 12일에 원본 문서에서 보존된 문서. 2008년 5월 31일에 확인함.
189. ↑  “Report: Spain vs England – International Friendly”. ESPN Soccernet. 2009년 2월 11일. 2009년 2월 15일에 원본 문서에서 보존된 문서. 2009년 5월 4일에 확인함.
190. ↑  Fletcher, Paul (2009년 3월 28일). “International football as it happened”. BBC Sport. 2009년 5월 4일에 확인함.
191. 1 2 3 4 5  “David Beckham has no England future, says Fabio Capello”. BBC Sport. 2010년 8월 11일. 2010년 8월 12일에 확인함.
192. ↑  “David Beckham set to be included in provisional Team GB Olympic squad”. 《The Independent》. 2014년 9월 12일에 확인함.
193. ↑  “Team GB: David Beckham left out for football reasons – Stuart Pearce”. 《BBC Sport》. 2014년 9월 12일에 확인함.
194. ↑  “California Branch of David Beckham Academy Closes”. Goal. 2010년 11월 28일. 2010년 11월 28일에 확인함.
195. ↑  “Beckham academy 'likely to close'”. BBC Sport. 2009년 11월 27일. 2009년 11월 27일에 확인함.
196. ↑  “David Beckham”. Stretfordend.co.uk. 2012년 6월 10일에 확인함.
197. ↑  “David Beckham”. MLSsoccer.com. 2012년 6월 10일에 확인함.
198. ↑  (영어) David Beckham - National Football Teams
199. ↑  “David Robert Joseph Beckham – Century of International Appearances”. Rec.Sport.Soccer Statistics Foundation. 2009년 10월 29일. 2012년 6월 10일에 확인함.
200. ↑  “David Beckham Bio, Stats, News – Football/Soccer – – ESPN Soccernet”. ESPN Soccernet. 2012년 11월 28일에 원본 문서에서 보존된 문서. 2012년 6월 10일에 확인함.
201. ↑  “Beckham stands down”. 2006년 7월 2일. 2007년 10월 29일에 원본 문서에서 보존된 문서. 2007년 7월 14일에 확인함.
202. ↑  “England 1–0 Ecuador”. BBC Sport. 2006년 6월 25일. 2012년 6월 10일에 확인함.
203. 1 2 3 4 5 6 7 8 9  “David Beckham: his club and international career in stats”. The Guardian. 2015년 7월 1일.
204. ↑  “Premier League Player Stats: Assists – All Seasons”. Premier League. 2017년 6월 24일에 원본 문서에서 보존된 문서. 2017년 4월 26일에 확인함.
205. ↑  “All Time Player Records”. Premiersoccerstats.com. 2010년 8월 13일. 2013년 12월 4일에 원본 문서에서 보존된 문서. 2012년 1월 21일에 확인함.
206. ↑  “Beckham red card but joy for Sven”. 2011년 5월 10일에 원본 문서에서 보존된 문서. 2014년 9월 12일에 확인함.
207. 1 2  ESPN player statistics: David Beckham 2013년 4월 29일 확인
208. ↑  “David Beckham sent off after six minutes in PSG victory”. BBC Sport. 2013년 4월 29일. 2013년 10월 3일에 확인함.
209. 1 2 3  Campbell, Paul (2013년 5월 17일). “David Beckham: product of Sir Alex Ferguson's school of hard graft”. 《The Guardian》. 2013년 10월 3일에 확인함.
210. ↑  "Kings of the free-kick" 보관됨 2015-05-12 - 웨이백 머신. FIFA.com. 2014년 12월 20일 확인
211. ↑  Barclay, Patrick. “Ferguson happy as Beckham takes a great leap forward”. The Telegraph. 2014년 12월 18일에 확인함.
212. ↑  “Manchester United Legends – David Beckham”. manutdzone.com. 2008년 8월 18일에 원본 문서에서 보존된 문서. 2007년 5월 28일에 확인함.
213. ↑  “Beckham will not play for Real again – Capello”. 《China Daily》. 2007년 1월 14일. 2007년 5월 28일에 확인함.
214. ↑  “Coach says Beckham won't play again for Real Madrid”. 《International Herald Time》. 2007년 1월 13일. 2007년 6월 20일에 원본 문서에서 보존된 문서. 2007년 5월 28일에 확인함.
215. 1 2  "Beckham is best says Roberto Carlos". UEFA.com. 2014년 12월 18일 확인
216. ↑  “Sun pips OK! to Posh wedding photos”. BBC News. 1999년 7월 6일. 2006년 5월 25일에 확인함.
217. ↑  “Wedded spice”. BBC News. 1999년 7월 5일. 2005년 12월 2일에 확인함.
218. ↑  “David Beckham Biography: Soccer Player (1975–)”. Biography.com (FYI / A&E Networks). 2016년 9월 1일에 확인함.
219. ↑  “Beckhams name their new son Romeo”. The Telegraph. 2016년 12월 11일.
220. ↑  "Beckhams celebrate birth of Cruz". BBC. 2016년 12월 11일
221. ↑  Byrne, Alla and Perry, Simon “Victoria and David Beckham Welcome a Daughter”. 《People》. 2011년 7월 10일. 2011년 7월 10일에 확인함.
222. ↑  “Victoria and David Beckham Marriage Profile”. Marriage.about.com. 2012년 2월 5일에 원본 문서에서 보존된 문서. 2008년 11월 13일에 확인함.
223. 1 2  "David Beckham and son Brooklyn 'shaken' after car crash following Arsenal training session". The Daily Telegraph (London). 2014년 11월 29일 확인
224. 1 2  “50 Best Dressed Men in Britain 2015”. 《GQ》. 2015년 1월 5일. 2015년 1월 7일에 원본 문서에서 보존된 문서.
225. ↑  "Brooklyn Beckham set to be released by Arsenal already". Eurosport. 2015년 11월 14일 확인
226. ↑  Bartlett, Nicola (2014년 3월 7일). “Beckham's first home up for sale”. 《Manchester Evening News》 (MEN Media). 2015년 6월 18일에 확인함.
227. ↑  Frith, Maxine (2006년 4월 3일). “Beckham reveals his battle with obsessive disorder”. 《The Independent》 (London). 2012년 8월 15일에 원본 문서에서 보존된 문서. 2012년 8월 28일에 확인함.
228. ↑  “Beckham story is tabloids' dream”. BBC News. 2004년 4월 9일. 2009년 5월 4일에 확인함.
229. ↑  News, Pa (2004년 4월 7일). “Beckham flies back to Madrid from holiday”. 《The Times》 (London). 2023년 11월 8일에 원본 문서에서 보존된 문서. 2009년 5월 4일에 확인함.
230. ↑  “Beckham to stay in Spain”. BBC Sport. 2004년 5월 20일. 2005년 10월 7일에 확인함.
231. ↑  “David Beckham's lawyers serve $25 million writ on prostitute Irma Nici”. 《The Daily Telegraph》. 2010년 9월 27일. 2012년 6월 10일에 확인함.
232. ↑  “David Beckham loses In Touch, Irma Nici lawsuit: Judge says cheating story is of public interest”. 《New York Daily News》. 2011년 2월 14일. 2016년 1월 11일에 확인함.
233. ↑  “David Beckham loses appeal to sue magazine over prostitute Irma Nici's false claims”. 《news.com.au》. 2013년 3월 17일. 2016년 2월 7일에 원본 문서에서 보존된 문서. 2016년 1월 11일에 확인함.
234. ↑  “Beckham the worldwide brand”. 《This is Money》. 2014년 9월 12일에 확인함.
235. ↑  “David Beckham Instinct”. Beckham-fragrances.com. 2009년 5월 4일에 확인함.
236. ↑  “Meet the metrosexual”. 《Salon》. 2008년 11월 13일에 원본 문서에서 보존된 문서. 2008년 11월 13일에 확인함.
237. ↑  “America – meet David Beckham”. Marksimpson.com. 2017년 2월 19일에 원본 문서에서 보존된 문서. 2008년 11월 13일에 확인함.
238. ↑  “David Beckham's career by the numbers”. 《E! Online》. 2013년 5월 16일. 2014년 9월 12일에 확인함.
239. ↑  “The Beckhams: American Idols: W Feature Story on Style.com”. Style.com. 2008년 7월 18일에 원본 문서에서 보존된 문서.
240. ↑  “2003 Year-End Google Zeitgeist”. Google. 2005년 10월 9일에 확인함.
241. ↑  “2004 Year-End Google Zeitgeist”. Google. 2005년 10월 9일에 확인함.
242. ↑  “Britney Spears tops Noughties web search list”. 《The Telegraph》. 2009년 12월 21일. 2014년 5월 17일에 확인함.
243. ↑  “The Beckhams go to Hollywood”. 《www.scotsman.com》.
244. ↑  “NBC.com – Victoria Beckham Coming To America”. NBC.com. 2007년 7월 14일에 원본 문서에서 보존된 문서.
245. ↑  Eller, Claudia (2007년 7월 19일). “Hollywood breathlessly awaits Beckhams”. 《Los Angeles Times》. 2009년 4월 3일에 원본 문서에서 보존된 문서. 2009년 5월 4일에 확인함.
246. ↑  “The face of ... Ten celebrities who have earned big bucks from endorsements”. 《Independent.ie》. 2014년 9월 12일에 확인함.
247. ↑  “Pepsi and Beckham end endorsement relationship”.[깨진 링크(과거 내용 찾기)]
248. ↑  “David Beckham Endorsing Disney”. 2007년 1월 26일. 2014년 9월 12일에 확인함.
249. ↑  Bramwell, Tom (2002년 9월 12일). “Go!Go! Beckham! Adventure on Soccer Island Review”. Eurogamer. 2009년 6월 8일에 확인함.
250. ↑  Varanini, Giancarlo (2002년 8월 14일). “David Beckham Soccer Review”. GameSpot. 2009년 8월 28일에 원본 문서에서 보존된 문서. 2010년 6월 8일에 확인함.
251. ↑  Reynolds, John (2010년 8월 18일). “EA lands Beckham for brand ambassador role”. 《Marketing》. 2014년 5월 17일에 확인함.
252. ↑  “International FIFA 13 Covers”. 《fifauteam.com》. 2012년 8월 24일. 2015년 3월 18일에 확인함.
253. ↑  Grant, Katie; Papasian, John (2015년 7월 2일).  Duff, Oliver, 편집. “Premium cover”. 《The i》 (1435). 2면.
254. ↑  “GOING OUT ON A LIMB – BODY PARTS AND OTHERS”. 《Lloyd's.com》. 2015년 7월 4일에 원본 문서에서 보존된 문서. 2015년 7월 3일에 확인함.
255. ↑  “Cristiano Ronaldo overtakes Shakira as Facebook's most 'liked' person”. Yahoo.com. 2017년 2월 10일.
256. ↑  “Beckham flies to Afghanistan to boost British troops' morale”. Sports.gaeatimes.com. 2010년 5월 22일. 2012년 7월 23일에 원본 문서에서 보존된 문서. 2012년 6월 10일에 확인함.
257. ↑  “Beckham visits British troops in Afghanistan”. Sports.gaeatimes.com. 2010년 5월 23일. 2012년 7월 23일에 원본 문서에서 보존된 문서. 2012년 6월 10일에 확인함.
258. ↑  “Beckham targetted by Taliban in Afghanistan?”. Rediff.com. 2010년 5월 24일. 2012년 6월 10일에 확인함.
259. ↑  Kumar, Anoop (2010년 5월 24일). “Taliban targeted Beckham in Afghanistan!”. MyNews Interactive Media Co. 2012년 3월 1일에 원본 문서에서 보존된 문서. 2012년 6월 10일에 확인함.
260. ↑  “David Beckham named as global ambassador for Chinese football”. 《The Independent》. Reuters. 2013년 3월 4일. 2014년 5월 17일에 확인함.
261. ↑  “David Beckham stars in Sky Sports TV advert – video – Showbiz News”. Digital Spy. 2013년 7월 14일. 2013년 10월 3일에 확인함.
262. ↑  “Sport Relief 2014: Watch David Beckham in Peckham in Only Fools and Horses special”. 《The Independent》. 2014년 9월 12일에 확인함.
263. ↑  “DAVID BECKHAM CALLS FOR ACTION ON CHILD STUNTING”. UNICEF. 2015년 9월 16일. 2015년 12월 8일에 원본 문서에서 보존된 문서.
264. ↑  “Elton John AIDS Foundation patrons”. Ejaf.com. 2013년 10월 12일에 원본 문서에서 보존된 문서. 2012년 12월 3일에 확인함.
265. ↑  Radley, Scott (2007년 1월 26일). “To Rebecca, with love”. 《Toronto Star》. 2007년 2월 5일에 원본 문서에서 보존된 문서. 2007년 2월 2일에 확인함.
266. ↑  “Princes open Wembley Diana concert with joke”. 《The Telegraph》. 2015년 5월 18일에 확인함.
267. ↑  “What is the Concert for Diana?”. BBC. 2015년 8월 13일.
268. ↑  Diana concert a 'perfect tribute'. BBC News. 2012년 4월 12일 확인
269. ↑  "David Beckham: Fight Malaria by Donating a $10 Bed Net". (2007년 4월 25일). 2009년 5월 4일 확인
270. ↑  “Video: Juan Pablo Angel, David Beckham to Assist MLS W.O.R.K.S.”. paddocktalk.com. 2007년 8월 18일. 2007년 9월 28일에 원본 문서에서 보존된 문서. 2007년 8월 21일에 확인함.
271. ↑  (영어) Bend It Like Beckham - 인터넷 영화 데이터베이스
272. ↑  “Andy Harmer ~ BeckhamLookalike.com”. 《BeckhamLookalike.com》. 2007년 5월 1일에 원본 문서에서 보존된 문서.
273. ↑  (영어) Goal! 2: Living the Dream ... - 인터넷 영화 데이터베이스
274. ↑  “David Beckham”. Internet Movie Database. 2008년 11월 13일에 확인함.
275. ↑  “David Beckham's Hollywood snub”. askmen.com. 2007년 3월 2일. 2007년 10월 1일에 원본 문서에서 보존된 문서. 2007년 8월 15일에 확인함.
276. ↑  “Guy Ritchie Backs David Beckham As An Actor”. Huffington Post. 2016년 5월 24일.
277. ↑  “David Beckham’s Film Career Takes Another Step With First Clip Of Him In ‘King Arthur: Legend Of The Sword’”. Huffington Post. 2017년 5월 9일.
278. ↑  Vivinetto, Gina (2016년 3월 31일). “David Beckham reveals massive new ankle tattoo on Instagram”. 《Today.com》. 2017년 2월 5일에 확인함.
279. ↑  “Beckham's tattoo misspelt”. BBC News. 2000년 11월 28일. 2013년 10월 27일에 확인함.
280. ↑  Beckham, David (2010). "David Beckham: My Side". HarperCollins
281. ↑  Pierrend, José Luis. “European Footballer of the Year ("Ballon d'Or") 1999”. Rec.Sports.Soccer Statistics Foundation. 2013년 3월 14일에 원본 문서에서 보존된 문서. 2015년 8월 2일에 확인함.
282. ↑  Pierrend, José Luis. “FIFA Awards”. Rec.Sports.Soccer Statistics Foundation. 2016년 1월 12일에 원본 문서에서 보존된 문서.
283. ↑  “Carling Premiership Player of the Month 1996/97”. 《premierleague.com》. Premier League. 2006년 12월 11일에 원본 문서에서 보존된 문서. 2009년 10월 3일에 확인함.
284. ↑  “1997/98 Season Review: Wenger's triumph”. Premier League. 2016년 10월 6일에 원본 문서에서 보존된 문서. 2016년 10월 5일에 확인함.
285. ↑  “1999/00 Season Review: Record win for Man Utd”. Premier League. 2016년 10월 6일에 원본 문서에서 보존된 문서. 2016년 10월 5일에 확인함.
286. ↑  “2000/01 Season Review: Man Utd's hat-trick”. Premier League. 2016년 10월 6일에 원본 문서에서 보존된 문서. 2016년 10월 5일에 확인함.
287. ↑  “Gerrard named player of the year”. BBC Sport (British Broadcasting Corporation). 2006년 4월 23일. 2015년 8월 2일에 확인함.
288. ↑  “Football writers honour United duo”. Football Writers' Association. 2011년 10월 14일. 2015년 9월 24일에 원본 문서에서 보존된 문서. 2015년 8월 2일에 확인함.
289. ↑  “Sir Matt Busby Player of the Year Award”. MUFCInfo.com. 2015년 8월 2일에 확인함.
290. ↑  “Past Winners: David Beckham”. 《TheFA.com》. The Football Association. 2012년 12월 12일. 2015년 8월 2일에 확인함.
291. 1 2 3  “David Beckham”. 《UEFA.com》. Union of European Football Associations. 2013년 3월 5일. 2015년 8월 2일에 확인함.
292. 1 2  “10 Seasons Awards”. Premier League. 2002년 12월 20일에 원본 문서에서 보존된 문서. 2009년 10월 2일에 확인함.
293. 1 2  “David Beckham receives Lifetime Achievement award”. BBC Sport (British Broadcasting Corporation). 2010년 12월 18일. 2015년 8월 2일에 확인함.
294. ↑  Hugman, Barry J., 편집. (1997). 《The 1997–98 Official PFA Footballers Factfile》. Queen Anne Press. 317쪽. ISBN 1-85291-581-1.
295. ↑  Hugman, Barry J., 편집. (1998). 《The 1998–99 Official PFA Footballers Factfile》. Queen Anne Press. 352쪽. ISBN 1-85291-588-9.
296. ↑  Hugman, Barry J., 편집. (1999). 《The 1999–2000 Official PFA Footballers Factfile》. AFS. 352쪽. ISBN 1-85291-607-9.
297. ↑  Hugman, Barry J., 편집. (2000). 《The 2000–2001 Official PFA Footballers Factfile》. AFS. 384쪽. ISBN 1-85291-626-5.
298. ↑  “FIFA's top 100 list”. Rediff.com. 2008년 11월 13일에 확인함.
299. ↑  “ESPYS 2008”. ESPN. 2008년 11월 13일에 확인함.
300. ↑  “Robbie Keane wins Best MLS Player at 2015 ESPY Awards”. 《LAGalaxy.com》 (MLS). 2015년 7월 16일. 2015년 8월 2일에 확인함.
301. ↑  “David Beckham”. National Football Museum. 2015년 5월 29일에 원본 문서에서 보존된 문서. 2015년 8월 2일에 확인함.
302. ↑  “LA's Beckham named Comeback Player of the Year”. 《MLS》. 2011년 11월 14일. 2015년 7월 14일에 원본 문서에서 보존된 문서. 2014년 6월 20일에 확인함.
303. ↑  “Team of the Century: 1997–2007 – the Premiership's finest of the last decade”. 《GiveMeFootball.com》 (Give Me Football). 2007년 9월 5일. 2008년 10월 21일에 원본 문서에서 보존된 문서. 2016년 5월 17일에 확인함.
304. ↑  "100 great British heroes". BBC News. 2014년 3월 21일 확인
305. ↑  “The Celebrity 100”. 《Forbes》. 2007년 6월 14일. 2007년 7월 17일에 확인함.
306. ↑  “Britain's original style magazine – for men”. 《Arena》. 2008년 5월 21일에 원본 문서에서 보존된 문서. 2008년 11월 13일에 확인함.
307. ↑  “David Beckham: Soccer's Metrosexual”. 《Time》. 2009년 4월 28일에 원본 문서에서 보존된 문서. 2012년 6월 10일에 확인함.
308. ↑  “David Beckham: Do Something Athlete Award Winner!”. 2011년 10월 3일에 원본 문서에서 보존된 문서. 2012년 6월 12일에 확인함.
309. ↑  “A.C. Milan Hall of Fame: David Beckham”. A.C. Milan. 2017년 5월 12일에 확인함.
310. 1 2 3 4 5 6  “Teen Choice Award for Choice Male Athlete”. 《AwardsAndWinners.com》. 2015년 11월 19일에 원본 문서에서 보존된 문서. 2015년 8월 2일에 확인함.
311. ↑  Torrelio, Sebastian (2014년 7월 18일). “Best and Worst of Nickelodeon's 2014 Kids' Choice Sports Awards”. 《variety.com》 (Variety Media). 2015년 8월 2일에 확인함.

## 참고 문헌
- Wahl, Grant (2011년 10월 31일). “Beckham's Last Stand: In the fifth and final year of his MLS contract, he's back at the top of his game at last. Now, as the 2011 playoffs begin, he and the Galaxy look to stamp his American experiment a success by winning a championship”. Sports Illustrated. 2011년 10월 27일에 원본 문서에서 보존된 문서. 2011년 10월 28일에 확인함. '[메이저 리그 사커에서] 그의 그 자리에서의 공 소유력은 그를 독보적인 선수로 돋보이게 합니다,'라고 [브루스] 아레나 [감독]이 말했다. '그는 모든 일의 중심에 있습니다. 매 경기에서, 그는 다른 어느 선수보다 더 자주 공을 잡습니다' (In [Major League Soccer] his ability to hold the ball in that position and pass makes him unique,' says [coach Bruce] Arena. 'He's right in the middle of things. In every game, he touches the ball the most of any player.')